# Église Saint-Georges de Chevrières
L'église Saint-Georges est une église catholique paroissiale située à Chevrières (Oise), en France. Elle a été édifiée entre 1530 et 1545 dans le style gothique flamboyant, sous l'impulsion du nouveau seigneur local, Robert de Broully. Son gisant est conservé dans l'église. De splendides vitraux ont été offerts par le chapitre de Beauvais, le procureur du seigneur et son épouse, ainsi que par le chanoine Nicolas Bottée. Quatre de ces vitraux attribués à l'atelier beauvaisien de Nicolas Leprince subsistent, mais ils ont été fortement restaurés en 1860. La nef et ses collatéraux ont dû être financés par les paroissiens, et ils restent inachevés jusqu'en 1868. L'homogénéité de l'architecture ne permet pas de soupçonner que l'église est en fait issue de plusieurs campagnes de construction, sauf pour la façade, qui comporte un portail de 1672. Dans son ensemble, l'église Saint-Georges est assez représentative des reconstructions flamboyantes de la seconde moitié du XVIe siècle dans la région, et sans particulièrement se démarquer, elle peut être considérée comme une réalisation de qualité. Elle a été largement remeublée au XIXe siècle, et son classement aux monuments historiques est intervenu en 1920. L'église Saint-Georges est aujourd'hui affiliée à la paroisse Saint-Joseph de la plaine d'Estrées, et elle accueille des célébrations eucharistiques la plupart des dimanches matin, ainsi que plusieurs fois en semaine.

## Localisation
L'église est située en France, en région Hauts-de-France et dans le département de l'Oise, près de la rive droite de la rivière, sur la commune de Chevrières, au centre du bourg, place René-Langlois-Meurinne, ce qui est équivalent au carrefour RD 13 / rue de Grandfresnoy (RD 155). Le nom de la place correspond au parvis devant la façade occidentale, qui est en même temps le parvis de la mairie de Chevrières. L'élévation méridionale de l'église est alignée sur la RD 13. Le chevet, également visible depuis cette route, et l'élévation septentrionale donnent sur un jardin public. Ainsi l'église est entièrement dégagée d'autres édifices, et l'on peut en faire le tour.

## Histoire

### Les origines

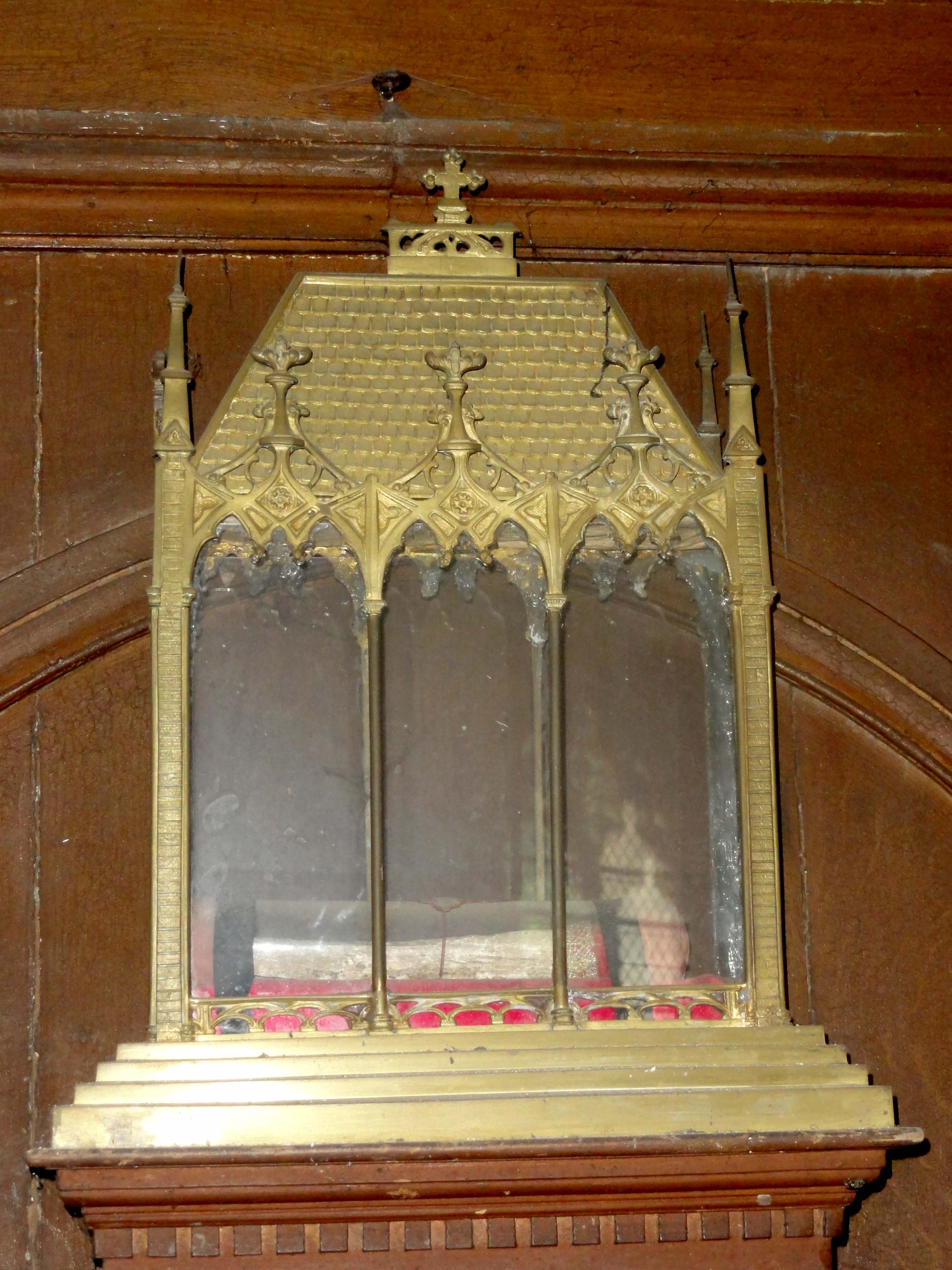
Châsse de saint Georges.

L'église de Chevrières est mentionnée pour la première fois dans une charte de libéralités accordé par Gerbaut, vicomte d'Auxerre, à la basilique Saint-Martin de Tours, en 878. La charte mentionne même que l'église a été construite en l'honneur de saint Georges de Lydda. À ce titre, il est intéressant de constater que l'église Saint-Wandrille de Rivecourt est de cent-soixante ans plus ancienne. L'église de Rivecourt dépendait de l'abbaye Saint-Wandrille de Fontenelle, qui possédait six hôtes à Chevrières, c'est-à-dire, le bénéfice des taxes et impôts qu'ils devaient verser. Le chanoine Morel, curé de Chevrières de 1872 jusqu'à sa mort en 1919, n'exclut pas que l'abbaye Saint-Wandrille ait joué un rôle dans la fondation de l'église de Chevrières. Ce n'est, pour l'instant, pas prouvé. Sous l'Ancien Régime, le collateur de la cure est l'évêque de Beauvais. La paroisse dépend du doyenné de Pont-Sainte-Maxence et de l'archidiaconé de Breteuil du diocèse de Beauvais. L'église possède une relique de son saint patron, mais seulement depuis le 16 mai 1678, quand elle a été transmise au curé Léonard Levasseur par son doyen, Antoine de La Herse. Il s'agit d'un os fémoral, qui avait été retiré de la tombe du saint martyr, dans la catacombe de Priscille, le 22 novembre 1648, par le cardinal Marzio Ginetti, et donné le 2 novembre 1666 au curé-doyen de Sacy-le-Grand, Simon Pichard. La châsse en cuivre a été offerte et bénite le 19 juin 1864 par l'abbé Pillon de Thury, légat de la curie romaine. Il y a une seconde châsse semblable, qui a été bénite le même jour. Elle a été offerte, avec les reliques qu'elle contient, par Jean-Frédéric Darche, un paroissien. Cette châsse renferme un médaillon avec des parcelles de la maison de saint Jean-Baptiste, et deux médaillons avec diverses reliques de saint Alphonse de Liguori (l'inscription gravée sur la console supportant la châsse, St Liguori, est erronée).

### L'époque moderne jusqu'à la Révolution

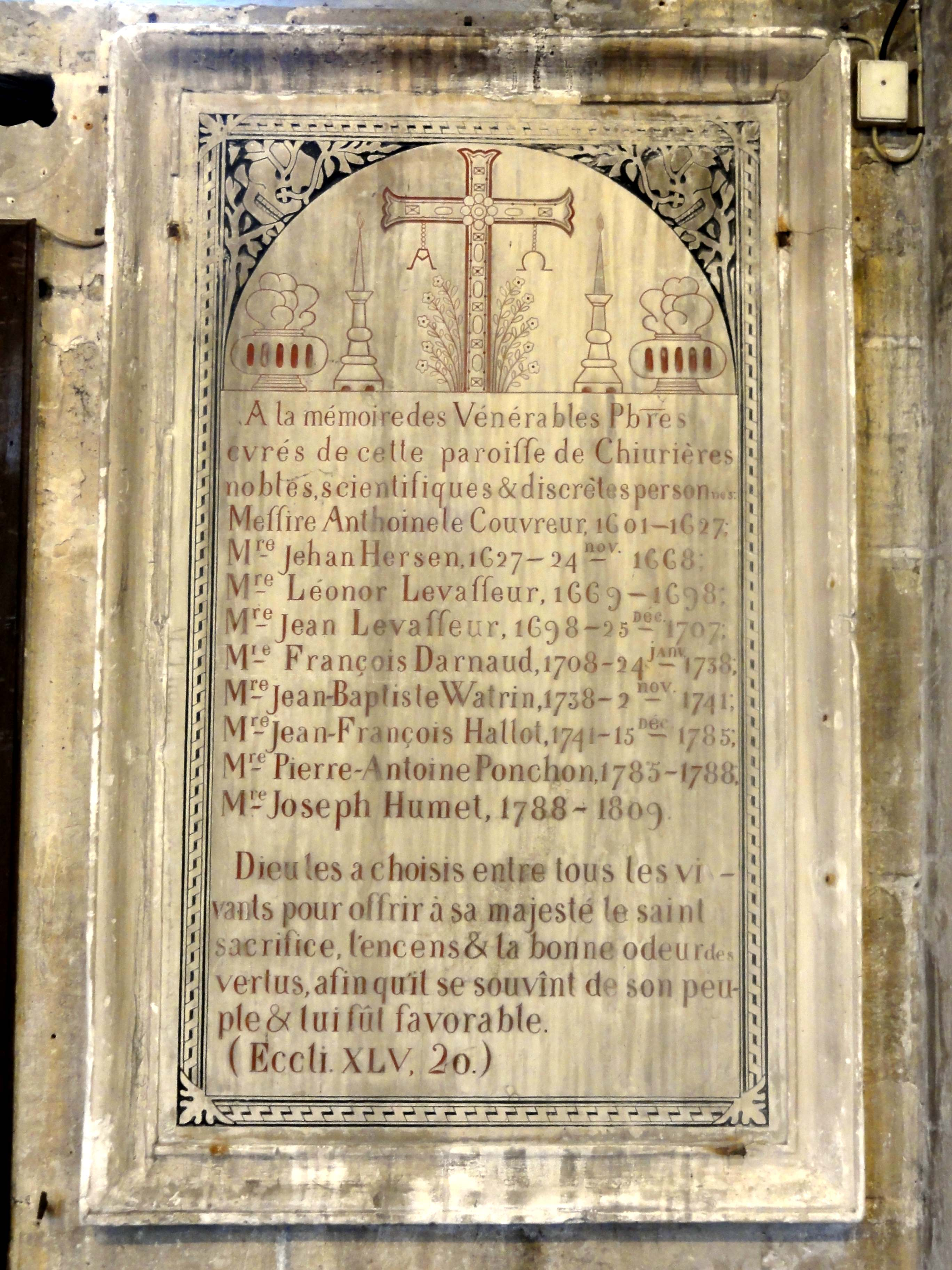
Plaque des curés de 1600 à 1809, au bas-côté nord.

Le chanoine Morel a entrepris de longues recherches sur l'histoire de Chevrières, mais il n'a trouvé aucun fait relatif à l'église et pour toute la période du Moyen Âge. En 1529, Robert de Broully achète la seigneurie. L'un de ses frères, François de Broully, est par ailleurs curé de Chevrières à cette époque. C'est un ancien chanoine de Noyon, et il devient ultérieurement doyen de la collégiale de Saint-Quentin. L'église Saint-Georges se trouve alors dans un état lamentable, car le nouveau seigneur s'attache immédiatement à la reconstruction totale de l'abside et du transept. Ses armes figurent sur deux clés de voûte, ce qui peut servir de preuve de son rôle, et l'année 1545 figure sur trois vitraux de l'abside. L'on suppose que tous les vitraux de l'abside sont posés en 1545, et les parties orientales de l'église sont alors globalement achevées. Ce n'est pas le cas de la nef, dont l'entretien mais aussi les frais de construction sont à la charge des paroissiens. L'on entame la construction de la partie orientale de la nef, avec les grandes arcades de la quatrième, de la cinquième et de la sixième travée, et les deux piliers et arcs-doubleaux compris entre ces travées. Le voûtement n'est pas achevé, et l'on conserve le début de la nef romane, ainsi que les bas-côtés romans. Dans les travées orientales jouxtant les travées refaites de la nef, les fenêtres sont repercées, et pourvues de réseaux flamboyants. Un nouveau portail occidental de style classique est édifié en 1672, et de nouvelles fenêtres en plein cintre sont percées dans le pignon et les murs occidentaux des bas-côtés. La date se lit sur la clé d'arc de la fenêtre au-dessus du portail. Le 21 septembre 1671, un ouragan avait endommagé l'ancien portail. Au XVIIe ou au XVIIIe siècle seulement, les trois travées de la nef commencées au XVIe siècle sont enfin voûtées en briques (c'est ce qui ressort des constats effectués par le service des Monuments historiques en 1995). En 1788, les voûtes, ou plutôt les voûtains, du chœur sont reconstruits en briques. Les ogives, doubleaux et formerets de la première moitié du XVIe siècle sont apparemment conservés, mais la voûte de la croisée du transept perd ses nervures décoratives supplémentaires, dont témoignent encore quatre clés de voûte secondaires.

### Les évolutions depuis le Concordat de 1801

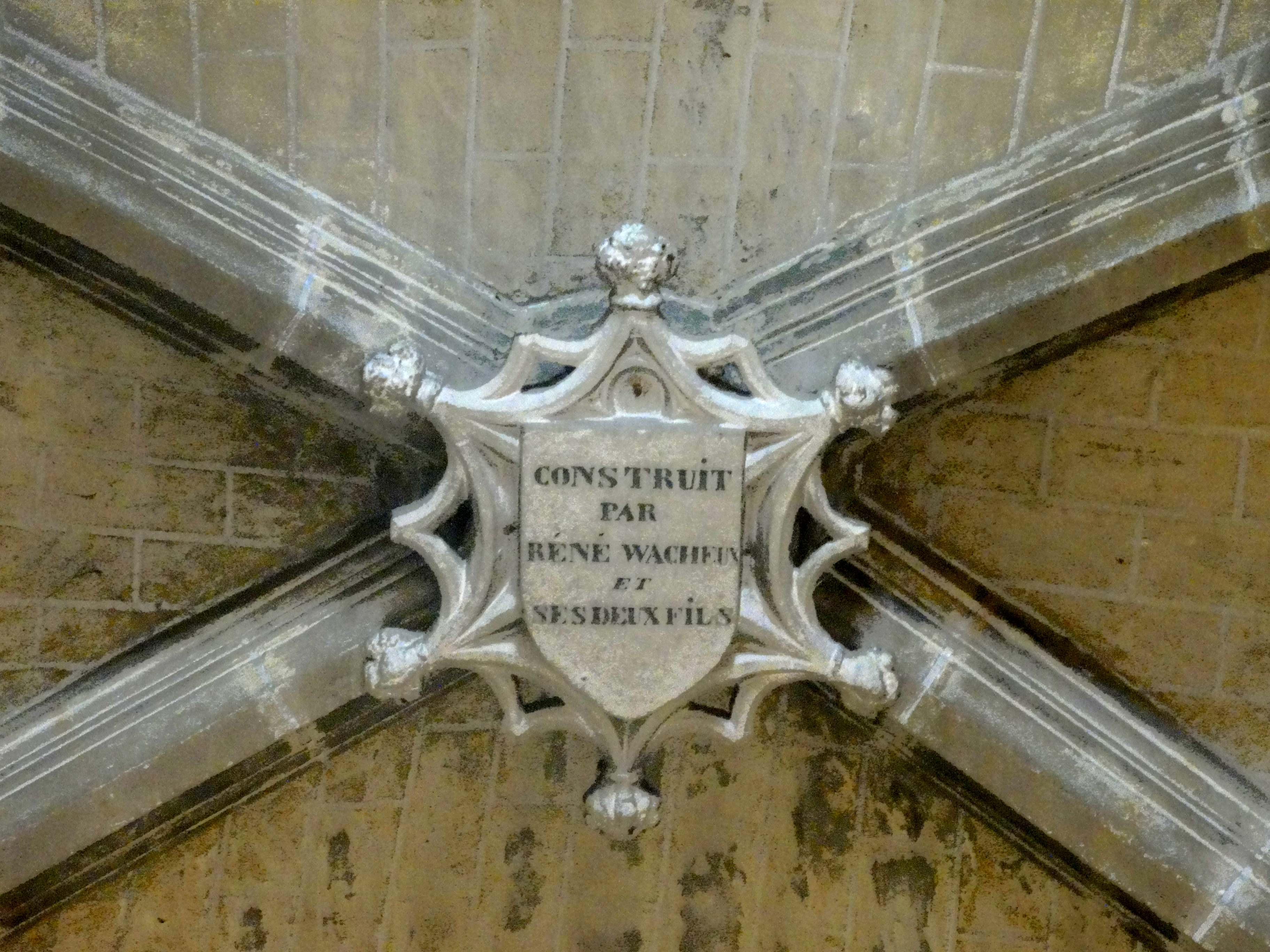
Clé de voûte de la 3e travée de la nef, date : 1868.

Sous la Révolution française, l'église Saint-Georges est privée sans doute d'une bonne partie de son mobilier, car seulement trois statues sont antérieures au XIXe siècle, dont une provient de la chapelle Saint-Sulpice dans le marais de Longueil-Sainte-Marie, qui a été détruite à la Révolution. La poutre de gloire a également survécu à la Révolution, mais elle a été supprimée en 1868. Bien que le chanoine Morel ait connu des paroissiens qui se souvenaient de la poutre de gloire, personne n'a su lui en fournir une description. Le Christ en croix a seul été conservé, et accroché sur le quatrième pilier au sud de la nef. Fait plutôt surprenant, le banc seigneurial des Broully a lui aussi échappé au vandalisme révolutionnaire, mais il a disparu de l'église sous l'abbé Roger Puissant, dernier curé de Chevrières de 1955 à 1991, qui fit réaménager l'église. Tout au cours du XIXe siècle, des fidèles offrent à l'église des statues, des tableaux, du mobilier liturgique et de nouveaux autels. En 1839, les trois travées orientales des bas-côtés sont voûtées en briques. Une tribune d'orgue est construite au début de la nef, et reçoit un orgue de Mirecourt. En 1841, un nouveau maître-autel en forme de tombeau est consacré dans le chœur, et une sacristie est bâtie au sud de l'abside. Jusqu'à cette date, l'on a dû se contenter d'un réduit derrière le maître-autel, qui était placé en avant. La nef est à cette époque recouverte d'un plafond lambrissé vermolu, et les murs bas et délabrés des trois premières travées des bas-côtés sont percés de petites fenêtres en plein cintre. L'on entend alors parler des restaurations hardies entreprises par les architectes Heurteau père et fils, d'Orléans. L'abbé Jean-Louis Buvier, curé de Chevrières de 1837 à 1872, demande des devis et des plans. Le prix de 3 800 francs étant jugé acceptable, le marché est adjugé en date du 27 juillet 1867, et les travaux pour le voûtement d'ogives des trois dernières travées de la nef commencent aussitôt.

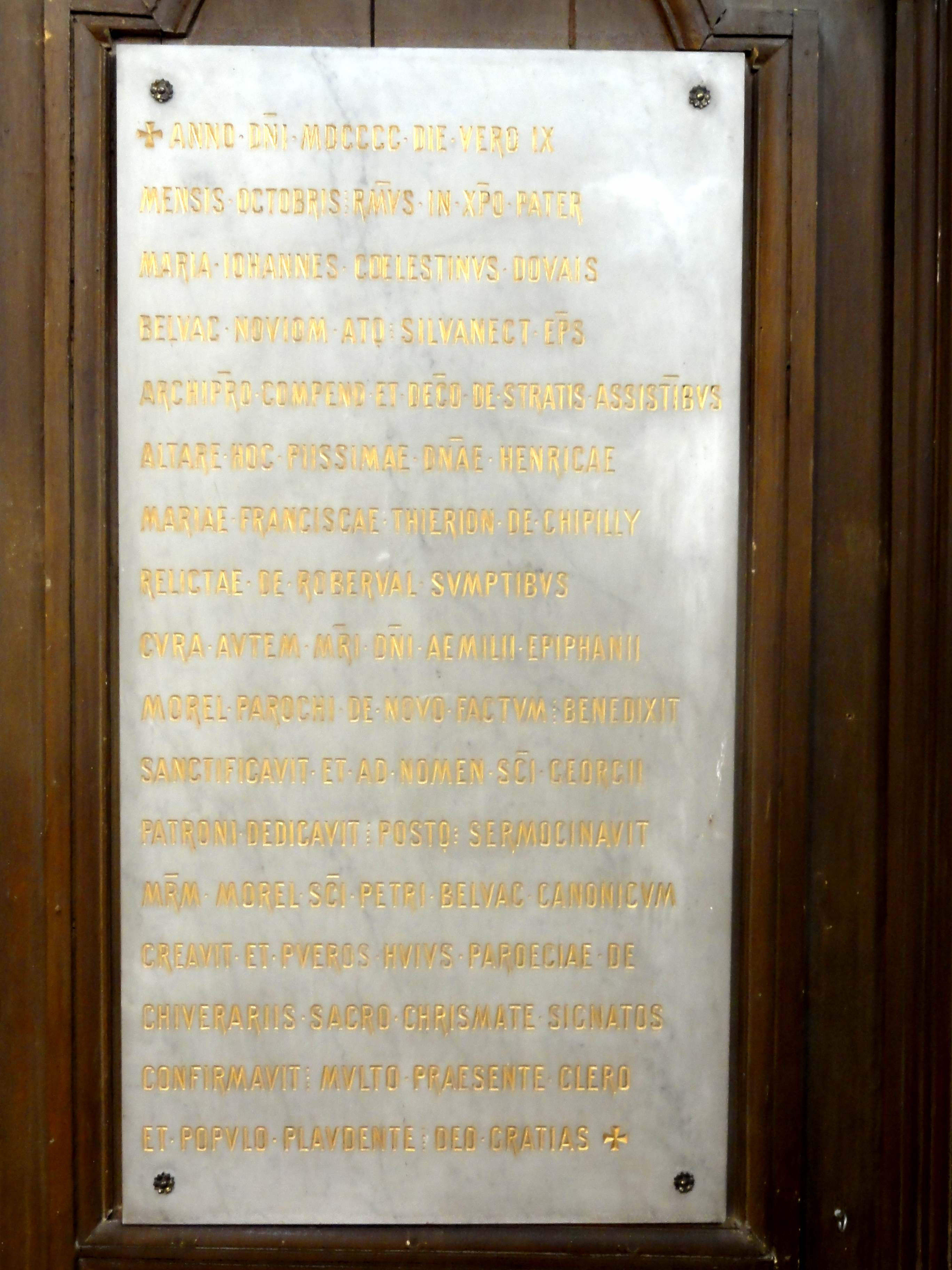
Plaque commémorative de la consécration du maître-autel en 1900.

Les résultats sont probants, et le conseil de fabrique décide d'enchaîner sur une seconde phase de travaux, qui portent sur le voûtement d'ogives des trois premières travées de la nef. En date du 13 avril 1868, le marché est attribué à René Philbert Wacheux, maître-maçon d'Arsy, qui entreprend le chantier avec ses deux fils. Les trois clés de voûte en font état. Il est tout à fait remarquable qu'un maçon de village, qui n'a pas l'habitude d'un tel type de projets, parvienne à exécuter des voûtes qui reproduisent parfaitement le style du milieu du XVIe siècle. Enfin, la fabrique fait appel à Victor Rohard, maître-maçon de Grandfresnoy, pour rectifier deux fenêtres du bas-côté nord, qui manquaient de symétrie. Il devrait s'agir des dernières fenêtres romanes qui subsistaient encore, sans mentionner celles à gauche et à droite de la façade, qui sont bouchées. L'église Saint-Georges devient ainsi un édifice flamboyant d'une étonnante homogénéité, dont l'architecture de qualité ne permet pas de soupçonner que la nef et les bas-côtés sont en réalité le résultat d'interventions multiples, échelonnées sur trois siècles. L'on est loin des maladresses stylistiques de nombreuses églises néogothiques. D'autres exemples d'églises du XVIe siècle achevées seulement au XIXe siècle sont Attainville (Val-d'Oise) et Montfort-l'Amaury (Yvelines). Une tourelle d'escalier en briques est ajoutée à l'angle nord-ouest de la façade en 1881, afin de faciliter l'accès aux combles. Son dôme de pierre est postérieur. En 1893, la sacristie bâtie une cinquantaine d'années plus tôt est remplacée par la sacristie actuelle, au nord de l'abside. L'ancienne sacristie est encore conservée dans un premier temps et sert de garde-meubles ; elle est démolie lors du déplacement du monument aux morts. Ainsi l'esthétique du chevet n'est plus altérée. La tribune d'orgue est agrandie en 1895. Aujourd'hui, elle est sans utilité, car l'orgue n'existe plus ; François Callais n'indique pas ce que l'instrument est devenu. Un nouveau maître-autel en marbre blanc est installé en 1897, et remplace son prédécesseur de 1841. Dans le cadre d'une cérémonie pompeuse, il est consacré le 9 octobre 1900 par Mgr Marie-Jean-Célestin Douais, qui place des reliques des saints martyrs Clément et Victor dans le tombeau. Une plaque rappelle cet événement. En 1913, le portail occidental est équipé de nouveaux vantaux. L'église est classée aux monuments historiques par arrêté du 30 juin 1920.
En 1996, la paroisse de Chevrières cesse officiellement d'exister avec la création des quarante-cinq nouvelles paroisses du diocèse de Beauvais. L'église Saint-Georges est désormais l'un des quatorze clochers de la paroisse Saint-Joseph du plateau d'Estrées. Les messes dominicales continuent d'y être célébrées la plupart des dimanches matin de septembre à juin, 11 h 00, ainsi que plusieurs fois en semaine. Le presbytère le plus proche où se tiennent des permanences est à Grandfresnoy.

## Description

### Aperçu général

Plan de l'église.

Régulièrement orientée, l'église se compose d'une nef aveugle de six travées, accompagnée de deux bas-côtés ; d'un transept non débordant ; et d'une abside comportant une partie droite et un chevet à trois pans. La largeur intérieure sur le total des trois vaisseaux est de 14,20 m dans la nef et dans l'abside. La longueur intérieure est de 36,00 m environ du portail jusqu'au chevet. Une tourelle d'escalier s'élève à gauche de la façade occidentale, et le clocher en charpente est assis sur le toit de la nef, au niveau de la cinquième travée. Le toit du croisillon sud est en outre muni d'un clocheton. La sacristie se situe au nord du transept. Le chœur liturgique s'étend sur la croisée du transept et l'abside. Le croisillon nord est la chapelle Saint-Georges, et le croisillon sud est la chapelle de la Sainte-Vierge. L'ensemble de l'église est voûté d'ogives, et la hauteur sous les voûtes est de 10,00 m dans le vaisseau central et le transept. La nef et ses bas-côtés sont munis d'une toiture commune à deux versants, avec pignon à l'ouest. Le transept possède un toit indépendant perpendiculaire à celui de la nef, avec des pignons aux deux extrémités. Toutes les toitures ainsi que le clocher sont couverts d'ardoise. On entre dans l'église par le portail occidental, et une petite porte existe en outre dans la troisième travée du bas-côté sud.

### Intérieur

#### Nef et bas-côtés

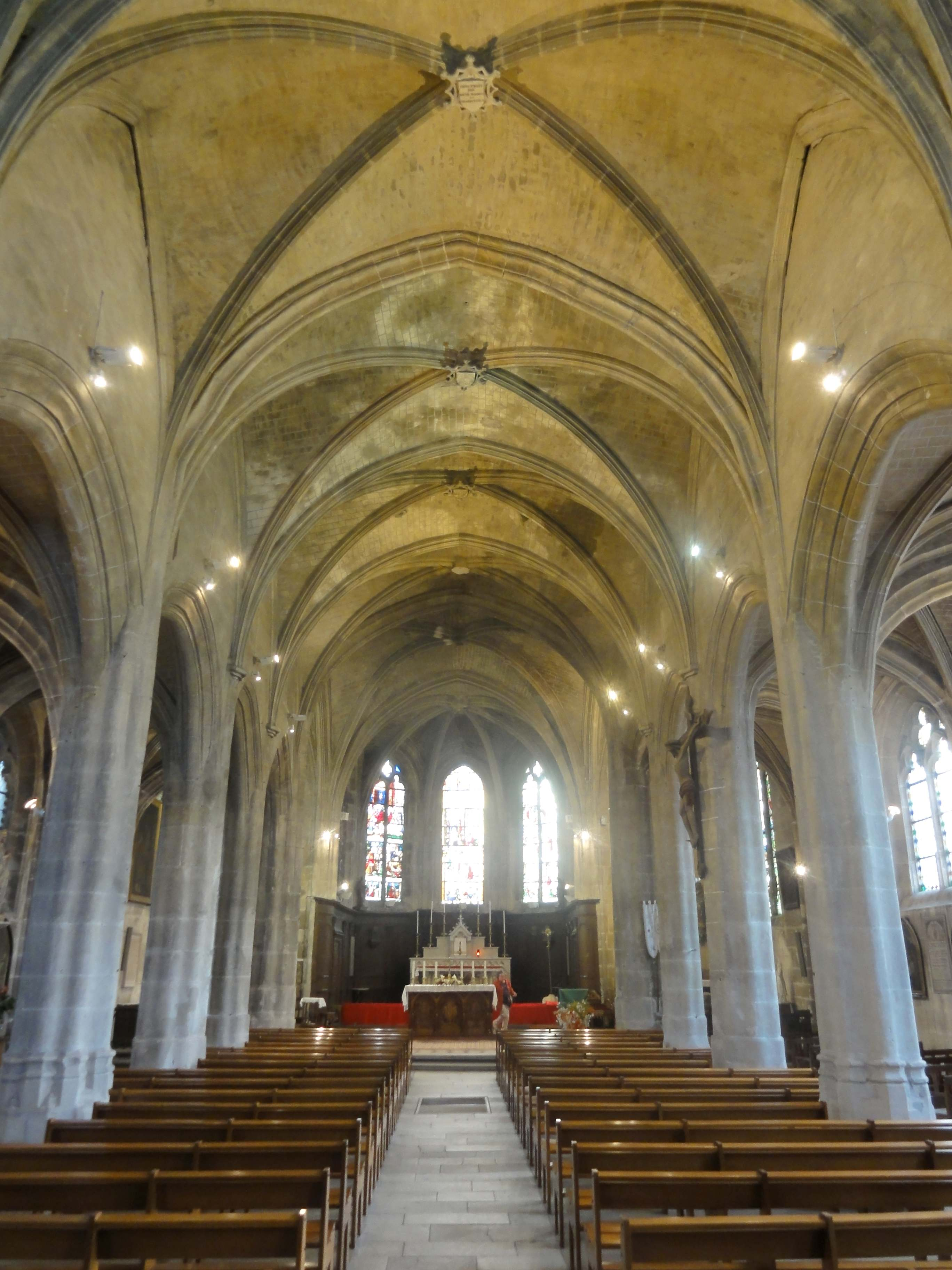
Nef, vue vers l'est.

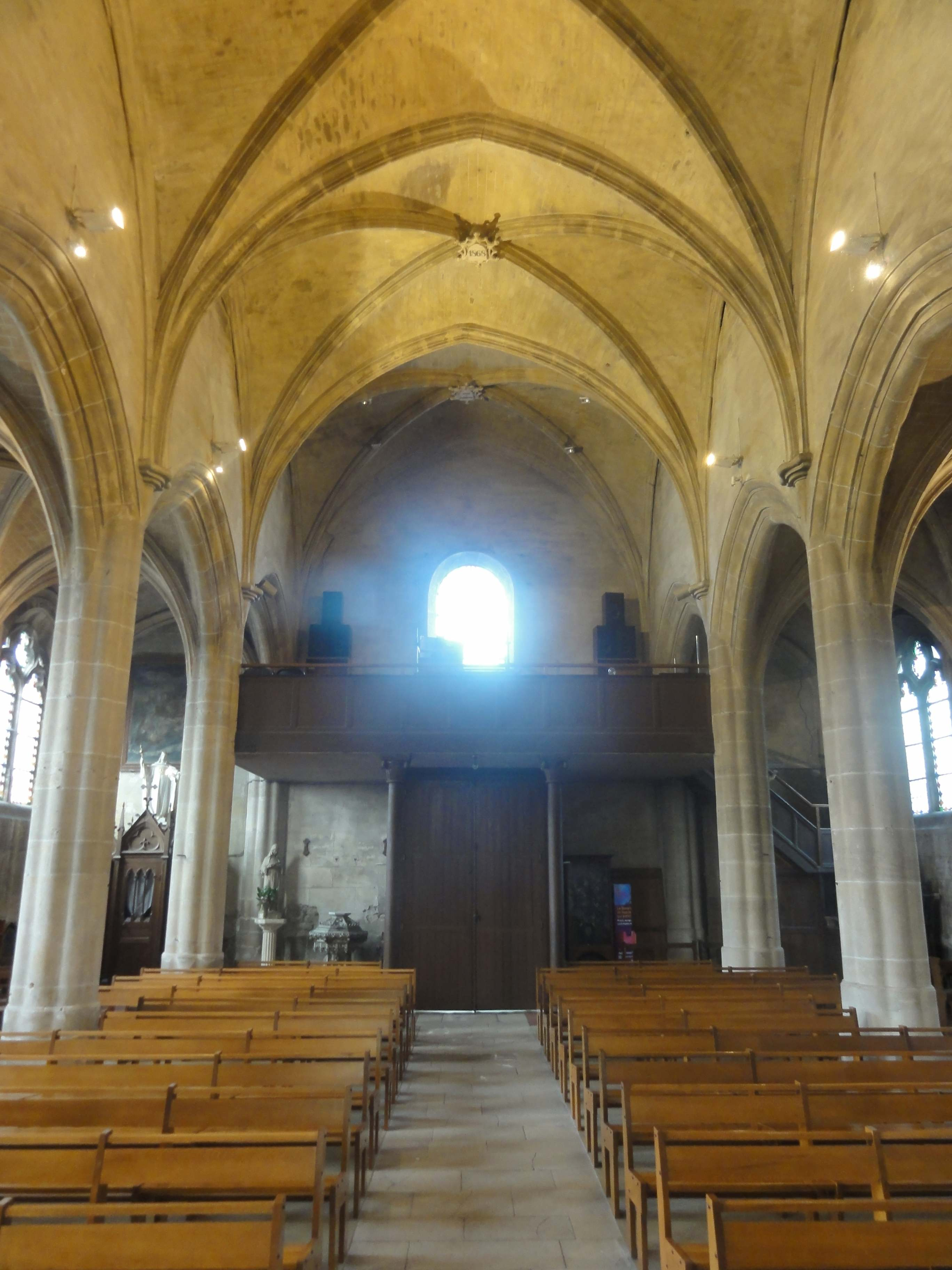
Nef, vue vers l'ouest.

La nef possède une élévation à deux niveaux, à savoir l'étage des grandes arcades et un étage de murs hauts aveugles. Les fenêtres hautes sont rares dans les églises rurales reconstruites après la guerre de Cent Ans, et les églises voisines de Pont-Sainte-Maxence, Verberie et Verneuil-en-Halatte, qui ont été rebâties à la même époque, n'en possèdent pas non plus. Après les expériences douloureuses d'une période interminable de conflits, épidémies et famines, ce n'est plus la lumière de Dieu que l'architecture religieuse met en avant. L'espace sombre au-dessus des fidèles symbolise l'incertitude qui règne sur l'au-delà, et est censé favoriser le recueillement. La hauteur de la nef est médiocre, et les arcs-doubleaux sont en arc brisé surbaissé, afin de ne pas raccourcir davantage les piliers. C'est donc plutôt la largeur que la hauteur qui est mise en exergue, et l'intérieur paraît spacieux grâce à la longueur importante du vaisseau, et des grandes arcades atteignant les deux tiers de la hauteur totale. Ainsi l'éclairage par la lumière naturelle est assez bien assuré par les fenêtres latérales des bas-côtés. Le style gothique flamboyant est calqué sur celui des parties orientales. Le profil des ogives est, à quelques détails près, le même. Il a perdu l'acuité qui est caractéristique de l'apogée de la période flamboyante, et comporte au centre un méplat, comme dans l'église de Précy-sur-Oise rebâtie une quarantaine d'années plus tard. À la Renaissance, ce profil s'aplatit davantage, comme on peut le voir à Mareil-en-France, au Plessis-Gassot ou Roissy-en-France, par exemple.
Toutes les voûtes sont établies sur des croisées d'ogives simples. Le tracé très aigu des formerets, qui résulte de la largeur des travées liée à une faible profondeur, contraste agréablement avec le tracé surbaissé des grandes arcades. Il correspond à la forme des voûtes des bas-côtés, dont les travées observent un plan barlong dans le sens longitudinal. Les formerets s'interpénètrent avec les ogives, avant que celles-ci ne retombent avec les doubleaux sur des culots moulurés, sauf à la limite entre la troisième et la quatrième travée, où le doubleau est du reste plus fort : ce fut la limite de la partie de la nef reconstruite au second quart du XVIe siècle. Ces piliers plus forts sont analogues aux piles occidentales de la croisée du transept. Tous les piliers sont ondulés, et présentent huit renflements ou ondulations comme réminiscence des faisceaux de colonnettes du Moyen Âge. Ce type de pilier est caractéristique de la période flamboyante, mais connaît quelques variantes. Le type représenté à Chevrières évoque l'église Saint-Étienne de Beauvais, et existe aussi à Armancourt, Clermont, Jaux, Raray, Rivecourt, Roberval, Venette, et Verneuil-en-Halatte. Trois renflements correspondent en principe aux nervures des voûtes de la nef, mais sauf au-dessus des piliers entre la troisième et la quatrième travée, un seul renflement se continue sur les murs latéraux jusqu'aux culots des voûtes. Les grandes arcades affectent un profil prismatique complexe, mais leur intrados forme un boudin qui se fonde directement dans les piliers. Les autres moulures butent contre les piliers ; comme fréquemment à la période flamboyante, ils sont dépourvus de tailloirs et chapiteaux. En ce qui concerne les bases, elles sont d'une grande simplicité, et reposent sur des socles octogonaux. Entre la troisième et la quatrième travée, chaque ondulation du pilier dispose de sa propre base, qui est octogonale et comporte une moulure légèrement concave entre un boudin et un filet. Comme fréquemment, les bases sont disposées à deux niveaux différents et s'enchevêtrent. Les autres piliers n'ont pas de bases à proprement parler, mais s'épaississent seulement près du socle octogonal.
Grâce à des doubleaux plus aigus que dans la nef, les bas-côtés donnent une certaine impression d'élancement. La proportion entre largeur est hauteur y est également favorable. Un net décrochement est visible à l'intersection entre la troisième et la quatrième travée : en regardant depuis l'ouest, une portion de mur est visible au-dessus des doubleaux. Dans les trois dernières travées du bas-côté sud, qui ont été en grande partie achevées au XVIe siècle et possédaient des vitraux de la Renaissance, les voûtes paraissent en revanche déformées et aplaties. C'est peut-être pour cette raison que les voûtains ont dû être refaits en 1839, si l'on part sur l'hypothèse que les voûtes existaient avant. Les clés de voûte ne peuvent pas renseigner sur l'âge des voûtes, car elles restent frustes. Dans les murs latéraux, des piliers ondulés à trois renflements sont engagés. Là encore, les artisans à l'œuvre en 1867 / 1868 ont fourni un excellent travail, et n'ont pas cédé à la tentation de procéder à des simplifications par rapport au parti du maître d'œuvre choisi par Robert de Broully. Les fenêtres ont de hauts soubassements, si bien que la porte latérale au sud n'entame pas la hauteur de la fenêtre. Toutes les fenêtres sont entourées d'une gorge, et affichent un remplage de deux lancettes à têtes tréflées, surmontées d'un soufflet et de deux mouchettes. À la fin des bas-côtés, des grilles basses ferment les arcades vers les croisillons, dont le caractère de chapelles latérales est ainsi affirmé.

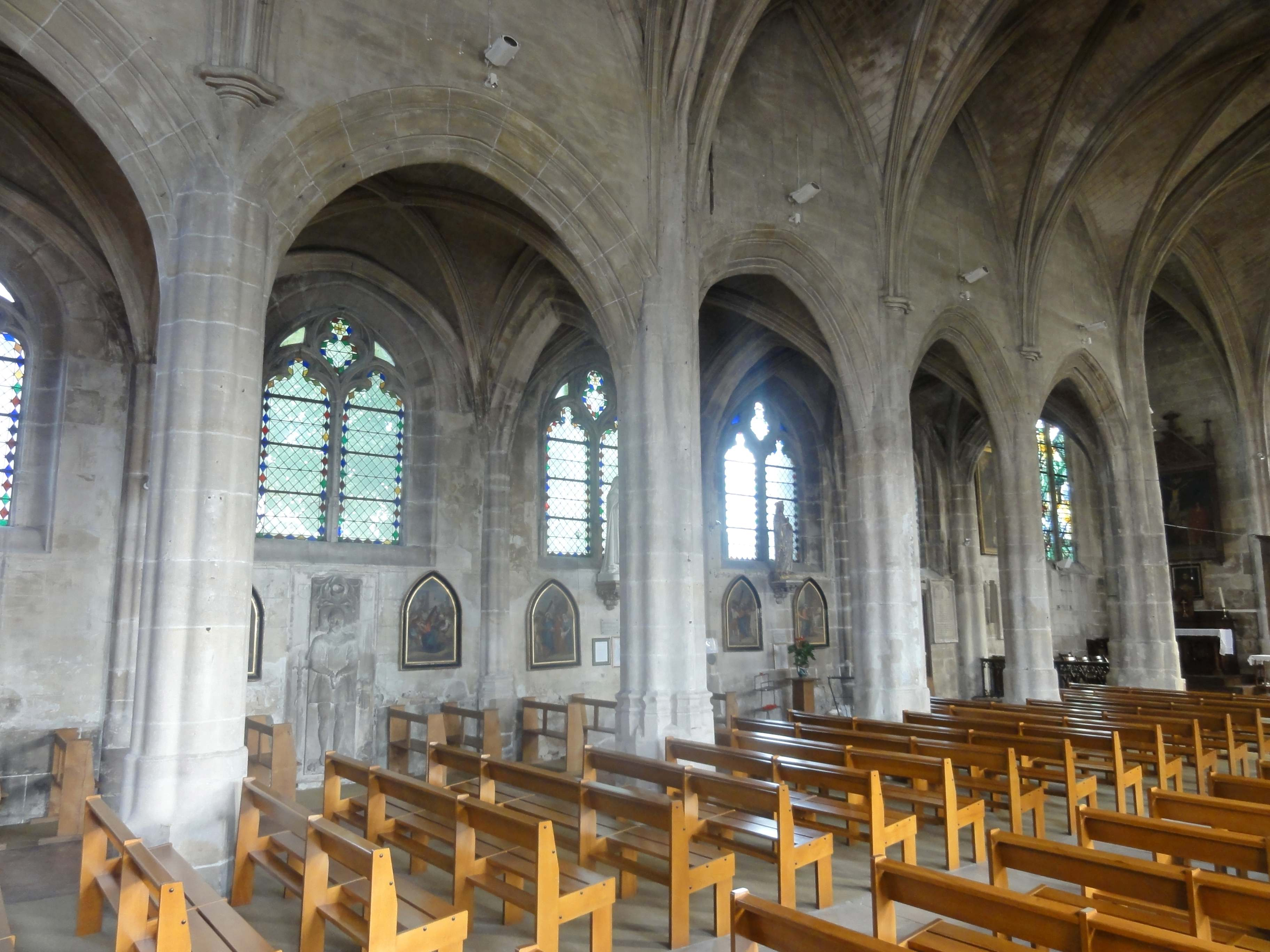
Grandes arcades du nord.
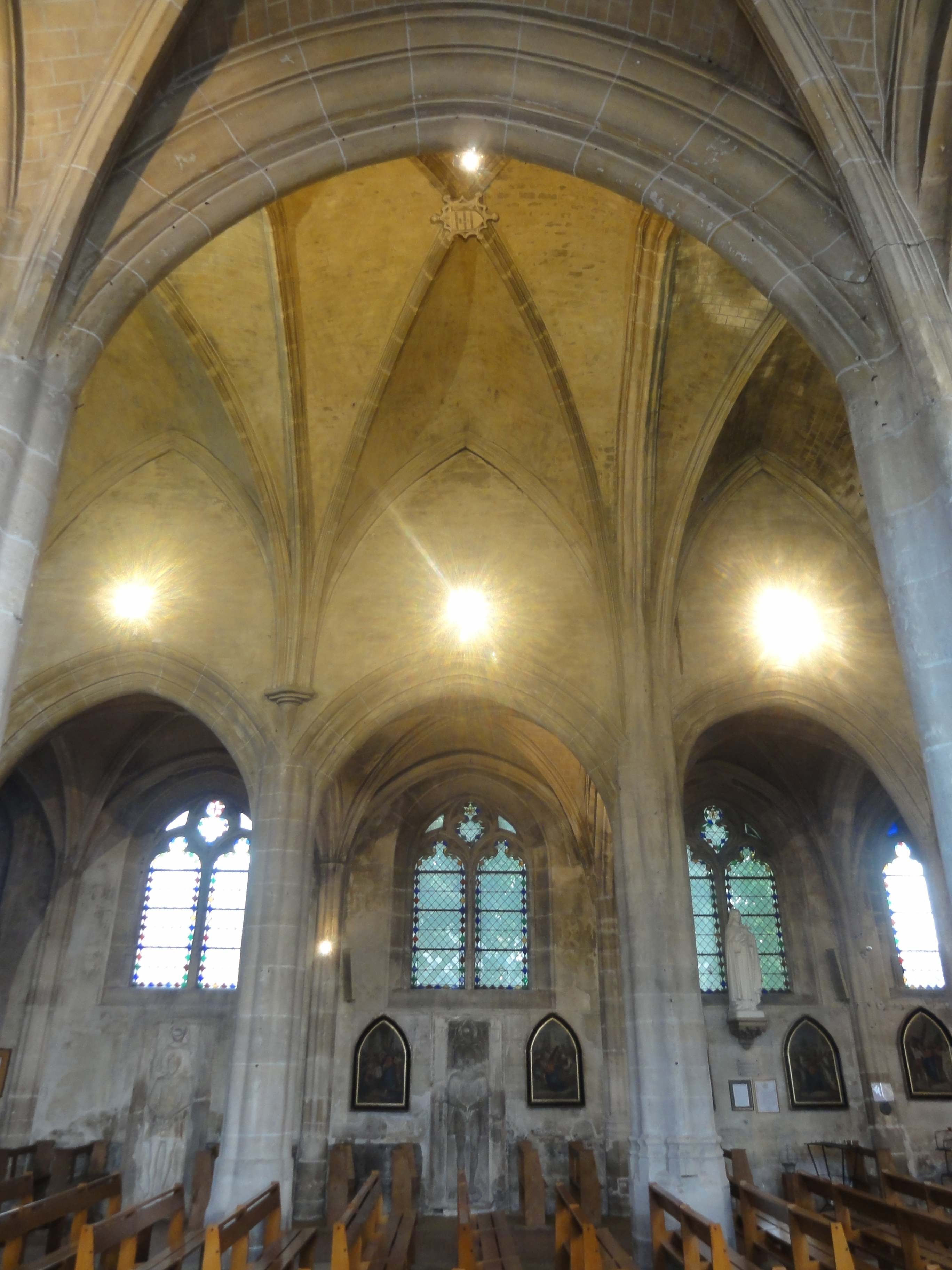
Vue par la 3e grande arcade du sud.
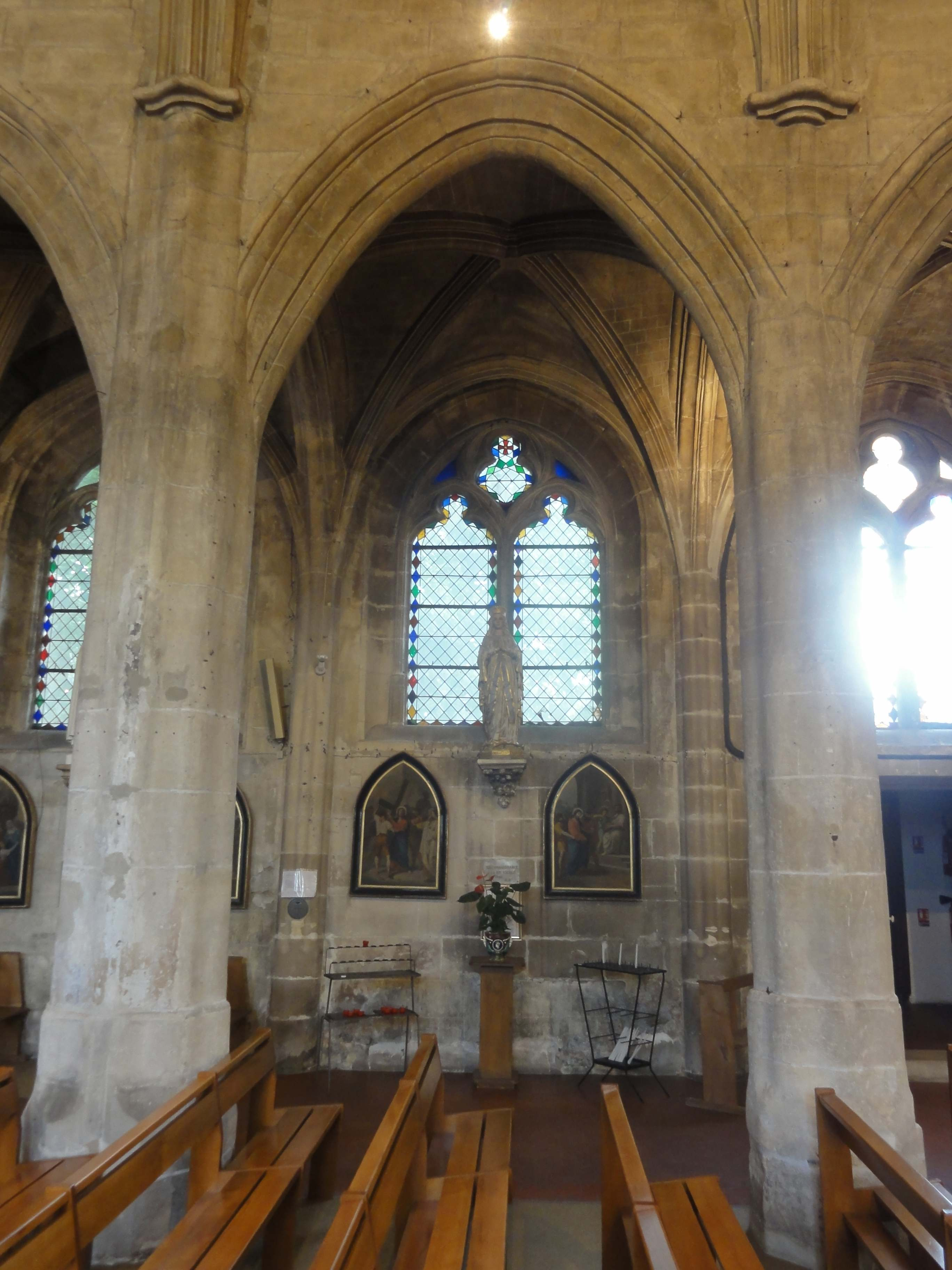
5e grande arcade du nord.
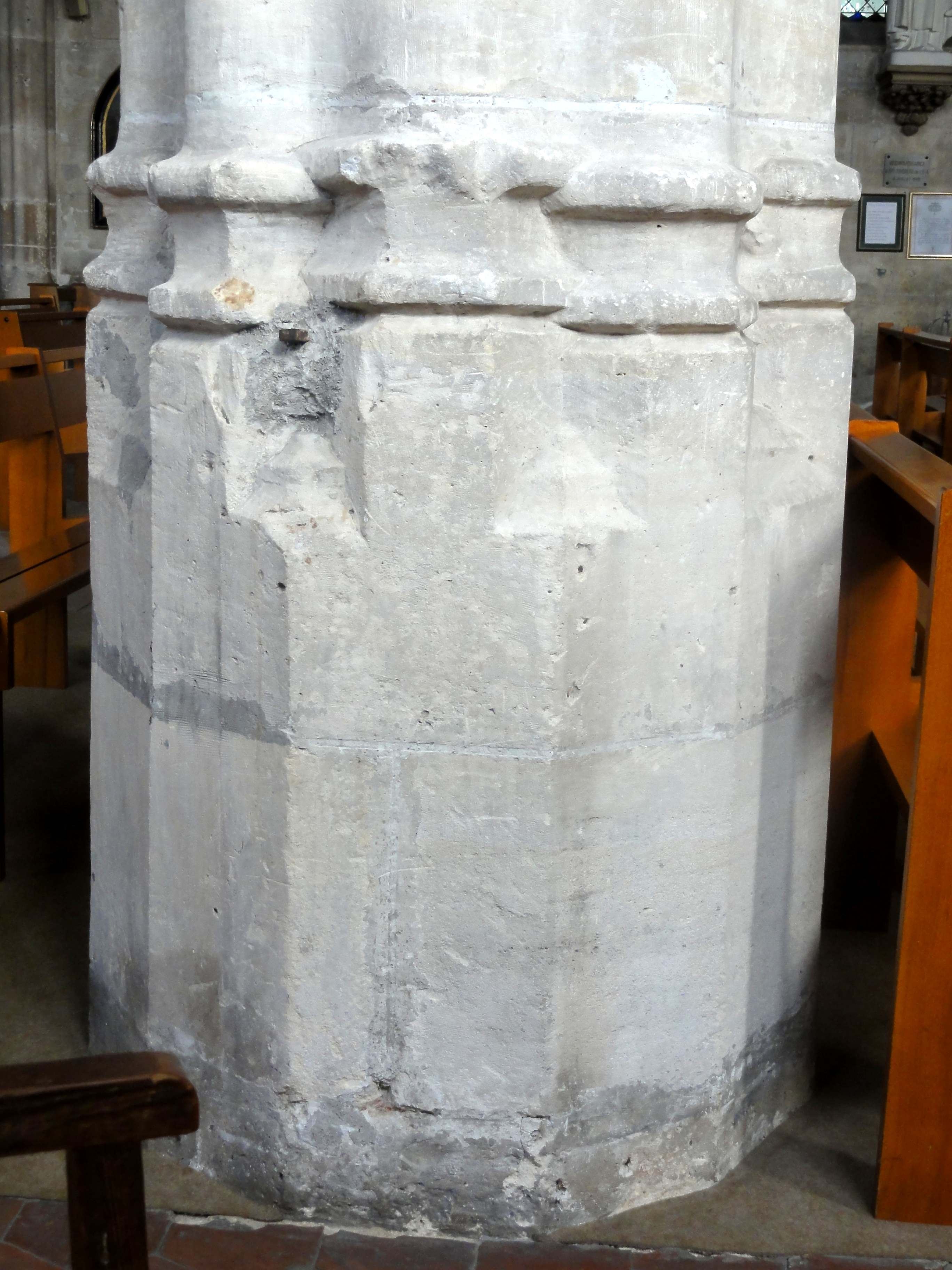
Bases entre la 3e et la 4e travée.
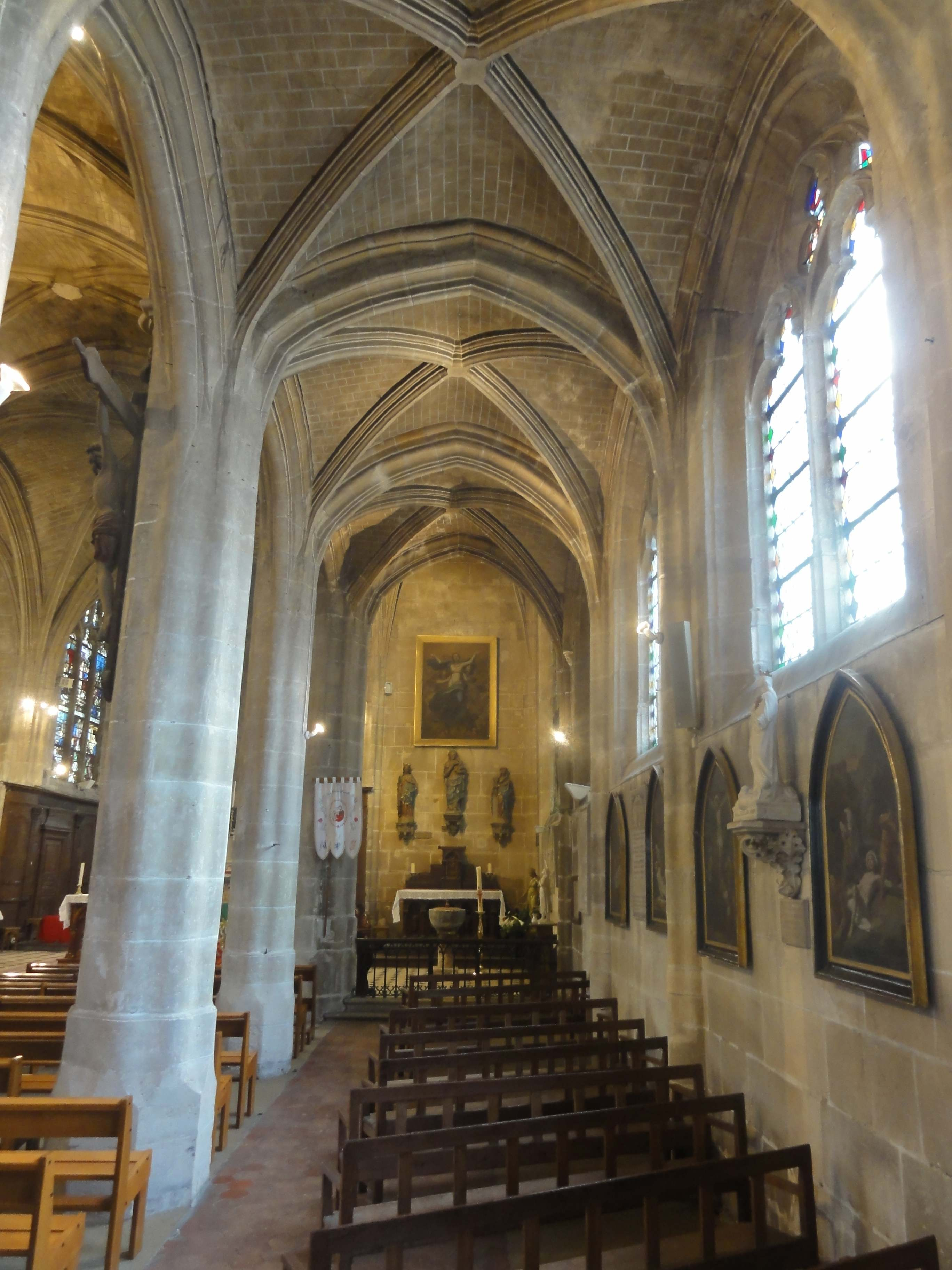
Bas-côté sud, vue vers l'est.
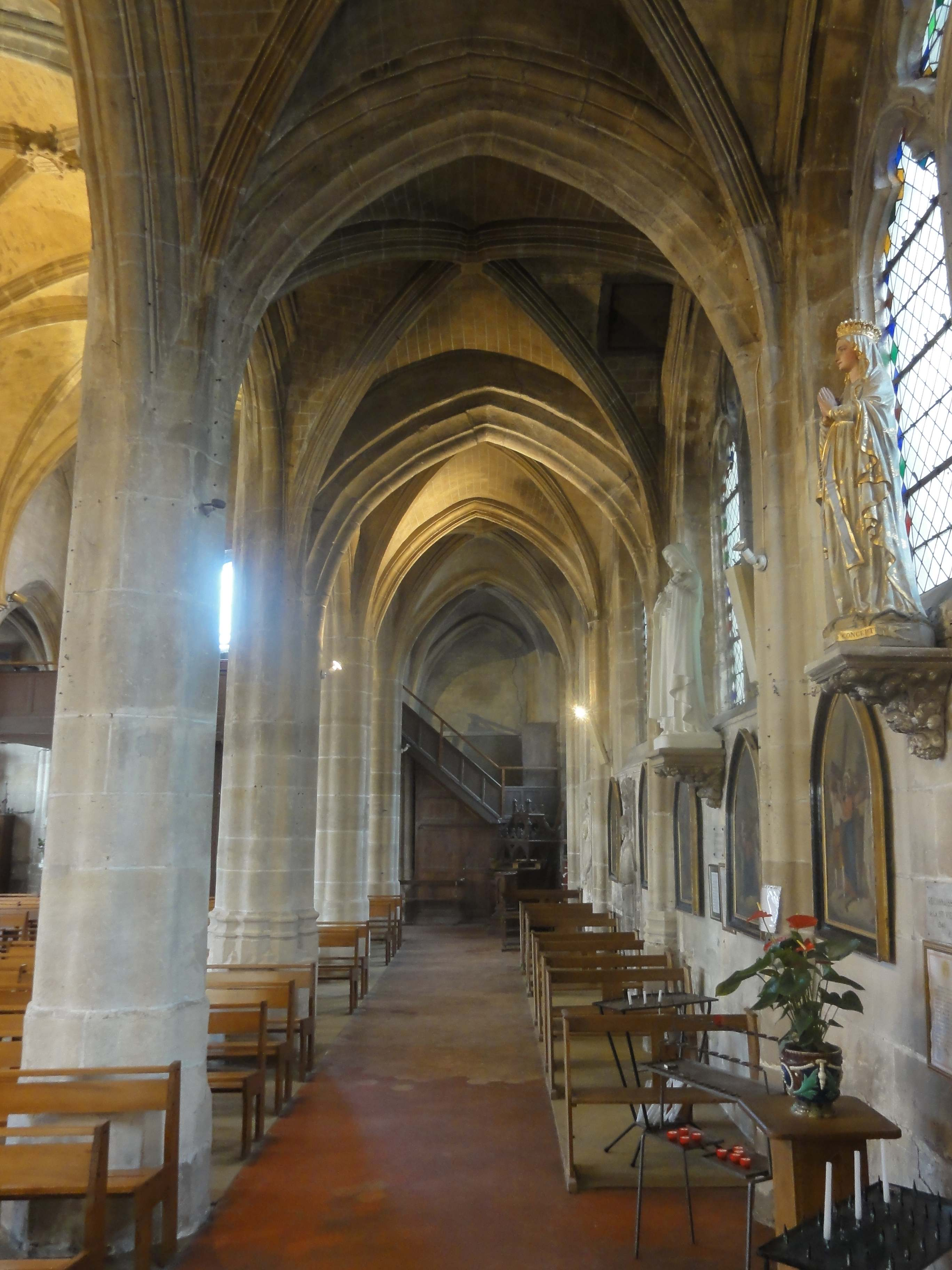
Bas-côté nord, vue vers l'ouest.

#### Transept et abside

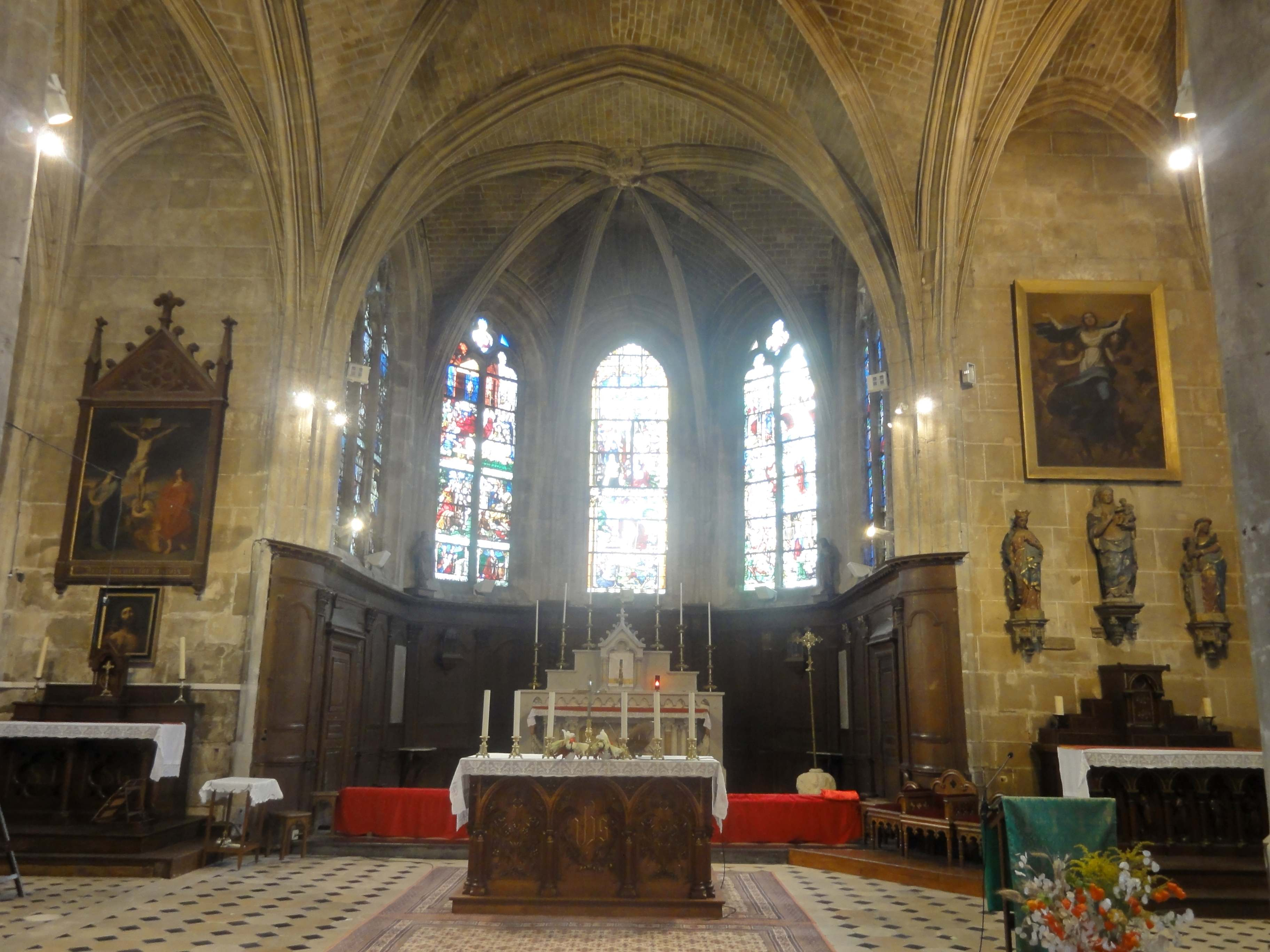
Croisée, vue vers l'est.

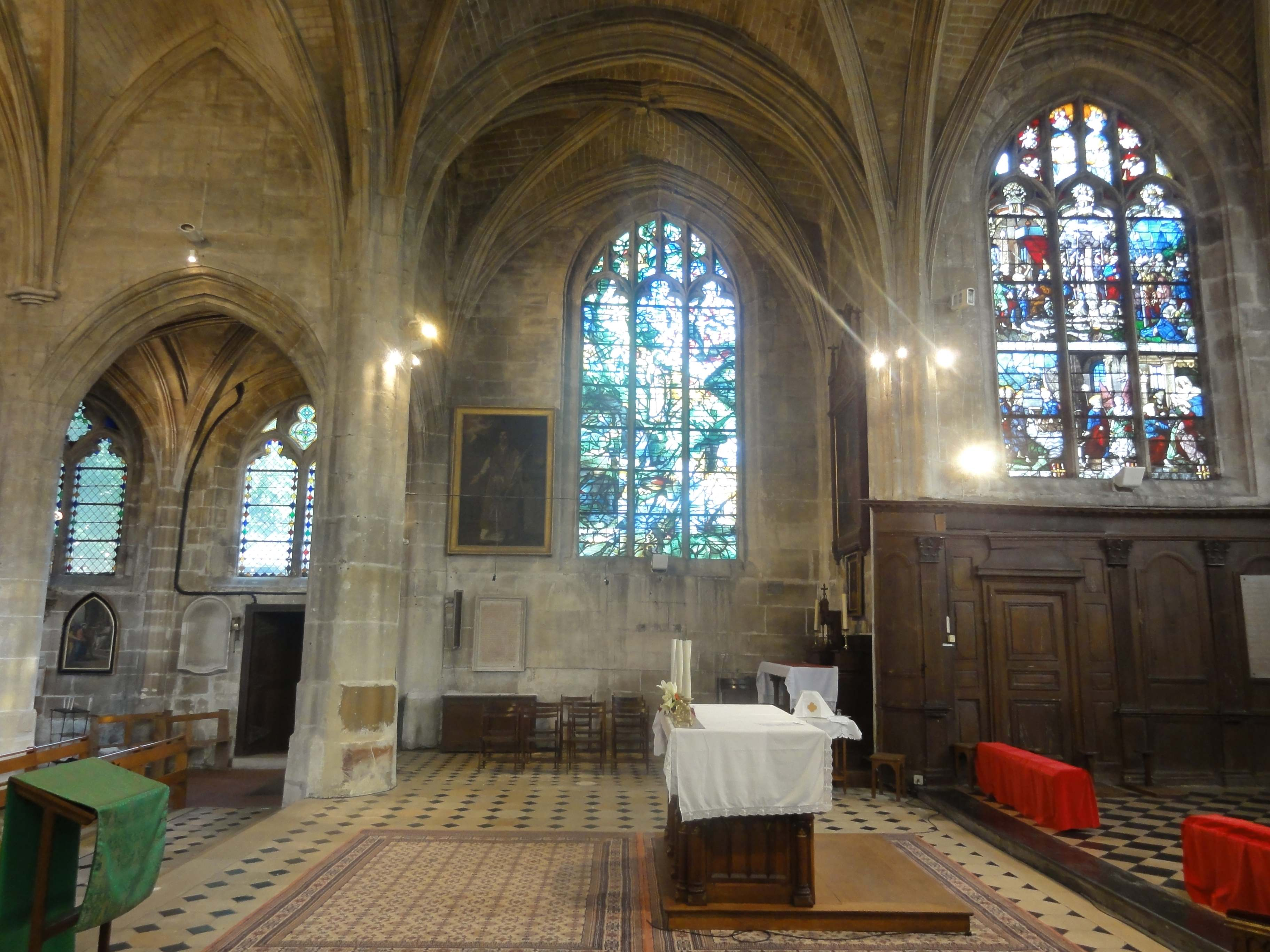
Croisée, vue vers le nord.

La croisée du transept forme la première travée du chœur liturgique. C'est un vaste espace largement ouvert des quatre côtés, qui n'est meublé que par le maître-autel et l'ambon, et paraît un peu vide. La voûte est agrémentée de cinq petites clés sobres et légèrement pendantes. Comme déjà signalé, ses voûtains ont été refaits à la fin de l'Ancien Régime, et les liernes et tiercerons qui devaient primitivement exister ont été supprimés. Dans l'abside, six branches d'ogives rayonnent autour d'une clé centrale décorée de découpages flamboyants, et les armes des Broully figurent aux clés des croisillons. Toutes les nervures sont pénétrantes, ce qui est valable pour l'ensemble du transept et de l'abside. Les piles occidentales ont déjà été décrites. Les piles orientales sont légèrement différentes et plus complexes : les renflements correspondant aux ogives ont la face frontale aplatie. Des piliers du même type se trouvent à Pont-Sainte-Maxence, où ce sont les ondulations face aux arcades et doubleaux qui sont aplaties.
Les croisillons sont peu profonds, car le mur extérieur est aligné sur le mur des bas-côtés de la nef. Afin de permettre l'installation de grands retables, les murs du chevet sont d'emblée dépourvus de fenêtres, ce qui est plutôt rare : le plus souvent, des fenêtres bouchées existent tout au moins. Les arcades vers les bas-côtés ressemblent aux grandes arcades de la nef. Dans les murs d'extrémité, les hautes et larges fenêtres à trois lancettes doivent suffire pour l'éclairage de l'ensemble du transept. Elles sont désaxées vers l'est, et munies d'un remplage de trois lancettes tréflées, qui sont surmontées de cinq meneaux garnis d'un ou deux crochets. On trouve le même type de remplage au nord de l'abside, alors que le meneau central manque au sud. Les deux baies qui flanquent la baie d'axe du chevet ont le même réseau que les fenêtres des bas-côtés, mais sont évidemment plus hautes (leur hauteur étant de 4,00 m ; voir le chapitre Vitraux). La baie d'axe est la seule fenêtre de l'église qui est dépourvue de remplage, ce qui est imputable à son étroitesse. Ainsi l'abside connaît des fenêtres de trois largeurs différentes, ce qui est plus courant : habituellement, au moins les trois ou cinq baies du chevet sont de largeur analogue. Les soubassements des fenêtres de l'abside sont habillés de boiseries de style Renaissance, qui comportent des panneaux à fenestrages cantonnés de pilastres corinthiens supportant un entablement aniconique, avec une corniche à denticules.

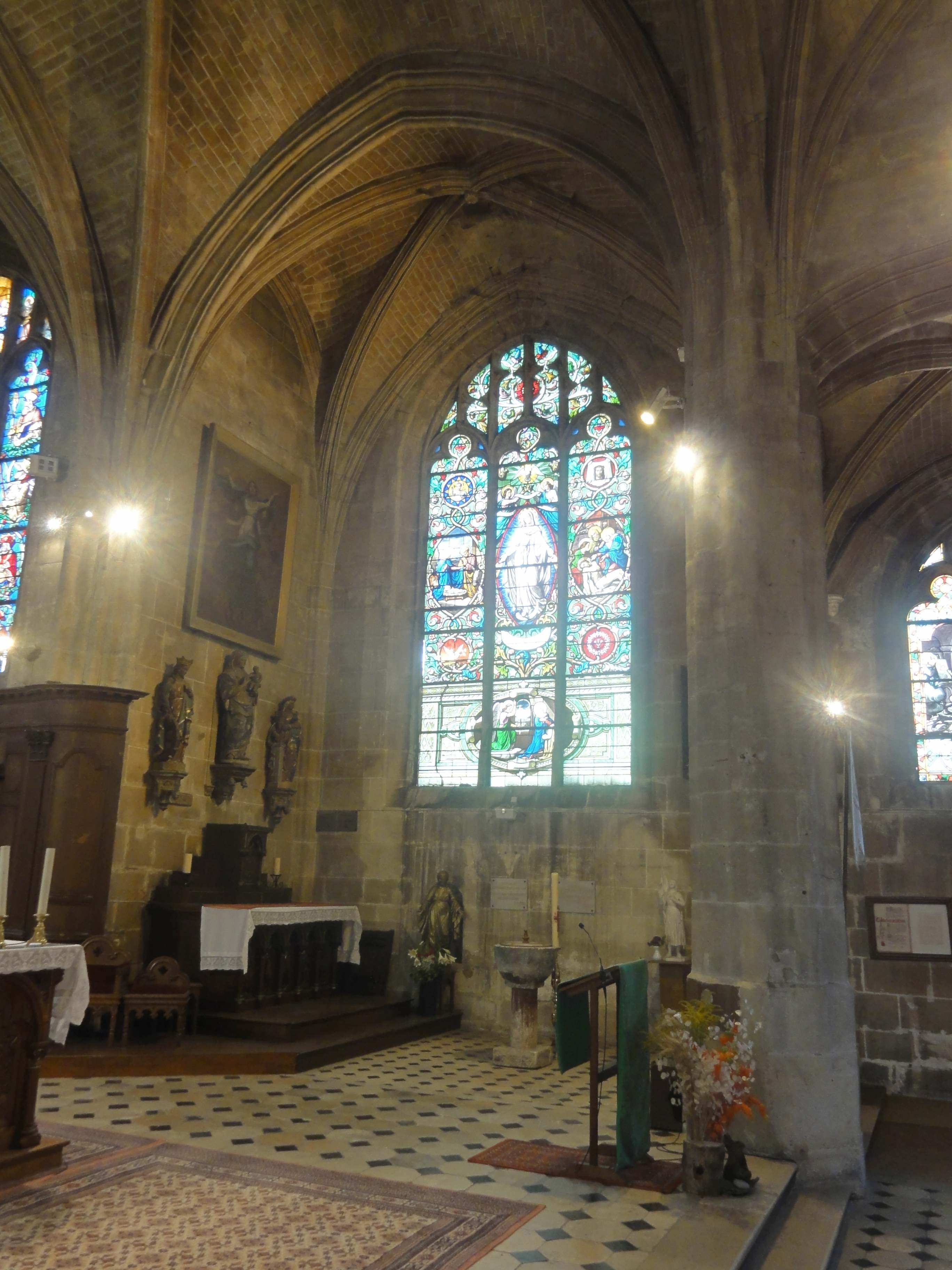
Croisée, vue vers le sud.
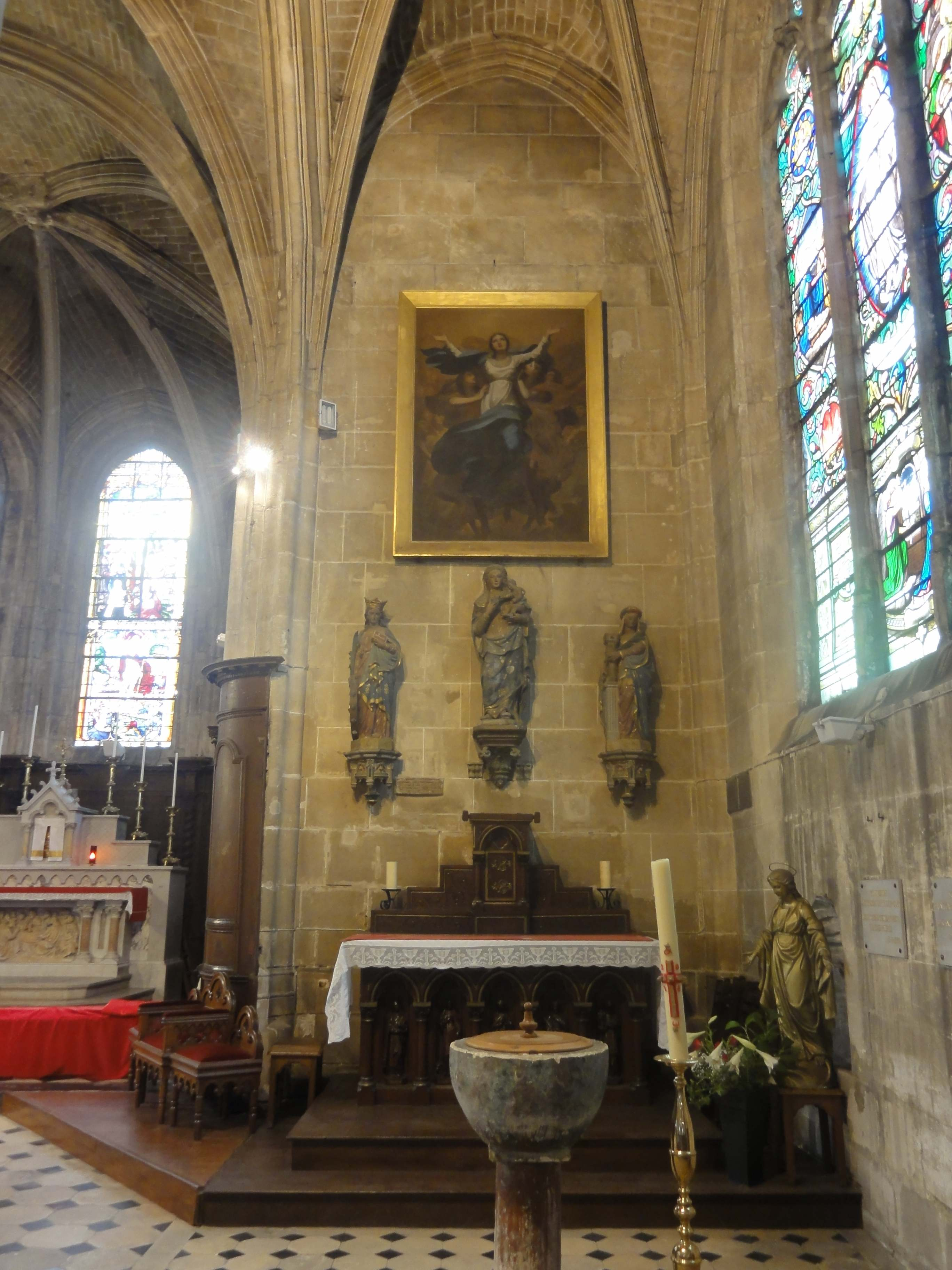
Croisillon sud, côté est.
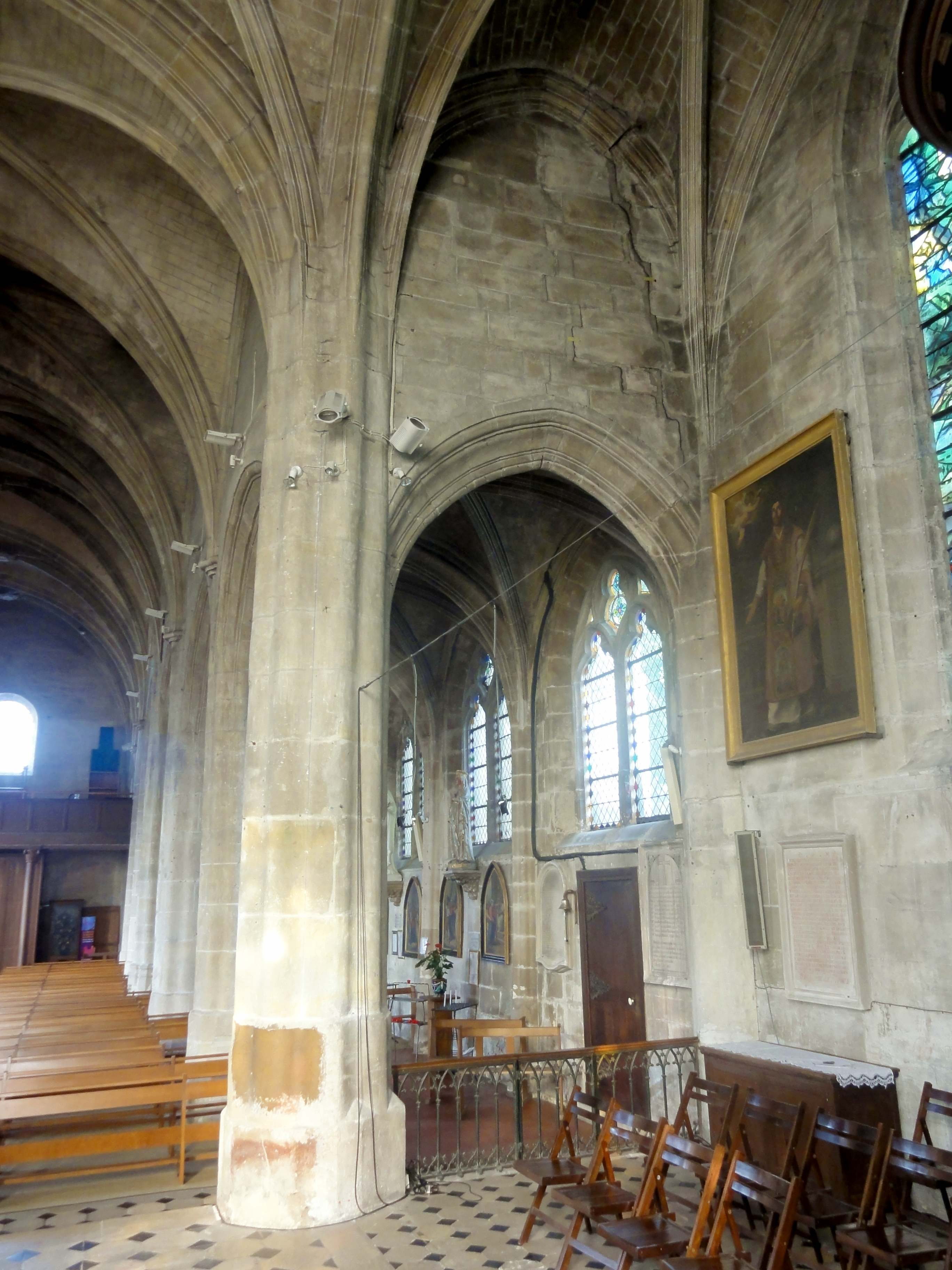
Croisillon nord, côté ouest.
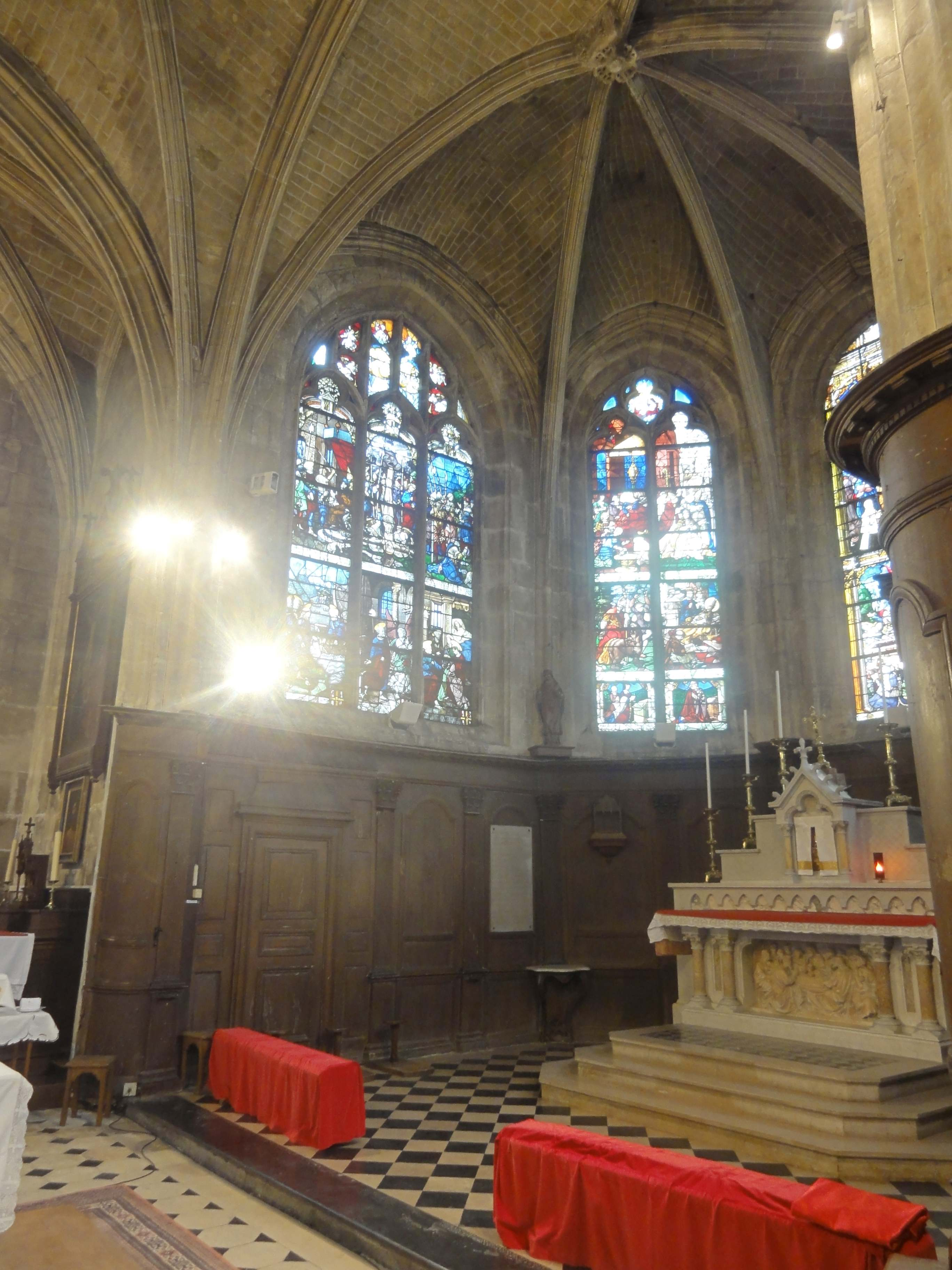
Vue dans l'abside.
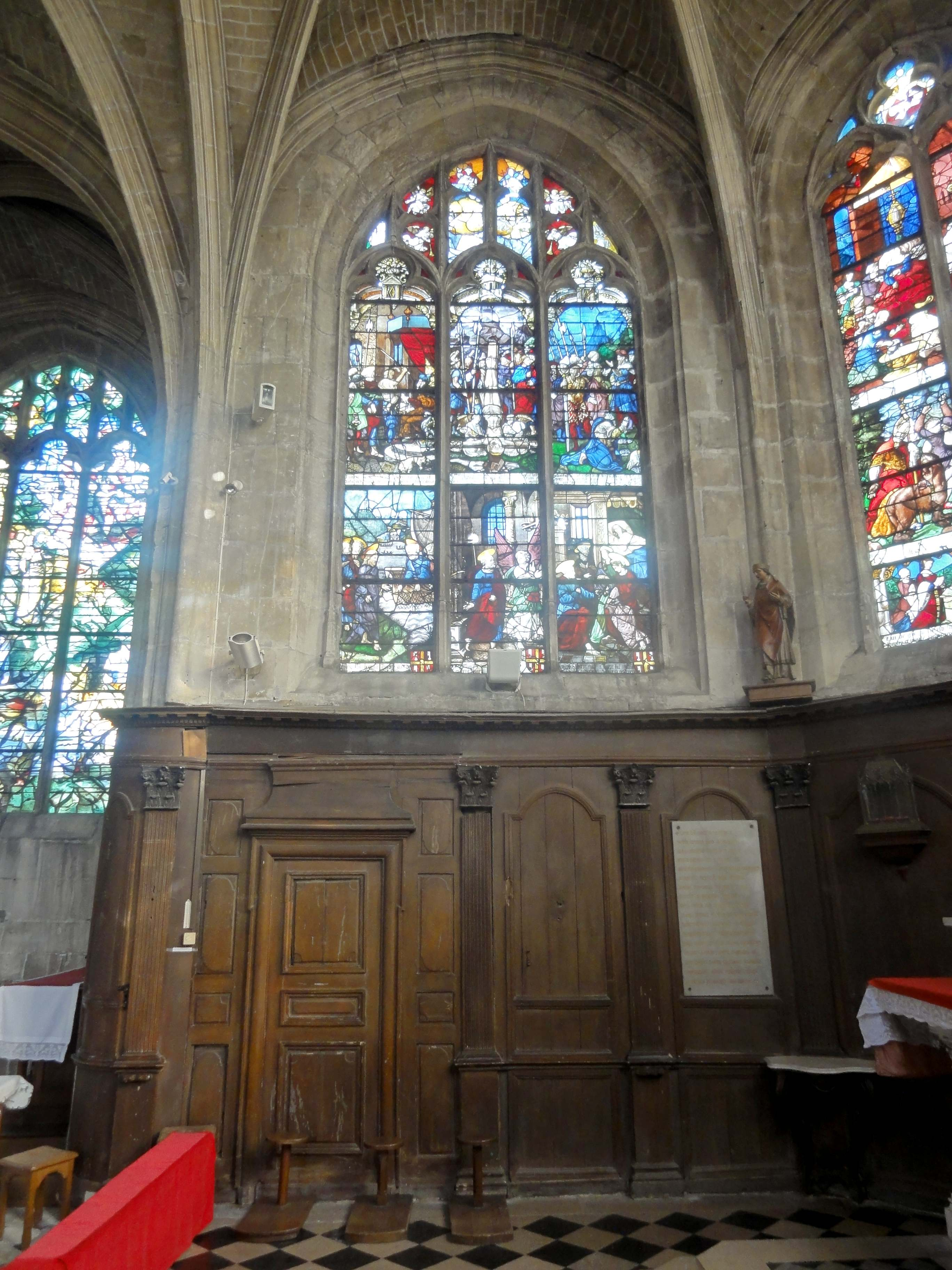
Abside, élévation nord.
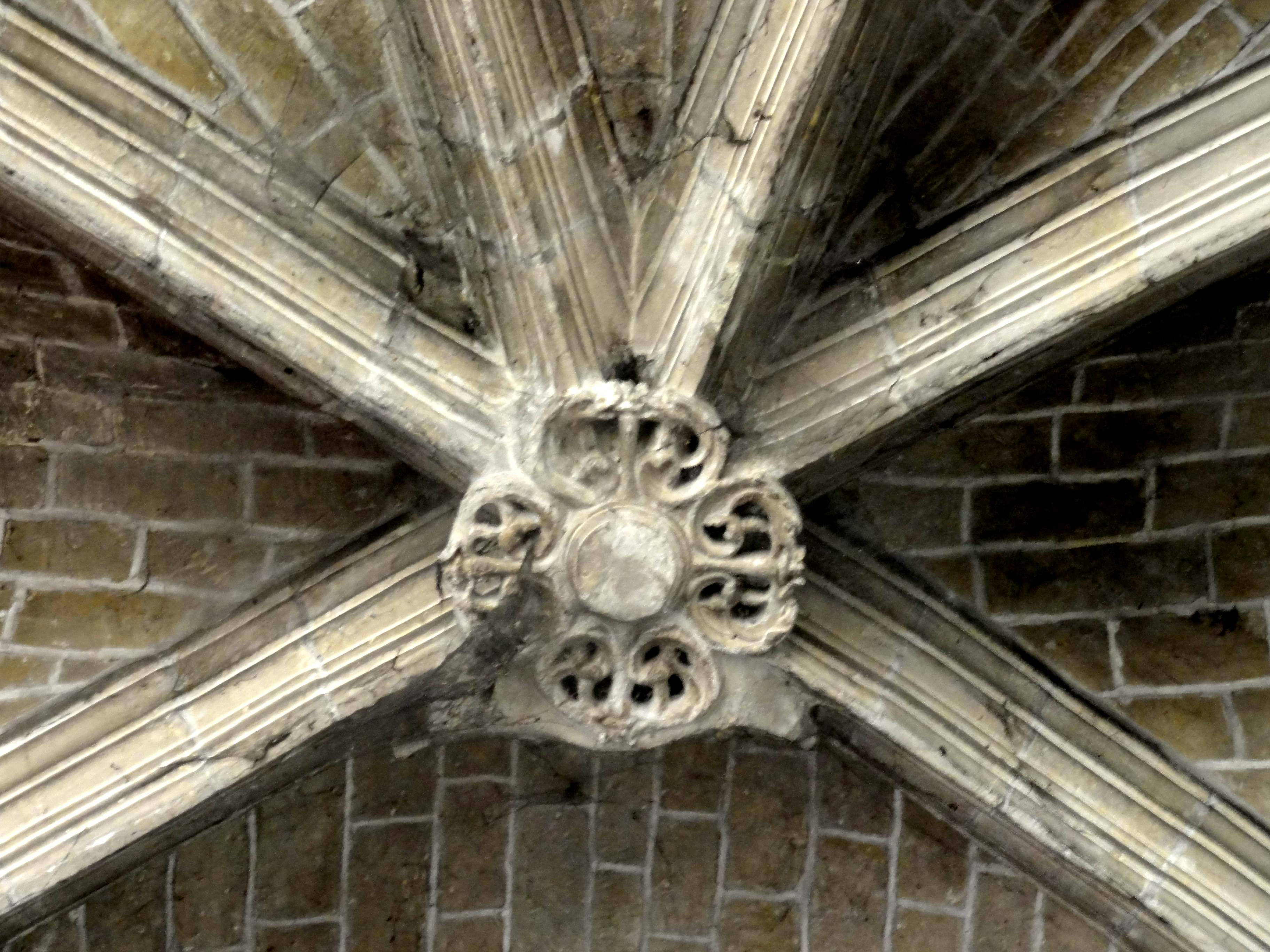
Abside, clé de voûte.

### Extérieur

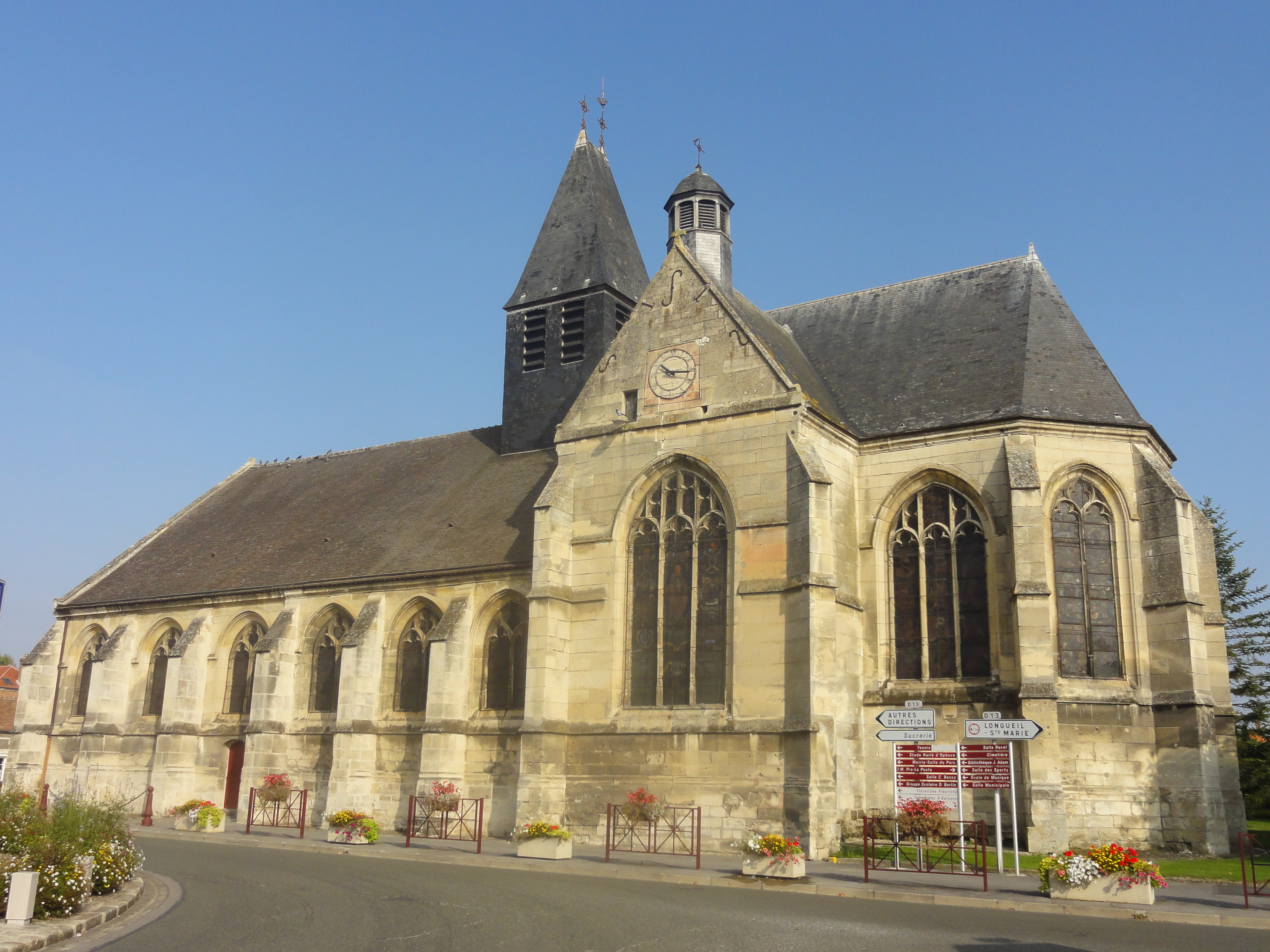
Vue depuis le sud-est.

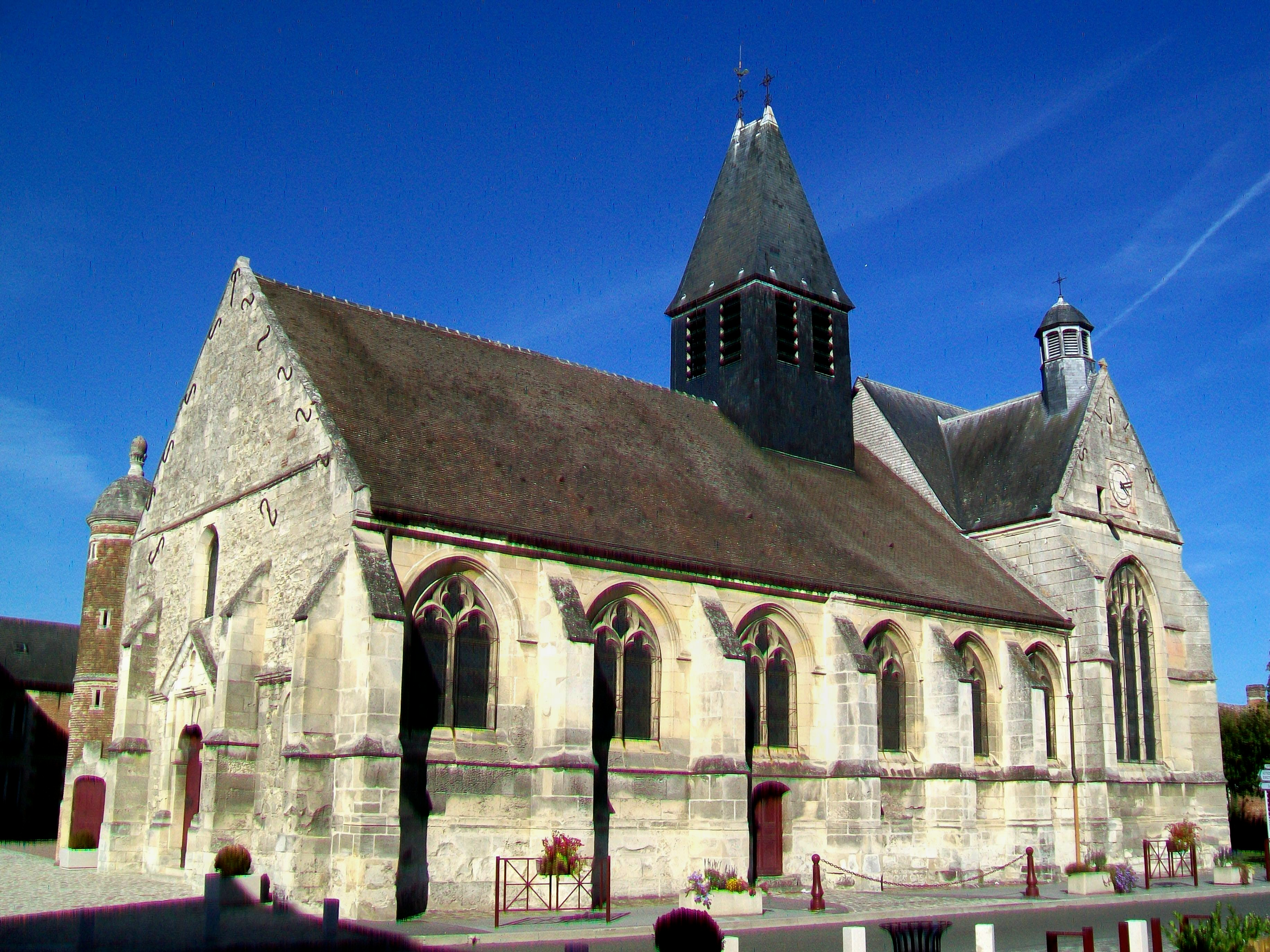
Vue depuis le sud-ouest.

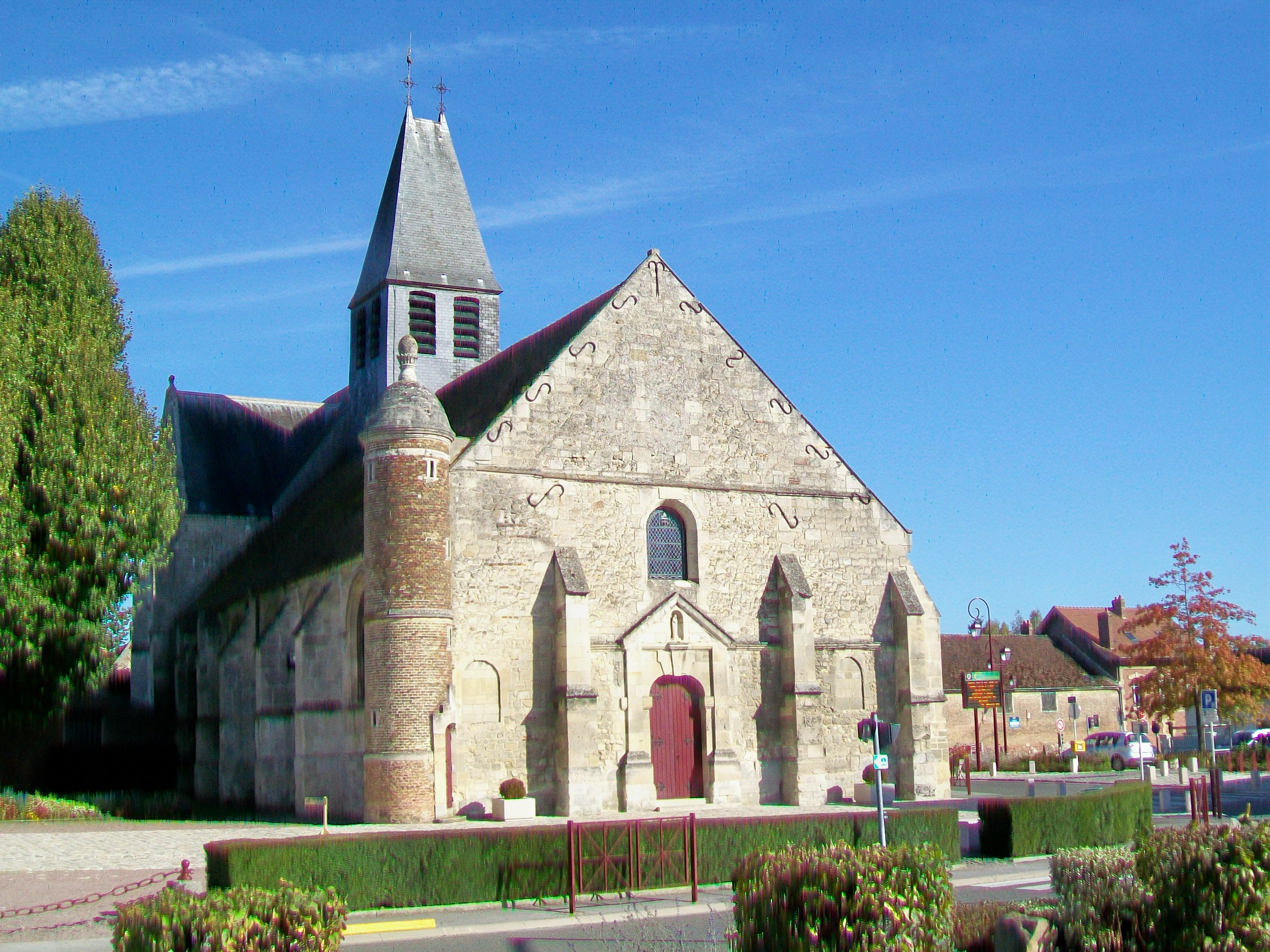
Vue depuis le nord-ouest.

L'extérieur de l'église séduit par son bel appareil régulier en pierre de taille, la pureté des lignes et ses proportions harmonieuses. Les bas-côtés de la nef et les parties orientales se distinguent nettement par le rythme des fenêtres et la hauteur des murs gouttereaux. Sur les murs des bas-côtés, les fenêtres occupent presque toute la place disponible entre les contreforts, alors que les travées des parties orientales sont nettement plus larges, et des portions de mur restent libres entre les fenêtres du transept et les contreforts d'angle. La toiture commune de la nef et des bas-côtés est moins pentue et moins élevée que celle du transept et de l'abside, alors que le vaisseau central et le transept sont en réalité voûtés à la même hauteur. Depuis l'ouest, un pignon intermédiaire est visible à l'intersection entre nef et transept. La continuité entre bas-côtés et transept est en même temps établi par un larmier à la limite du soubassement des fenêtres. Il est également présent sur les contreforts. L'abside possède un larmier analogue, mais les allèges sont plus élevées ici. Sur les croisillons du transept, s'ajoute un second larmier à mi-hauteur des fenêtres, et un troisième à la naissance du pignon. Le second larmier est en outre présent sur les contreforts de l'abside. Les contreforts sont tous conçus selon le même modèle : ils sont ponctués par les larmiers déjà signalés, et se terminent par un glacis formant larmier. Toutes les fenêtres sont entourées d'une gorge, et leur archivolte est surmontée d'un bandeau, qui se poursuit jusqu'aux contreforts au niveau des impostes. De part et d'autre des baies des bas-côtés, ce bandeau se limite parfois à quelques centimètres. Comme autres éléments de scansion horizontale, l'on note une corniche moulurée dont le profil évoque vaguement les nervures des voûtes, et un discret bandeau mouluré non saillant à mi-hauteur des soubassements, où l'épaisseur des murs diminue grâce à un fruit. Partout, la décoration architecturale se limite à l'effet des réseaux des fenêtres. L'absence des éléments du répertoire décoratif flamboyant usuel, tels que des clochetons plaqués à crochets, des animaux fantastiques peuplant les archivoltes des fenêtres, des réseaux flamboyants animant les murs et des gargouilles chimériques s'observe sur d'autres édifices flamboyants tardifs, tels qu'Avrechy, Boran-sur-Oise et Précy-sur-Oise.
La façade occidentale présente des caractéristiques différentes. Son unique point en commun avec les élévations latérales sont les contreforts. Des ruptures dans l'appareil témoignent d'un exhaussement du pignon au moment de la reconstruction des trois premières travées de la nef, au plus tard en 1868. Les anciens chaînages d'angle subsistent dans l'appareil, et indiquent que l'ancienne nef romane possédait des murs gouttereaux visibles depuis l'extérieur, et sans doute percés de petites fenêtres hautes, comme dans les nefs basilicales de Cinqueux et Rhuis. L'emploi de la pierre de taille est limité aux contreforts, aux pourtours des fenêtres et au portail. Sinon, les moellons irréguliers dominent. Le mur occidental du bas-côté nord incorpore quelques assises de tuiles de réemploi, qui sont en partie incomplètes, et disposées à des intervalles irréguliers. C'est vraisemblablement la partie la plus ancienne de l'église. Le mur occidental du bas-côté sud a davantage été retouché, et l'on y voit le fin bandeau mouluré, qui part depuis le portail. Les fenêtres bouchées des bas-côtés sont trop larges pour pouvoir être considérées comme romanes ; elles ont des proportions analogues à la fenêtre du pignon, qui est un peu plus grande et porte la date de 1672. Le portail est d'une facture très simple. Il est flanqué de deux pilastres nus, qui supportent un fronton triangulaire délimité par un bandeau horizontal. Sinon, seulement les rampants sont légèrement moulurés, et le fronton est dépourvu de base. La niche à statue qui est ménagée en son milieu n'abrite une statuette de la Vierge que depuis 1963 seulement. Les trois claveaux au sommet de l'arc en cintre surbaissé du portail sont légèrement proéminents, de même que les pierres qui servent d'impostes. À son angle nord-ouest, la façade est flanquée d'une tourelle d'escalier ronde, qui est bâtie en briques rouges. Jusqu'à sa construction en 1881, les combles de l'église et le clocher n'étaient accessibles que par une échelle. Le dôme en pierre de la tourelle serait plus récent, et il est coiffé d'une grosse pomme de pin, dans le goût de la Renaissance. La tourelle s'accommode assez bien avec le portail.

## Mobilier
L'église Saint-Georges comporte cinq verrières polychromes et deux gisants qui sont classés monument historique au titre objet. Aucun élément du mobilier proprement dit n'est classé.

### Statues
- La statue de l'Immaculée Conception, dans le bas-côté nord, est en bois peint et doré, et a été donnée en juin 1841. Son emplacement initial était au début du bas-côté sud, en dessous du tableau de saint Georges[14].
- Le Christ en croix en bois, qui est accroché au quatrième pilier au sud de la nef, subsiste de l'ancienne poutre de gloire, et faisait face à la chaire à prêcher entre 1868 et 1965. Le chanoine Morel n'indique pas la date de cette croix, qui pourrait remonter jusqu'au XVIe siècle. À chacune des quatre extrémités de la croix, un quatre-feuilles arbore l'un des symboles des quatre Évangélistes[15] (sans illustration).
- La statue de la Vierge à l'Enfant qui surmonte l'autel de la Vierge au croisillon sud (chapelle de la Vierge) a été repeinte au XIXe siècle, mais est susceptible de remonter aussi loin que le XVIe siècle[15].
- Les statues en terre cuite de sainte Catherine et sainte Barbe qui flanquent sainte Marie sortent des ateliers de Léon Moynet de Vendeuvre-sur-Barse (Aube). Elles ont été acquises en même temps que l'autel en dessous, en 1887. (Les statues du Sacré-Cœur de Jésus-Christ et de Notre-Dame de Lourdes sont de la même provenance, et ont été offertes par des paroissiens en 1888)[16].
- La statue en bois de saint Sulpice de Bourges, au nord de l'abside, date au moins du XVIIIe siècle, mais a été repeinte au XIXe siècle. Elle provient de la chapelle qui lui était dédiée, au milieu du marais de Longueil-Sainte-Marie, et qui a été démolie après la Révolution. Saint-Sulpice est représenté en train de prêcher, en habit de diacre, un livre dans la main gauche, le regard tourné vers l'assemblée des fidèles[5]. Habituellement saint Sulpice est représenté en habits épiscopaux, et l'identification de la statue semble ici uniquement reposer sur sa provenance.
- La statue en bois de saint Jean-Baptiste, au sud de l'abside, est d'art populaire du XVIe ou XVIIe siècle. Le précurseur désigne l'Agneau de Dieu, qu'il ne tient pas dans un bras, mais qui est placé sur un livre qu'il tient : serait-ce une confusion avec saint Jean l'Évangéliste ? Cette statue a également été repeinte[5].

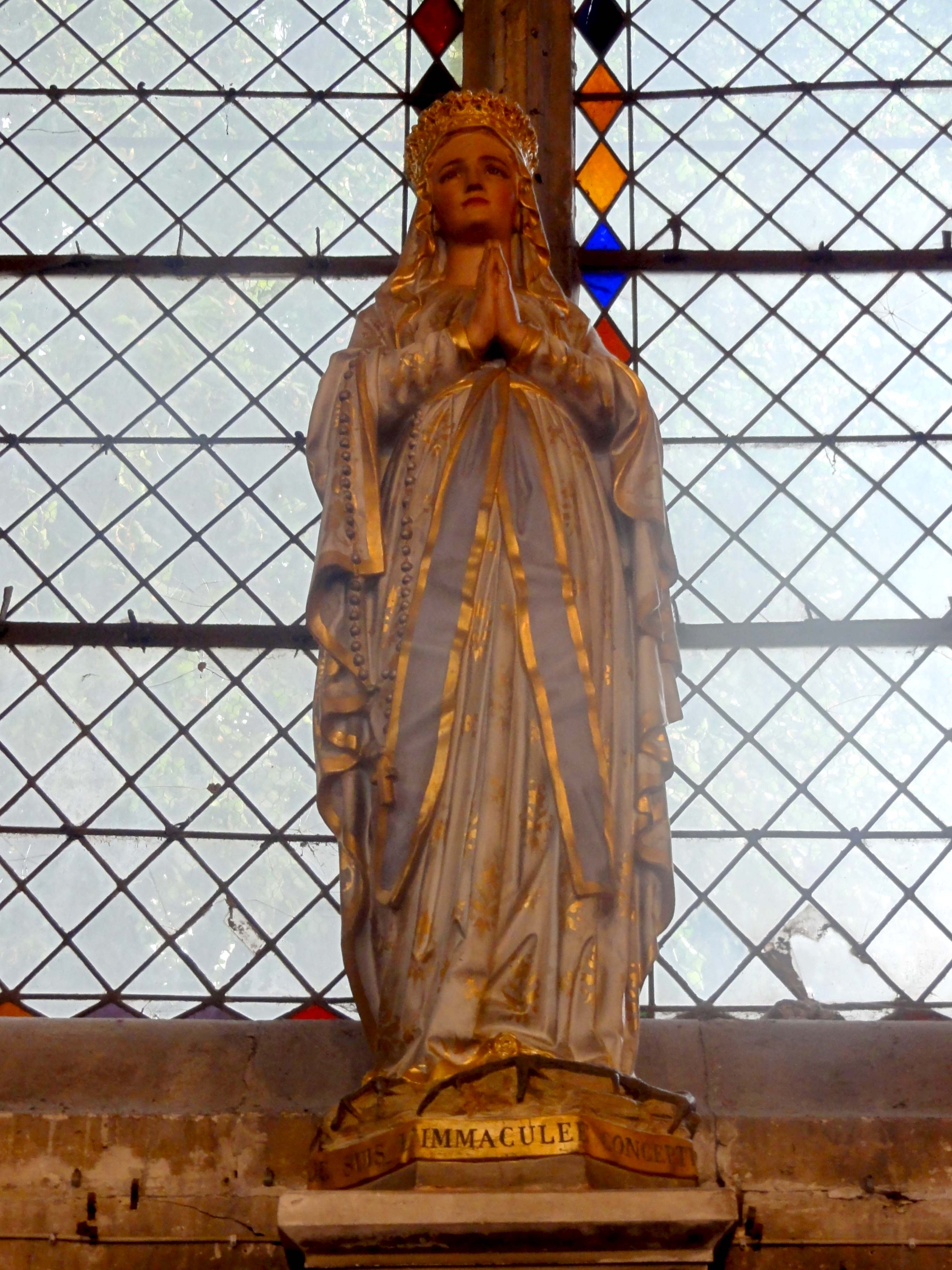
L'Immaculée Conception.
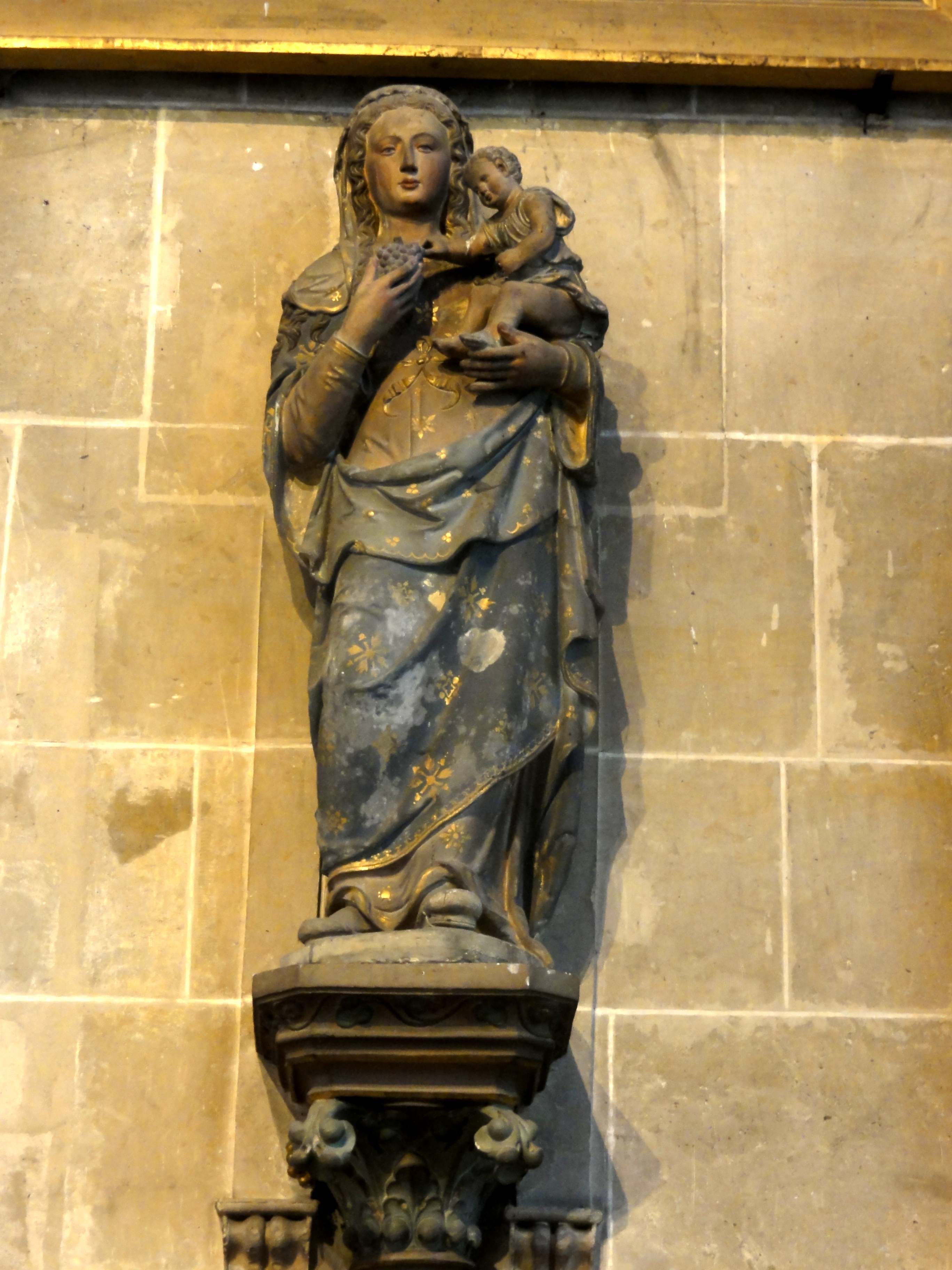
Vierge à l'Enfant.
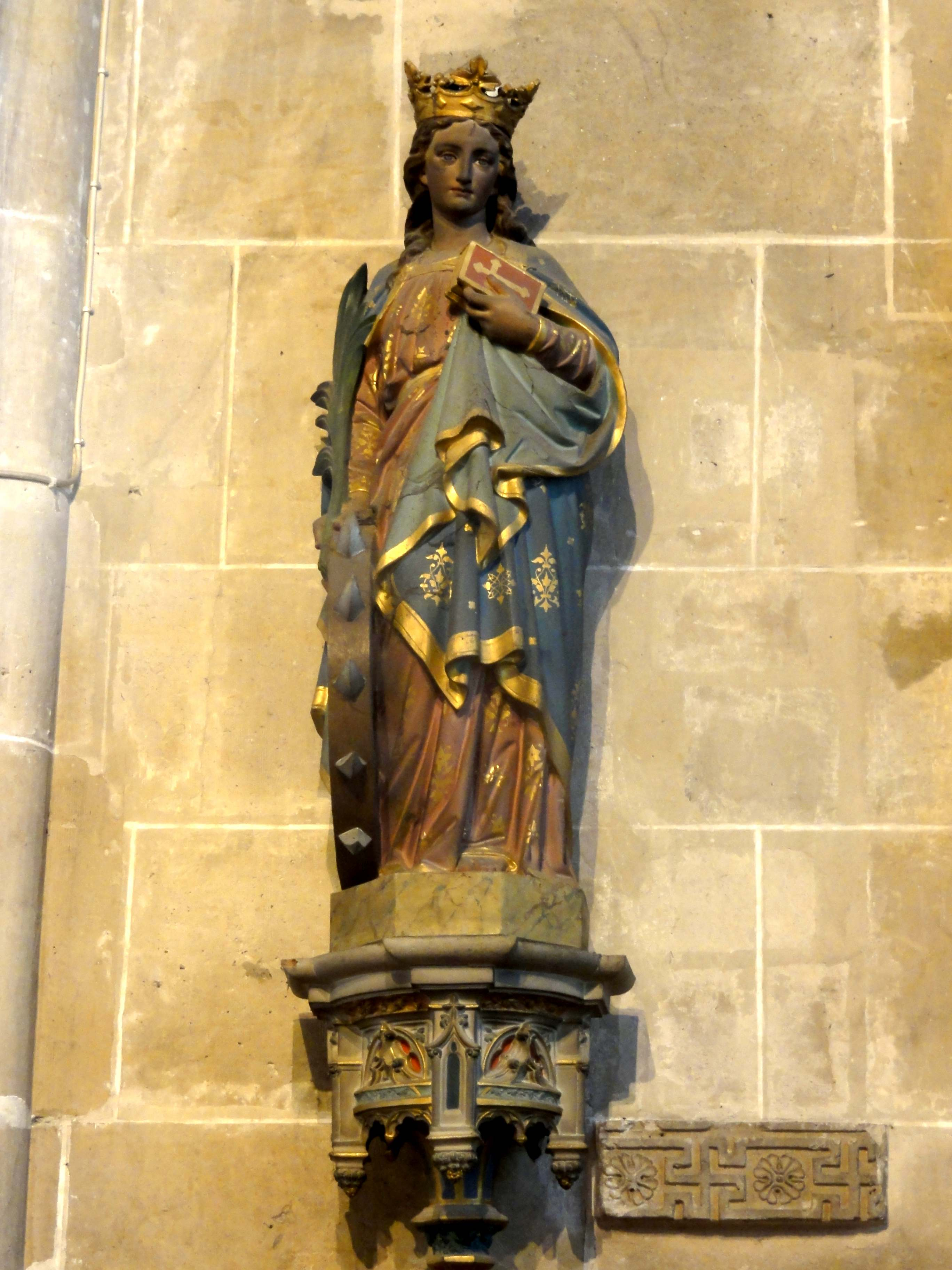
Sainte Catherine.
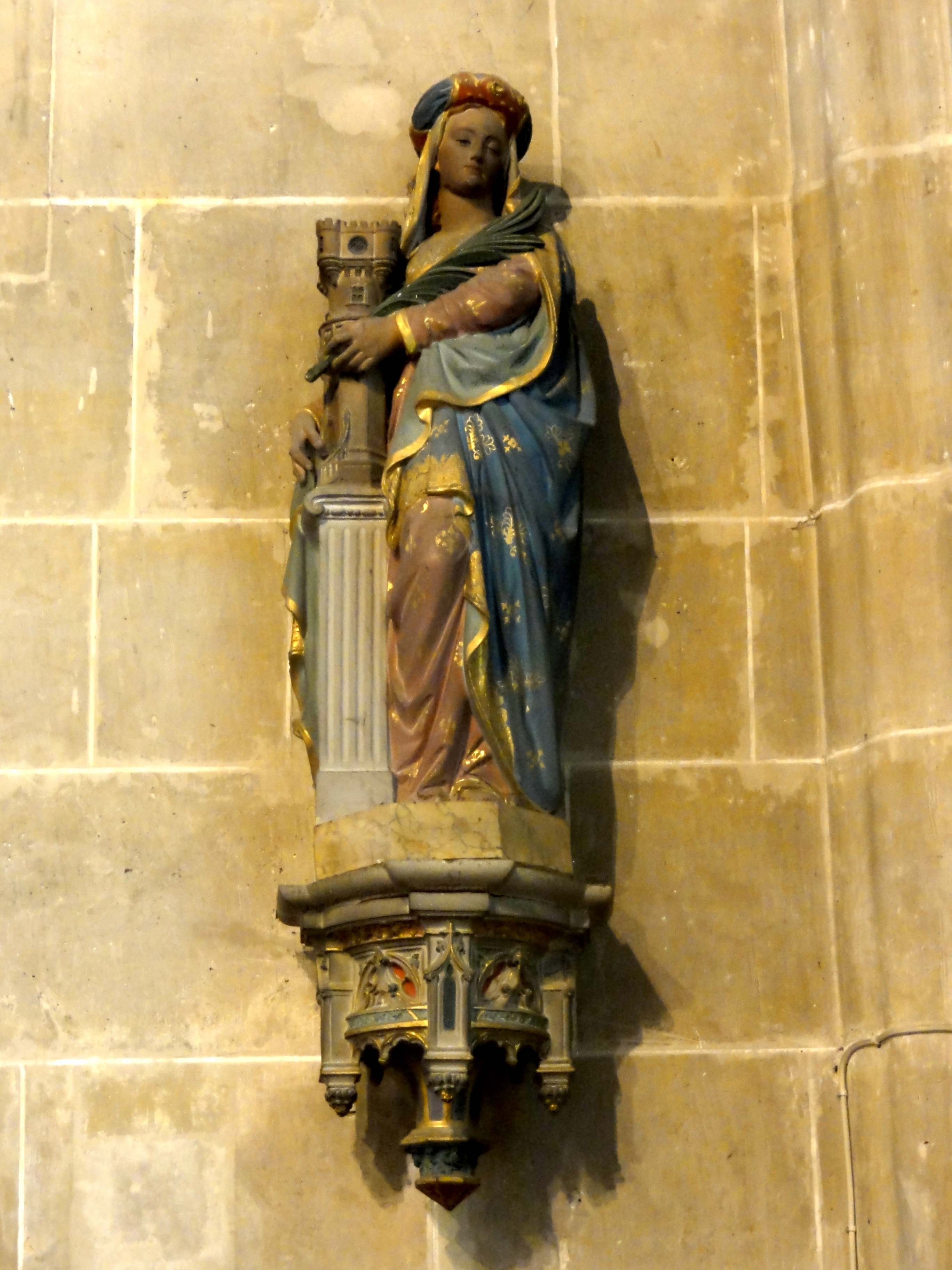
Sainte Barbe.
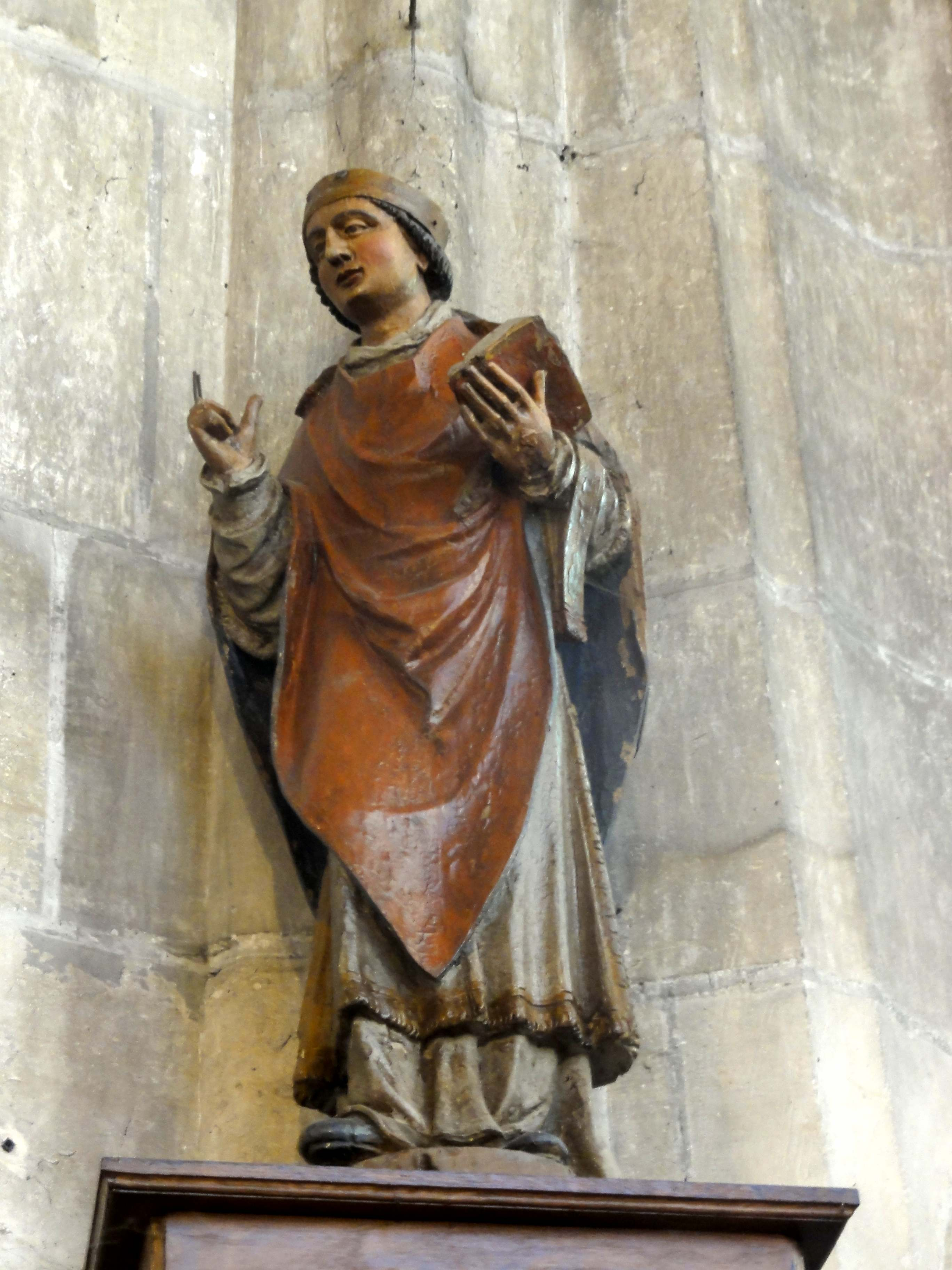
Saint Sulpice.
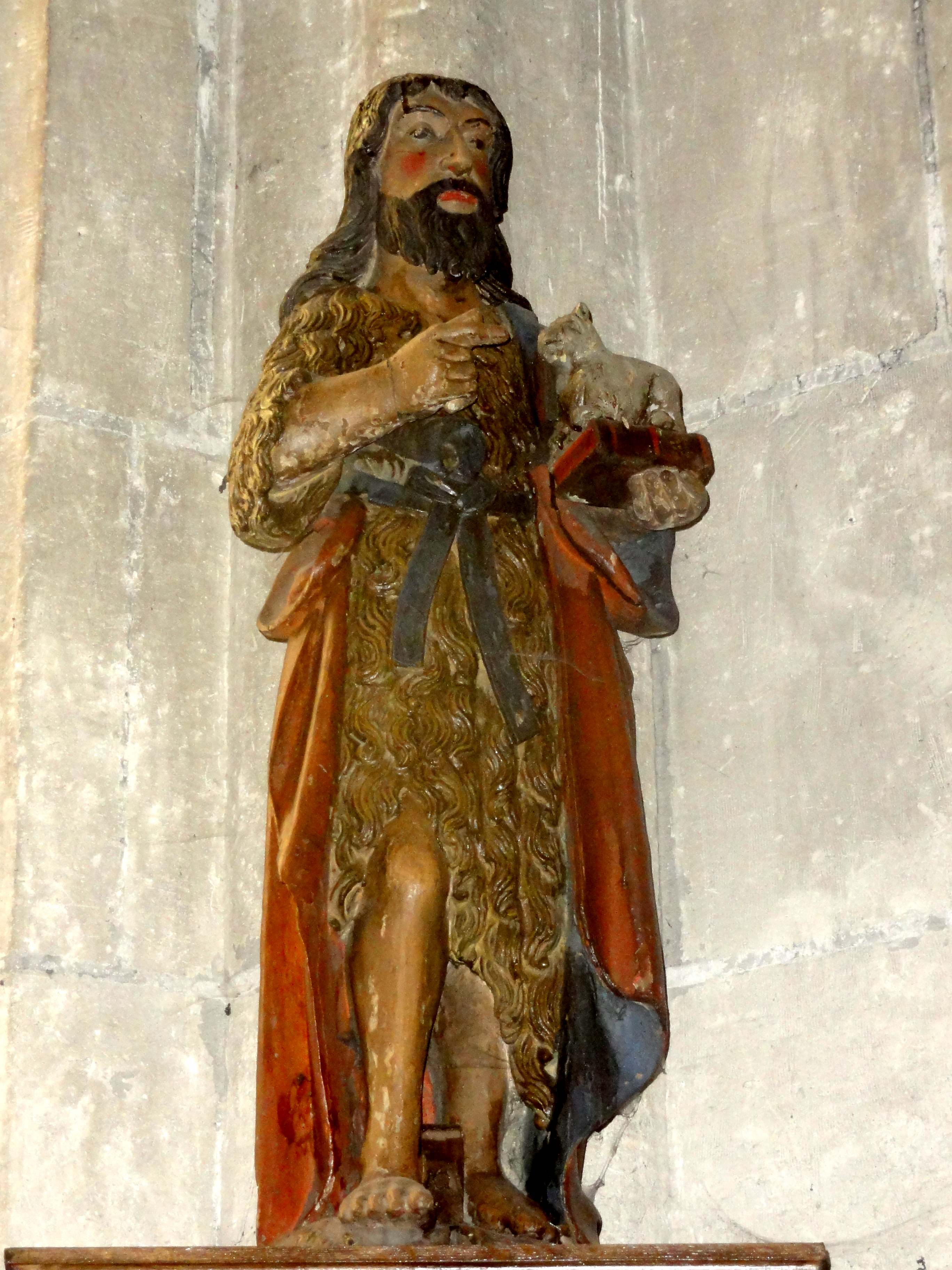
Saint Jean-Baptiste.

### Tableaux
- Au début du bas-côté sud, le tableau de saint Georges terrassant le dragon est l'œuvre d'un artiste local anonyme du XVIIIe siècle. Il mesure 200 cm de haut pour 170 cm de large, et a été maintes fois retouché, si bien qu'à peu près rien ne subsiste de l'œuvre d'origine. Le tableau a été offert par les époux Louis-Charles comte de La Motte-Houdancourt, maréchal de France, et Estelle-Thérèse de La Roche-Courbon, qui se sont mariés en 1714, et sont morts respectivement en 1755 et 1773. Leurs armes figurent sur le tableau[14].
- Dans la chapelle de la Vierge, le tableau peint à l'huile sur toile représentant l'Assomption de Marie est la copie d'une œuvre de Pierre-Paul Prud'hon (1758-1823), et a été offert par le gouvernement en 1848[17].
- Dans la même chapelle, le tableau peint à l'huile sur bois représentant saint Jérôme de Stridon méditant est une œuvre anonyme, qui peut être datée des alentours de 1600[15].
- Dans la chapelle Saint-Joseph, le grand tableau peint à l'huile sur toile représentant le Christ en croix est la copie d'une œuvre d'Antoine Van Dyck aujourd'hui au musée du Louvre, et a été offert par Charles Louis Gustave Meurinne en 1874. Le cadre a été sculpté par Désiré Froc-Robert, qui a travaillé avec Eugène Viollet-le-Duc[18].
- Dans la même chapelle, un autre tableau peint à l'huile sur toile représente saint Rodrigue, prêtre espagnol martyrisé par les Maures à Cordoue, en 867. Ce tableau a été donné par le gouvernement impérial en 1850, en cédant à une demande de M. Bessin[18].
- Toujours dans la même chapelle, au-dessus de l'autel, le portrait de l'Ecce homo, peint à l'huile sur toile, a été offert par Charles Demouy et Séverine Boursier, en souvenir de leur fils Charles-Antoine, mort le 6 octobre 1876[18].

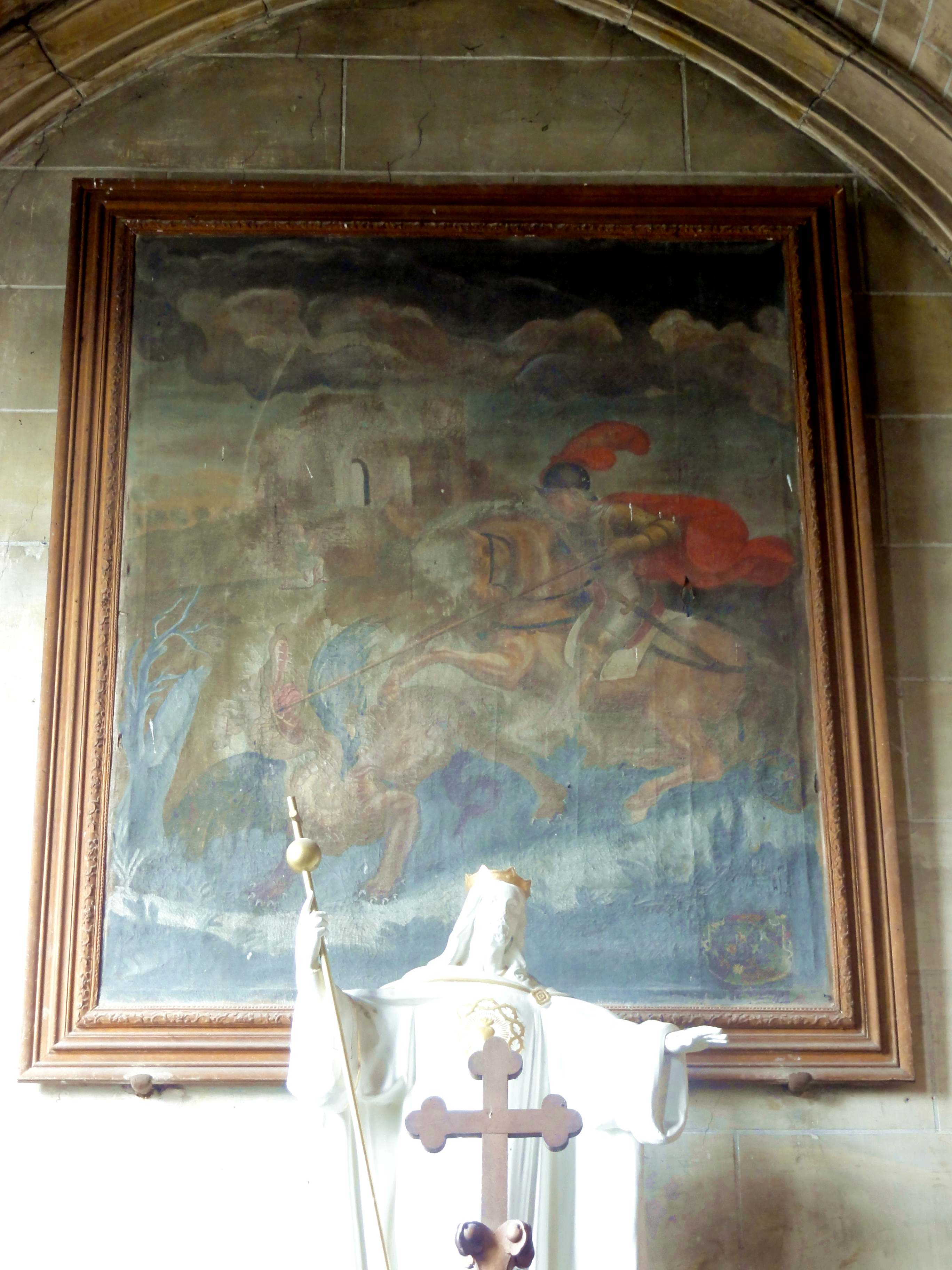
Saint Georges.
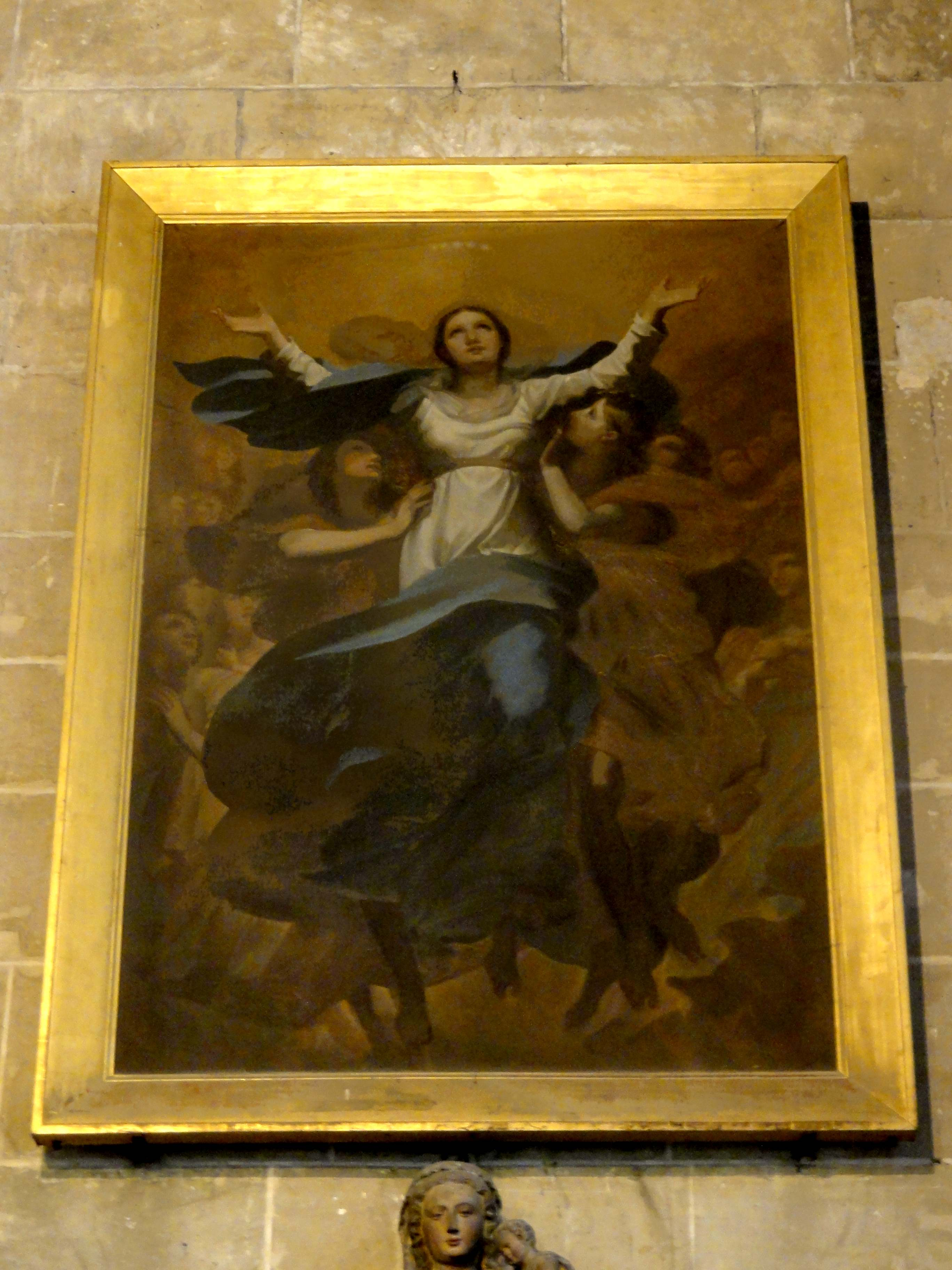
L'Assomption.
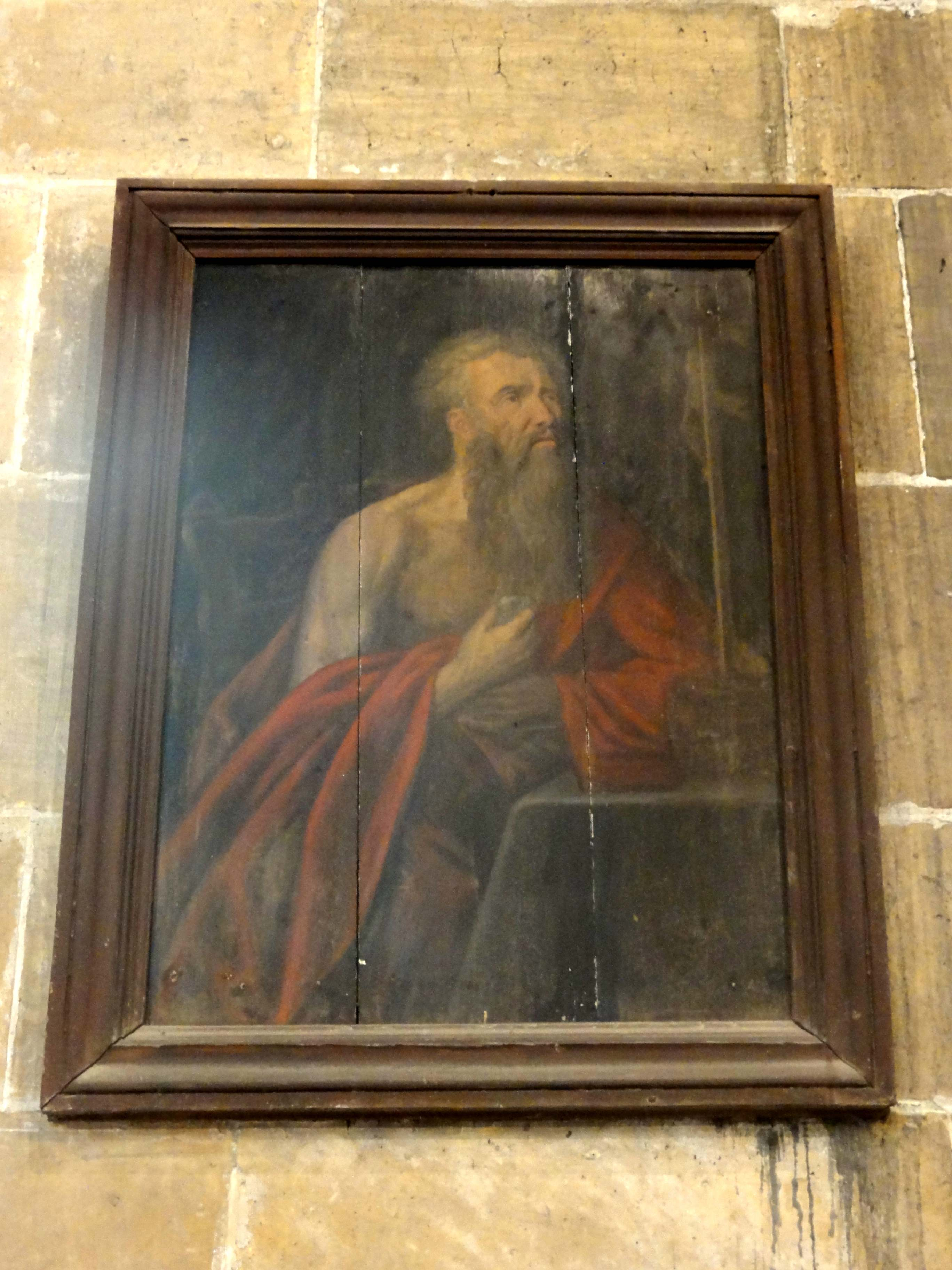
Saint Jérôme méditant.
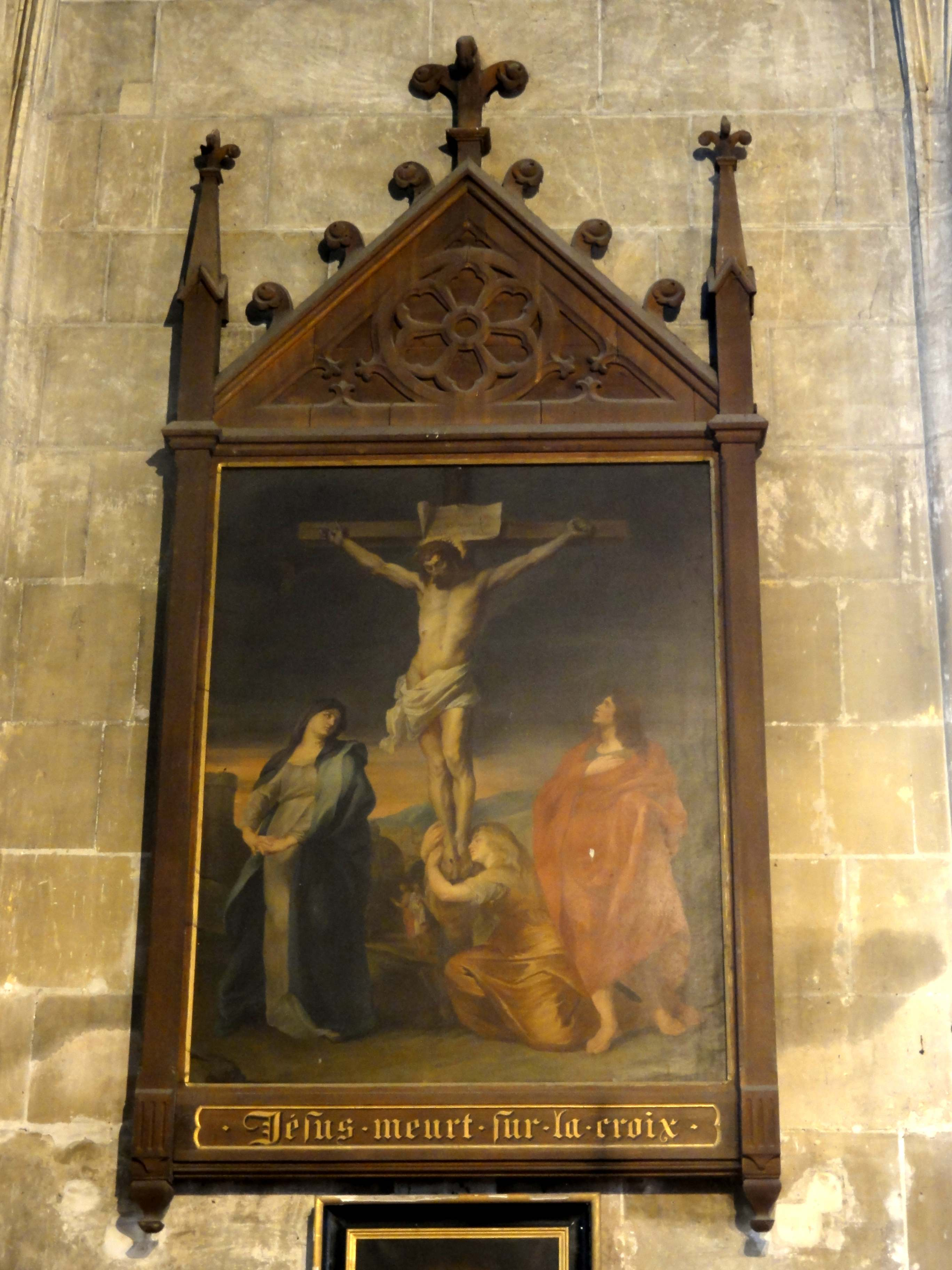
Christ en croix.
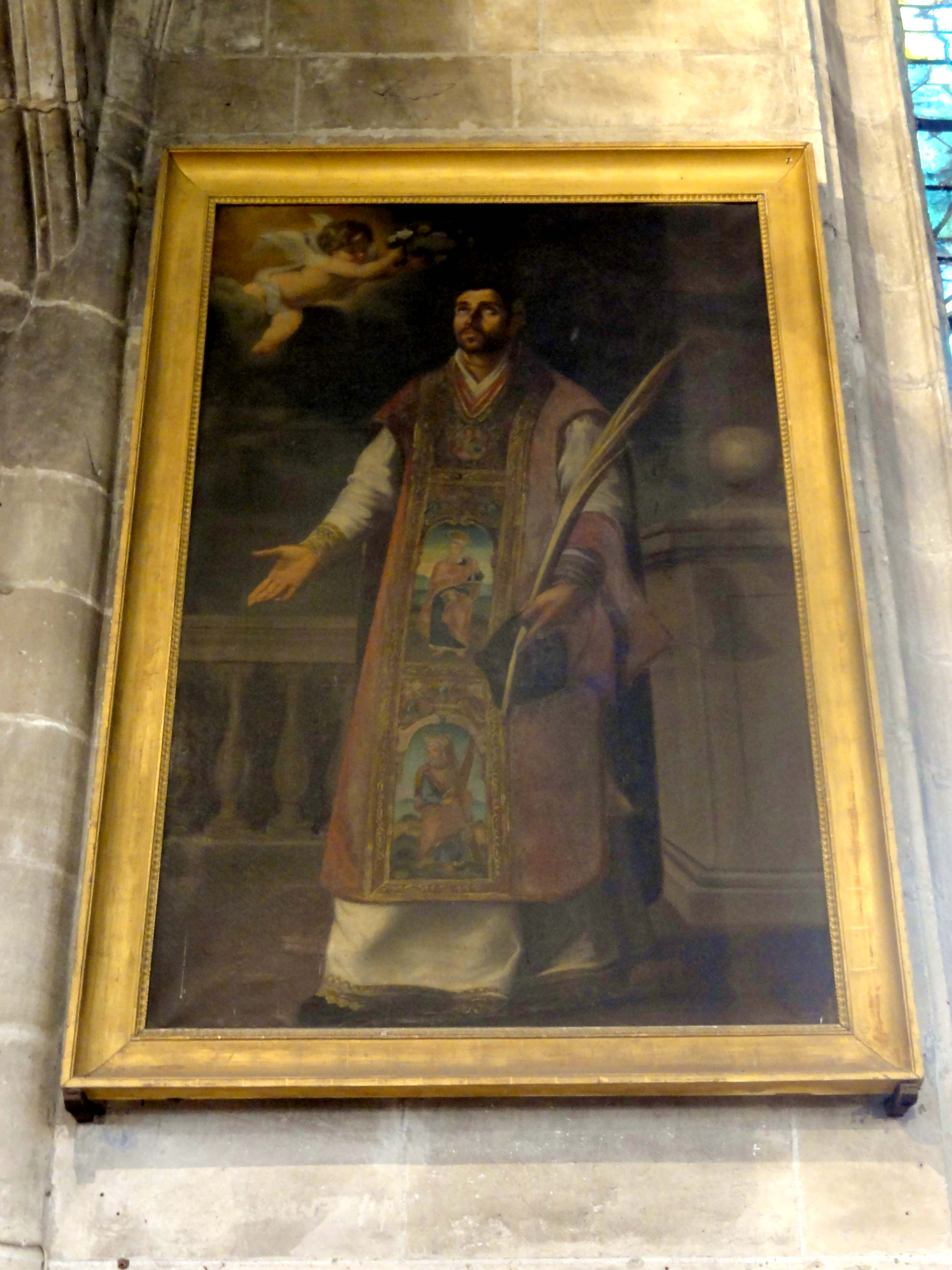
Saint Rodrigue.

### Vitraux

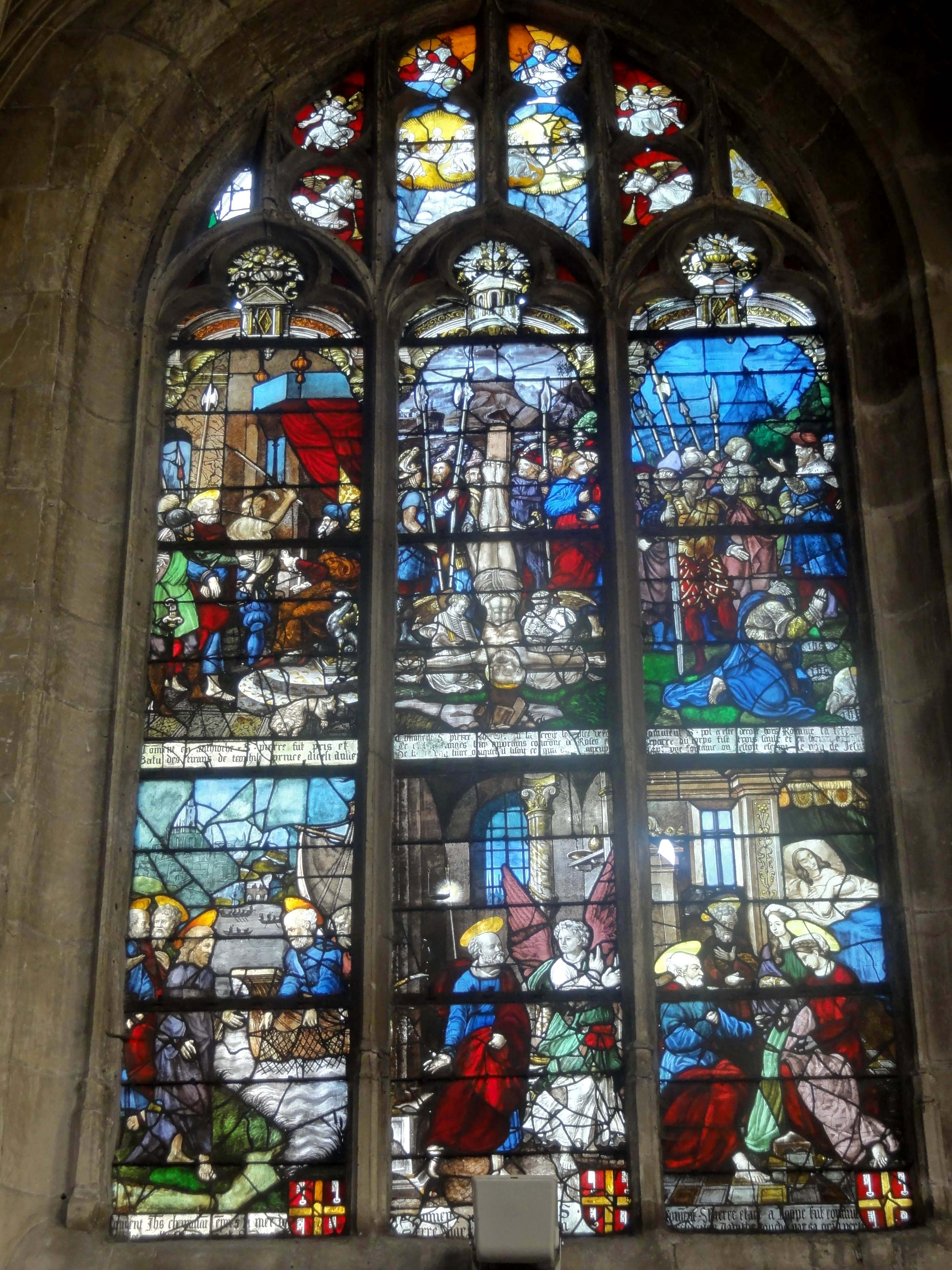
Vie de saint Pierre.

Les verrières de l'abside ont une hauteur de 4,00 m, sauf la grande verrière du sud, qui ne mesure que 3,50 m de haut. La largeur est de 2,30 m à 2,70 m pour les larges fenêtres au nord et au sud ; de 1,50 m pour les fenêtres de part et d'autre du chevet ; et de 1,20 m seulement pour la baie d'axe du chevet. En 1904, le chanoine Müller a écrit à propos des vitraux de l'abside : « L'église est fière de ses vitraux dont plusieurs ont conservé, malgré plus d'une retouche fâcheuse, une grande beauté de dessin et de coloration. Ils doivent être attribués, comme les armes du chapitre de Beauvais invitent à le faire croire, à l'école justement célèbre de cette ville. Quelques panneaux sont d'une exécution plus remarquable par l'ampleur de la composition, l'emploi pittoresque du paysage, la noblesse et le mouvement des personnages, l'agrément du décor, la tonalité chaude et harmonieuse, comme la vocation de Simon Pierre et de son frère André, l'ordination de saint Vaast et la Trinité ».
- Les deux vitraux de la dernière fenêtre du bas-côté sud ont été peints par Louis Koch, successeur de Pierre Lévêque, Beauvais, en 1904. Ils représentent sur deux lancettes saint Luc peignant le portrait de la Vierge Marie, et saint Jean revenant avec la Vierge Marie du Calvaire[14]. En face au nord, au-dessus de la porte de la sacristie, une autre verrière des mains du même artiste représentait les deux autres Évangélistes. Elle a été détruite en 1918[17].
- La grande verrière du croisillon sud a été peinte par Claudius Lavergne en 1869, et offerte par Charles Louis Gustave Meurinne. Le motif de la lancette centrale est la Vierge Immaculée, qui foule par ses pieds le serpent, tandis que deux anges lui placent une couronne sur la tête, sous la protection de la colombe de l'Esprit Saint. La lancette de gauche est consacrée à la Nativité de Jésus ; l'Enfant Jésus tenant un orbe figure dans le médaillon supérieur. La lancette de droite illustre la Descente de croix ; la Sainte Face apparaît sur le médaillon. La scène représenté sur cartouche tout en bas de la verrière évoque l'Annonciation à Marie, mais d'après le chanoine Morel, ce serait la salutation de l'ange au mystère de l'Incarnation[15]. En face au nord, une autre grande verrière du même maître avait comme sujet l'atelier de Nazareth, où l'on voyait saint Joseph vaquer à sa besogne. Cette œuvre a aussi été détruite en 1918[18].
- La grande verrière au nord de l'abside (no 3) a été offerte par le chapitre de la cathédrale de Beauvais, qui possède la grosse dîme de Chevrières. Les armes du chapitre, de gueules à la croix d'or, figurent à deux endroits sur la verrière. Sachant que Nicolas Leprince a fourni plusieurs vitraux pour la cathédrale et l'église Saint-Étienne de Beauvais, on lui a attribué la verrière de Saint-Pierre, ce qui est confirmé par son style. Elle a été fortement restaurée par Pierre Lévêque en 1860, et par Gaudin après la Seconde Guerre mondiale. Chacune des trois lancettes comporte deux scènes superposées, qui s'étagent sur deux panneaux. De gauche à droite et du bas vers le haut, elles représentent la vocation de saint Pierre ; la délivrance de saint Pierre par un ange à la prison de Jérusalem ; la résurrection de Tabithe ; la flagellation de saint Pierre à Antioche ; le crucifiement de saint Pierre ; et la décapitation de saint Paul. Sur les soufflets et mouchettes, on voit des anges musiciens et une représentation du ciel[21],[22].
- La verrière à gauche du chevet (no 1) a été offerte par Vasquin Fournier, procureur de Robert de Broully, et son épouse. Son patron étant saint Vaast d'Arras, la verrière est dédiée aux principales scènes de la vie de ce saint, très populaire dans la région. Cette verrière aussi a été fortement restaurée par Pierre Lévêque en 1860, puis par Gaudin. L'attribution à Nicolas Leprince paraît évidente en comparant avec la précédente. Chacune des trois lancettes comporte trois scènes superposées, dont la scène inférieure se contente d'un seul panneau, alors que les autres s'étagent sur deux panneaux. De gauche à droite et du haut vers le bas (le sens de la lecture diffère de la verrière précédente), elles représentent la naissance de saint Vaast ; le sacre de saint Vaast ; l'arrivée de saint Vaast à Arras ; et la mort de saint Vaast ; Nicole Becquerel, femme de Vasquin Fournier ; et un personnage ajouté par Pierre Lévêque lors de la restauration, qui remplace l'image du donateur, qui s'était vraisemblablement perdue. Une inscription renseigne sur leur rôle : « L'an de grâce mil VC et le C fust par ... Fornier et Nicole Becquerel fait don ». La lacune a été improprement comblée par le mot dame, au lieu de Vasquin[23],[24].
- L'étroit vitrail central de l'abside (no 0) a été offert par Nicolas Bottée, chanoine de Laon, qui possédait des biens à Chevrières. Ils furent donnés ultérieurement au prieuré Sainte-Périne, qui dépendait de l'abbaye de Saint-Jean-aux-Bois. Attribué à Nicolas Leprince, le vitrail a lui aussi été fortement restauré en 1860, puis a été déposé en 1918, et une nouvelle fois en 1939, avant d'être restauré pour une seconde fois par Gaudin, et définitivement reposé en 1953. Les sujets sont la Crucifixion de Jésus-Christ et sa résurrection. L'œuvre est remarquable autant par le groupement des personnages que par le merveilleux coloris des scènes. La date de 1545 est inscrite au tympan. Sur la scène de la Crucifixion, le donateur est représenté à la place habituelle de saint Jean. On le voit également en bas à gauche, où son costume a subi une étrange transformation lors de la restauration[25],[26].
- La verrière à droite du chevet (no 2) a également été offerte par le chanoine Bottée. Comme les précédentes, elle est attribuée à Nicolas Leprince, et a été restaurée par Levêque en 1860, puis par Gaudin, en 1954. Les quatre sujets sont sans rapport direct les uns avec les autres. Au tympan, Dieu le Père figure sur le soufflet, et des anges musiciens sur les mouchettes. Chacune des deux lancettes comportent trois scènes superposées, qui s'étagent sur deux panneaux. Ce sont, de gauche à droite et du haut vers le bas, saint Remi de Reims avec sa mère sainte Céline de Meaux ; la sainte Trinité ; le Baptême du Christ (panneau trop retouché, presque entièrement moderne) ; l'Assomption de Marie ; saint Georges terrassant le dragon, et saint Nicolas ressuscitant les trois enfants. C'est le patron du donateur, qui est représenté agénouillé, en bas à droite[27],[28].
- La large verrière au sud du chevet (no 4) comportait des vitraux datant probablement de 1545, qui ont disparu après le milieu du XIXe siècle. Selon le chanoine Morel, l'on ignore en réalité les motifs de ses panneaux et son donateur. La verrière actuelle est une création de toutes pièces du vitrailliste Pierre Lévêque, qui s'est largement inspiré de l'arbre de Jessé de l'église Saint-Étienne de Beauvais. La différence de qualité entre l'original et le pastiche de 1860 est assez nette. Ceci n'a pas empêché son classement au titre des monuments historiques en 1906, avec les quatre autres verrières de l'abside. Il aurait pourtant suffi de demander au curé pour connaître la vérité sur cet arbre de Jessé, car le chanoine Morel était le meilleur connaisseur de l'histoire de Chevrières et de son église[29],[30].

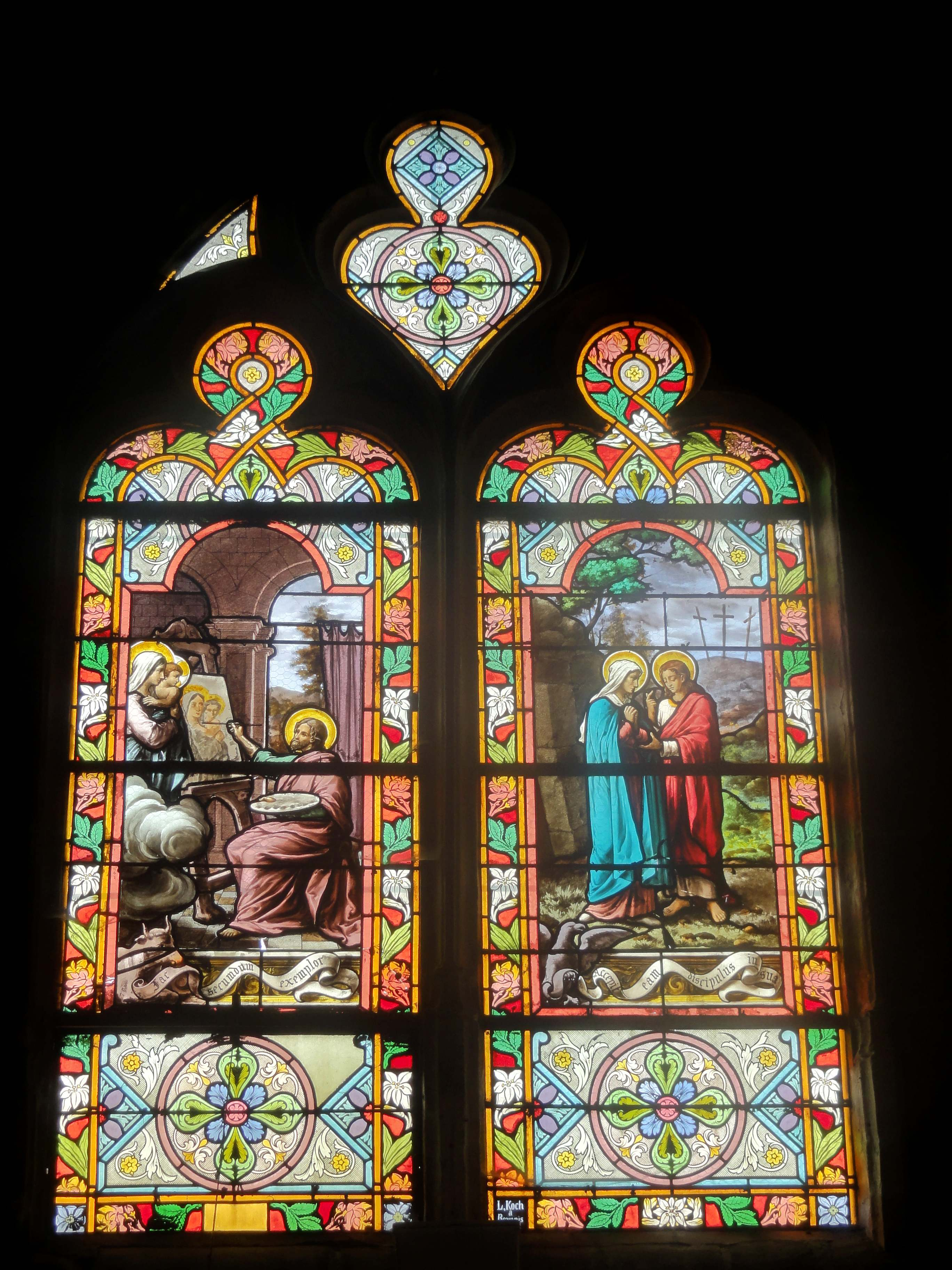
Saint Luc et saint Jean.
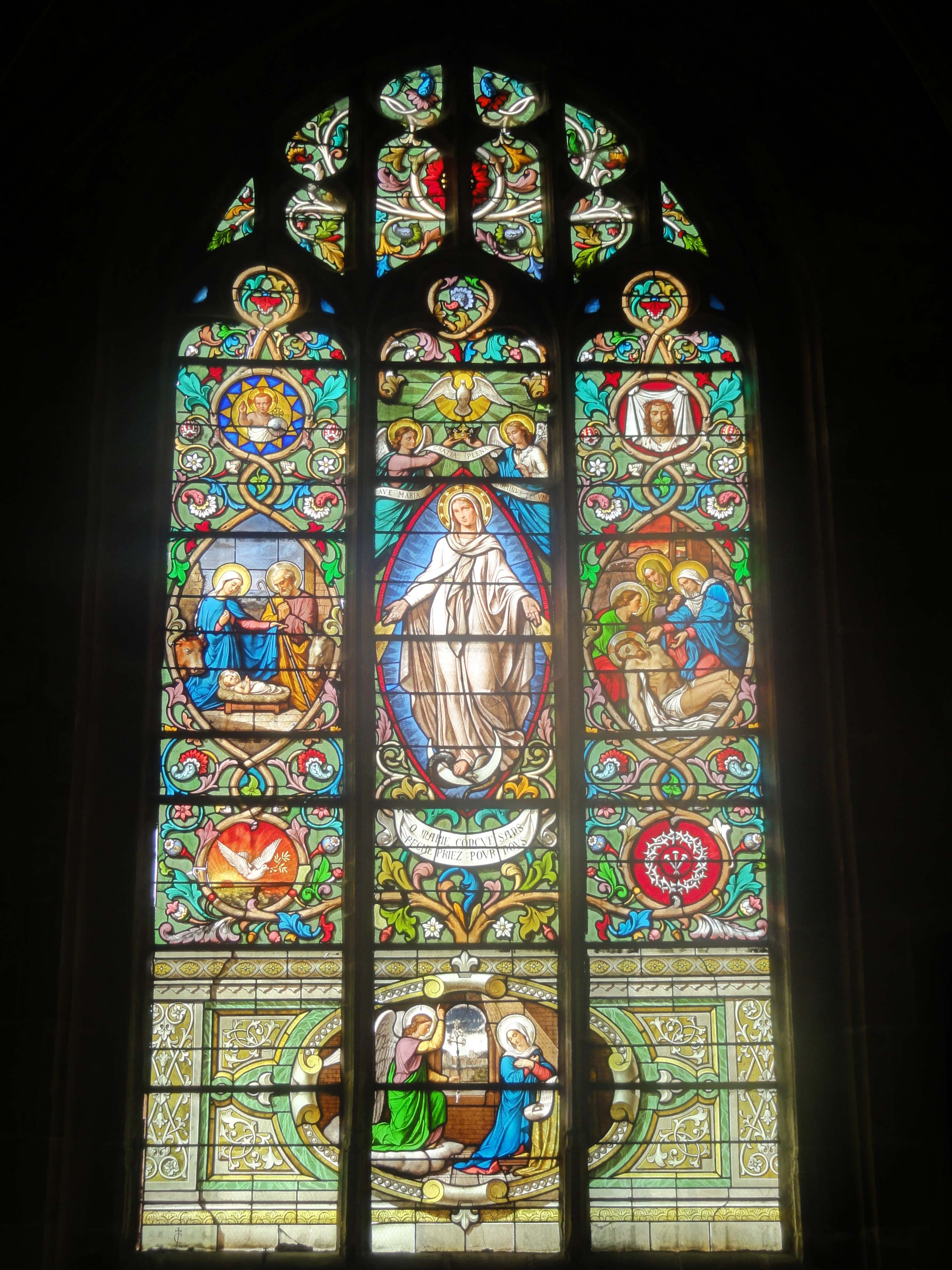
La Vierge Immaculée.
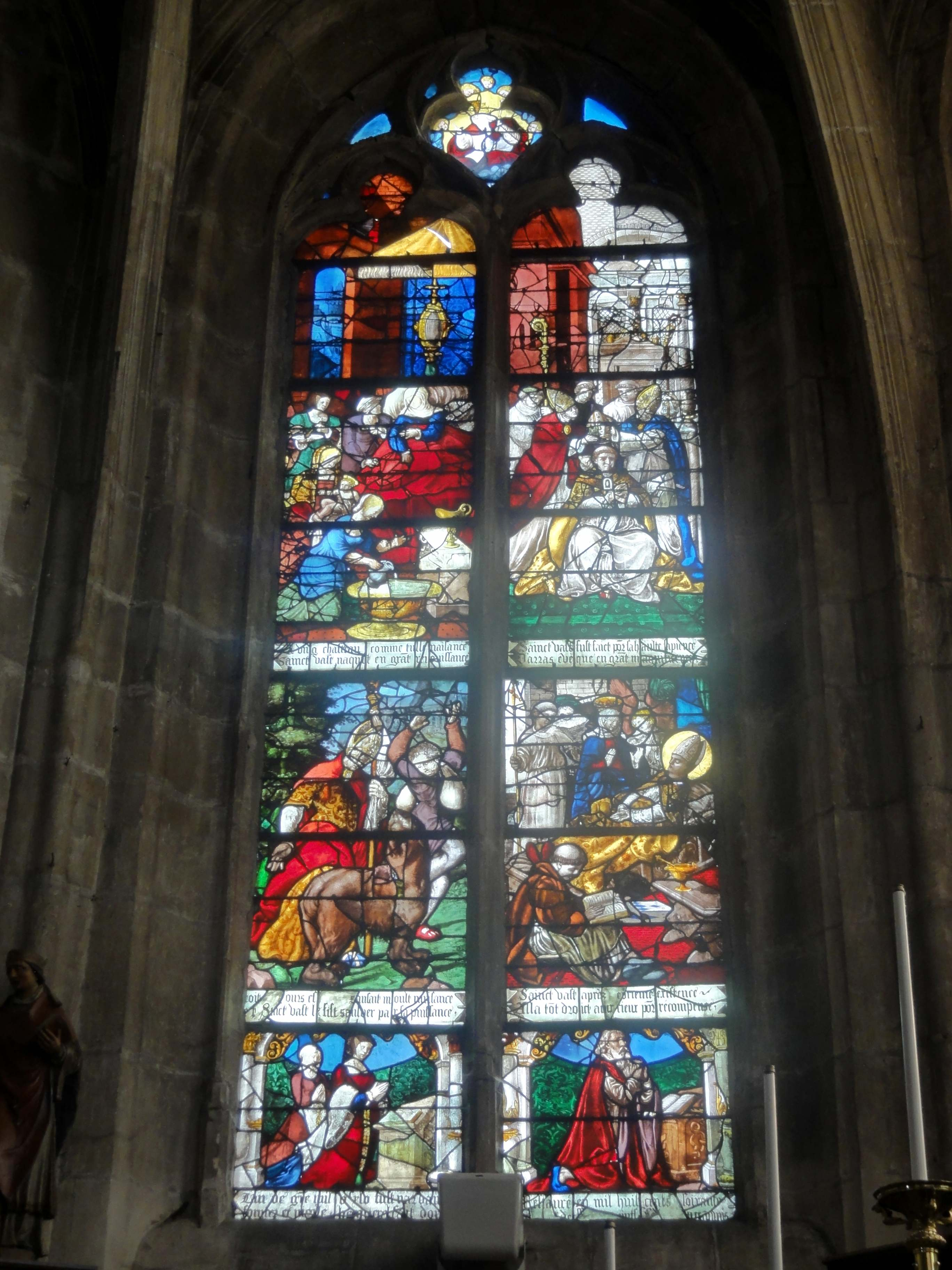
Vie de saint Vaast.
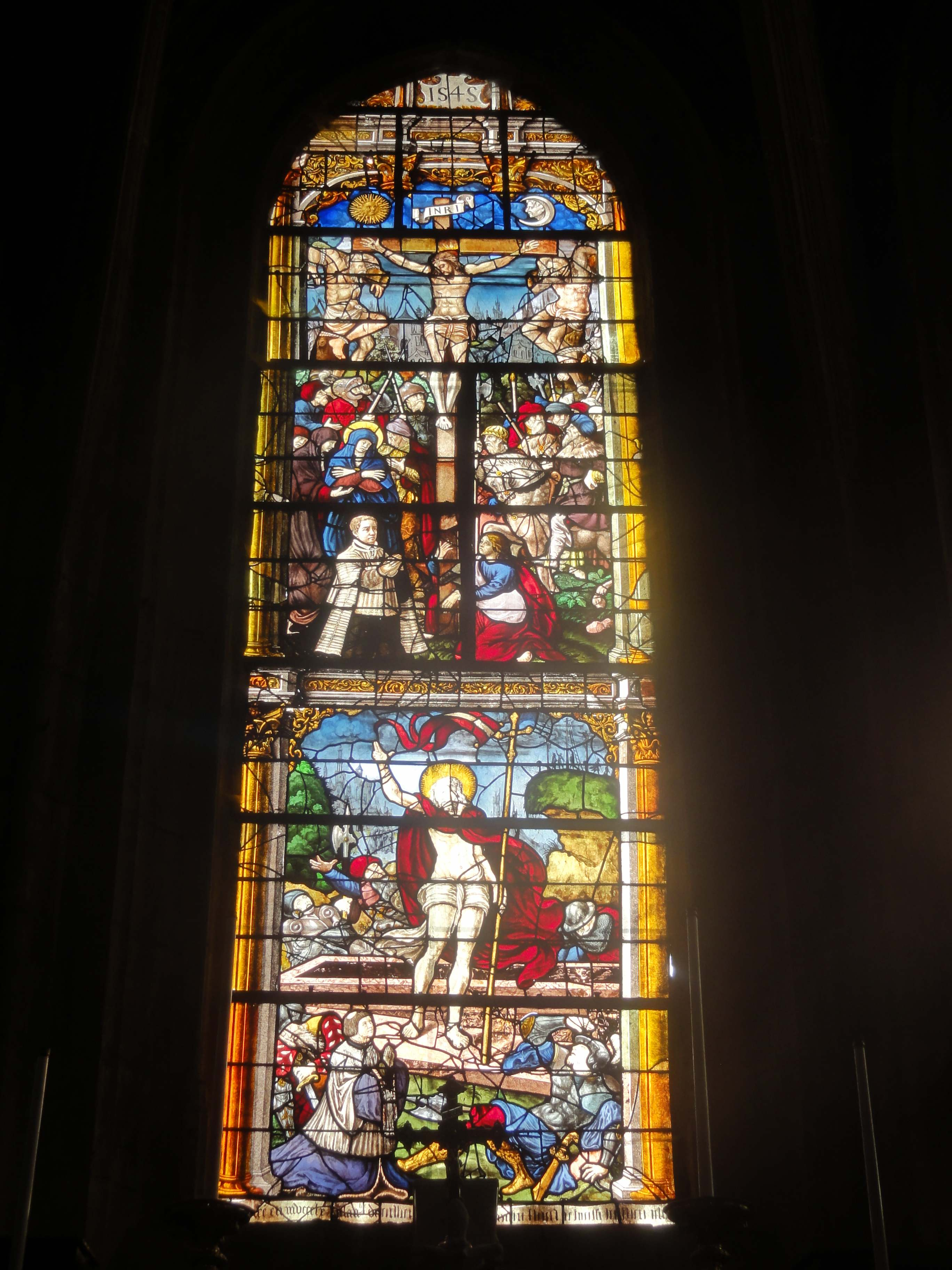
La Résurrection.
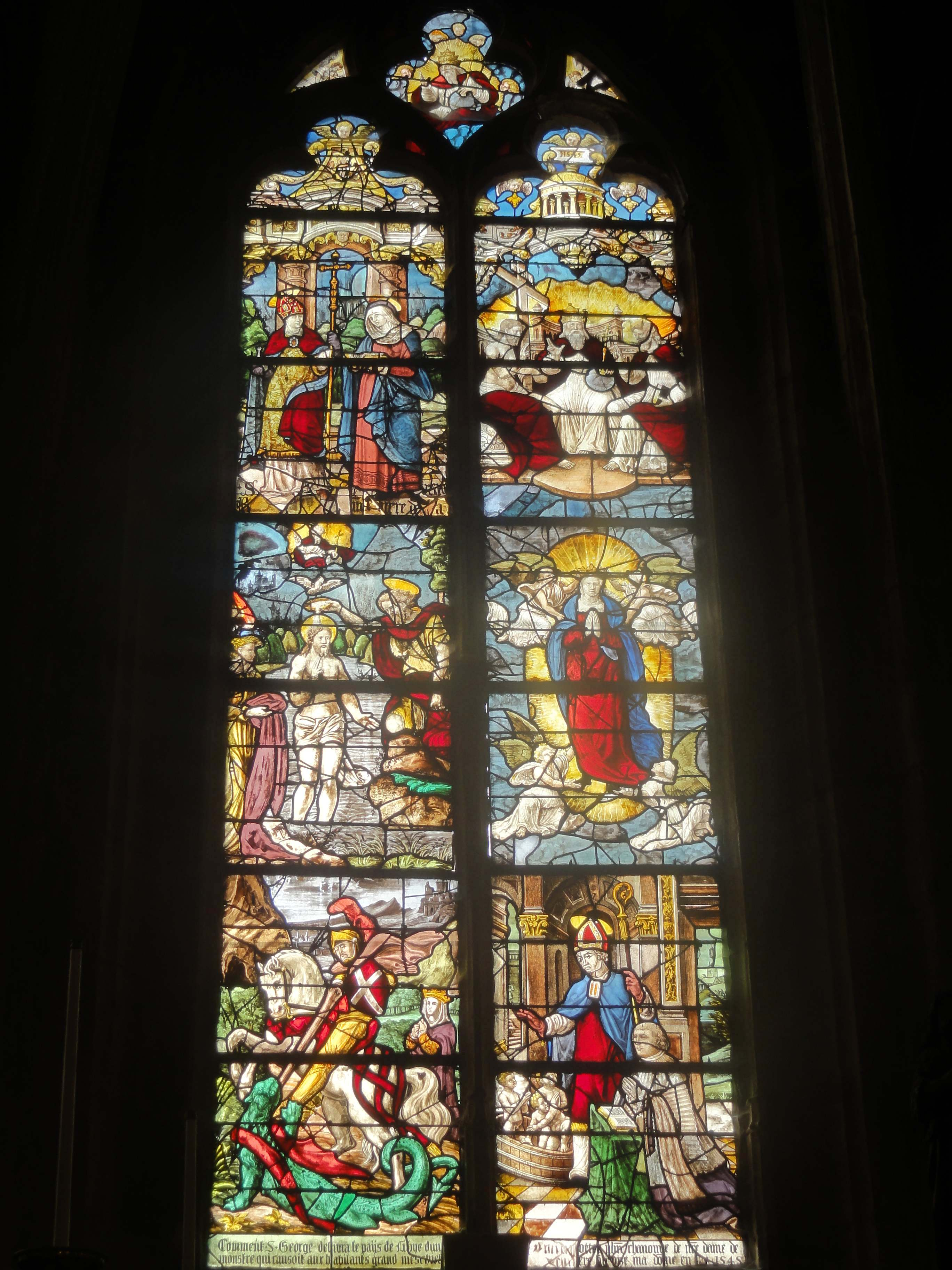
Verrière no 2.
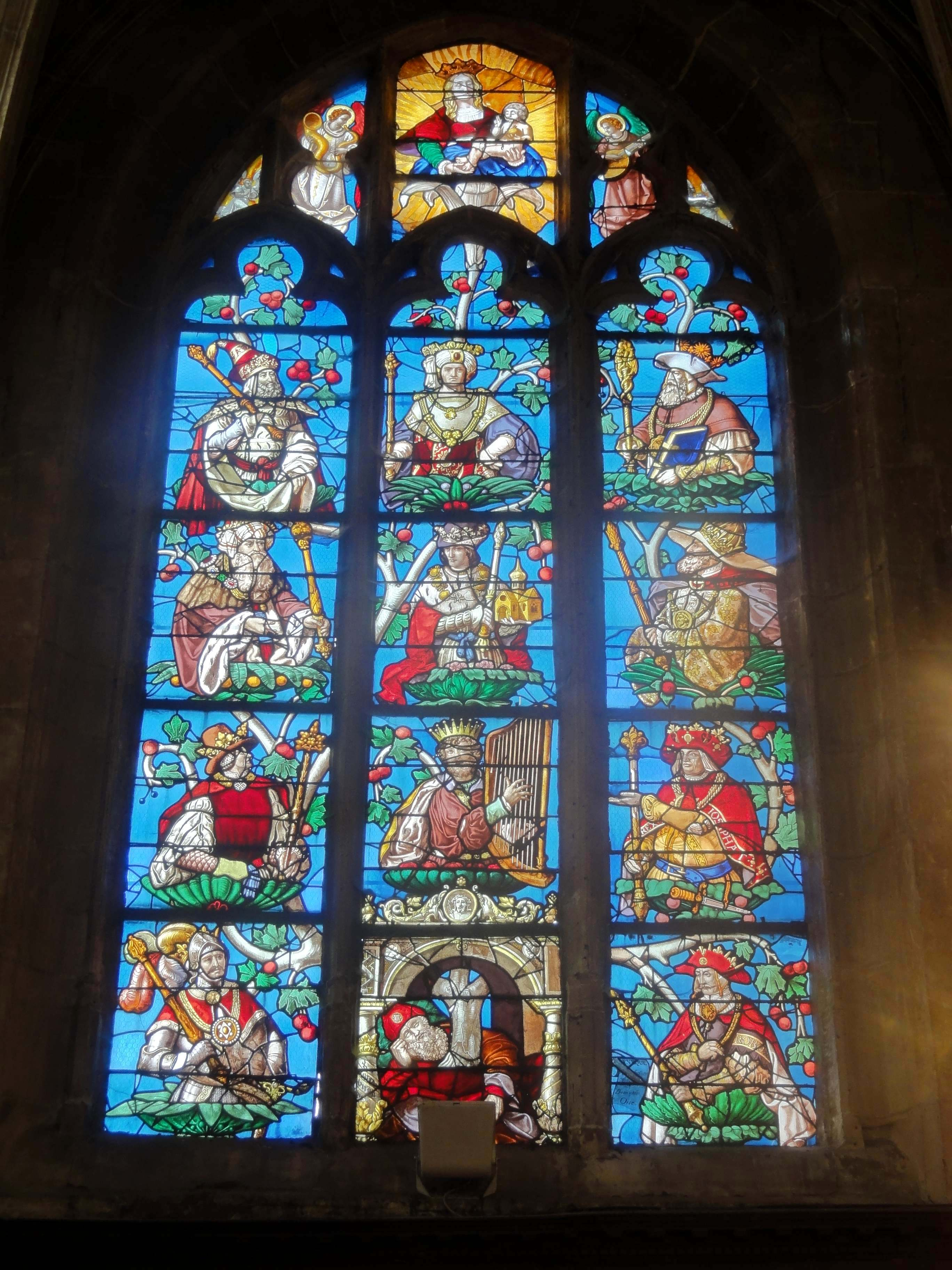
Arbre de Jessé.

### Gisants et plaques funéraires
- Le gisant en bas-relief de Robert de Broully, seigneur de Chevrières, mesure avec sa dalle 240 cm de haut pour 104 cm de large. Robert de Broully est mort le 29 décembre 1553. Le défunt est représenté couché, la tête posée sur un coussin. Un heaume est placé derrière sa tête, et flanquée de deux écus. Une épée est placée à gauche du défunt. Le monument se compose de deux dalles : l'une forme l'arrière-plan avec la bordure, l'épée et les écus, et sert de support à la deuxième, qui comporte le gisant proprement dit, le coussin et le heaume. L'épitaphe est portée sur la bordure, et se lit comme suit : « cy gist messe Robert de broully en son vivant ch[eva]l[ie]r seigneur de chevriere gouverneur de cappitaine de la ville et chasteau d'espaples quy trespassa le vingt neufieme jour de décembre lan mil cinq cens cinquante trois priez Dieu pour son âme ». L'on note des restes de polychromie. À la Révolution, la dalle a été brisée, et employée pour le dallage du sol, près du portail. En 1873/74, la dalle a été préservée et redressée contre le mur du bas-côté sud. C'est à Robert de Broully que l'on doit la reconstruction du transept et du chœur de l'église, entre 1530 et 1545. La dalle a été classée en 1913[31],[14].
- Le gisant en bas-relief de Philippe de Broully, son fils, gouverneur de Compiègne, est d'une facture tout à fait semblable, et a exactement les mêmes dimensions. Philippe de Broully est mort le 20 juillet 1587. La dalle n'a pas été brisée, mais a connu le même destin que le monument funéraire de son père. L'inscription est la suivante : « cy gist messe Philippe de Broully seigneur de chevrières et hessomeny chr de l'ordre conseiller et Me d'hostel ordinaire du roy gouverneur de cappitaine pour sa majesté en la ville de Compiègne lequel trespassa le XX de Juillet lan mil vc quatre vingt sept priez Dieu pour son âme »[32],[14].
- La plaque de fondation près de la porte de la sacristie appartient à Jean Wallet, curé de Saintines natif de Chevrières. Né en 1567, il est installé comme curé de Saintines en 1599, et y exerce son ministère jusqu'en 1638, quand il se retire. Il meurt deux ans plus tard, le 21 février 1640. Dès le 17 août 1615, il laisse par un acte passé devant notaire à Béthisy une rente de vingt-cinq sous tournois à la paroisse de Chevrières, pour la célébration d'un salut annuel, le soir du dimanche de Pâques, à six heures. Les différents chants et répons qui doivent ponctuer la liturgie sont également consignés sur la plaque, qui est difficilement lisible en raison de la très petite taille des caractères, mais néanmoins bien conservée[17].
- La plaque de fondation dans la chapelle Saint-Joseph ou croisillon nord appartient à l'abbé Jean-François Hallot, curé de Chevrières pendant quarante-cinq ans, mort le 16 décembre 1785, la veille de ses 73 ans. Contrairement à l'usage généralement constaté, la plaque ne précise pas le legs qu'il fait à la fabrique, soit une rente ou un bien, ni devant quel notaire a été passé l'acte. En tout cas, messire Hallot fonde une messe obituaire à célébrer le jour d'anniversaire de sa mort ou le jour le plus proche, et un salut à chanter dans la chapelle de la Vierge, à l'issue de Vêpres, le jour de Noël. Tous les chants et répons prévus pour ces offices sont prescrits par le défunt[18].

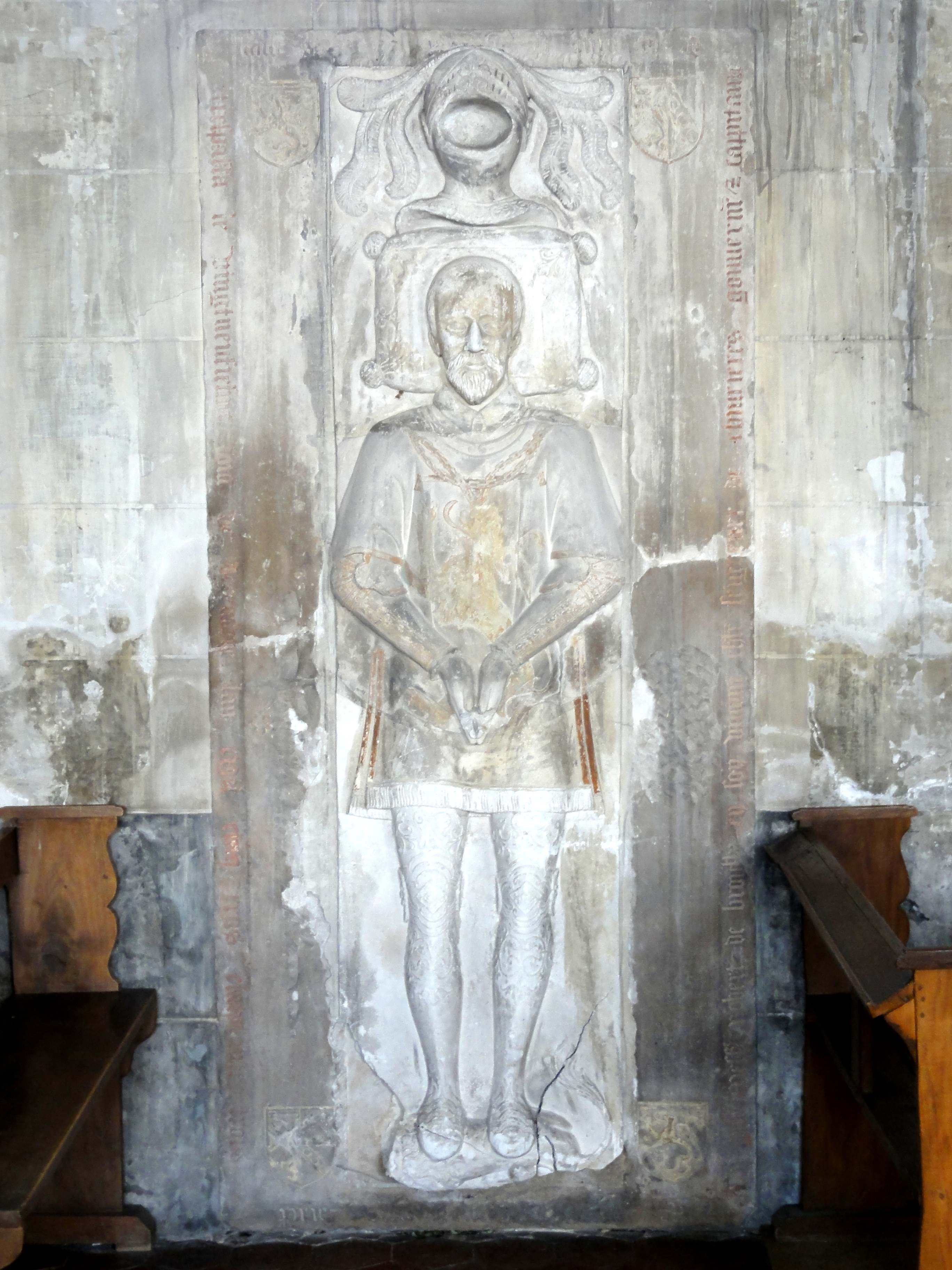
Gisant de Robert de Broully.
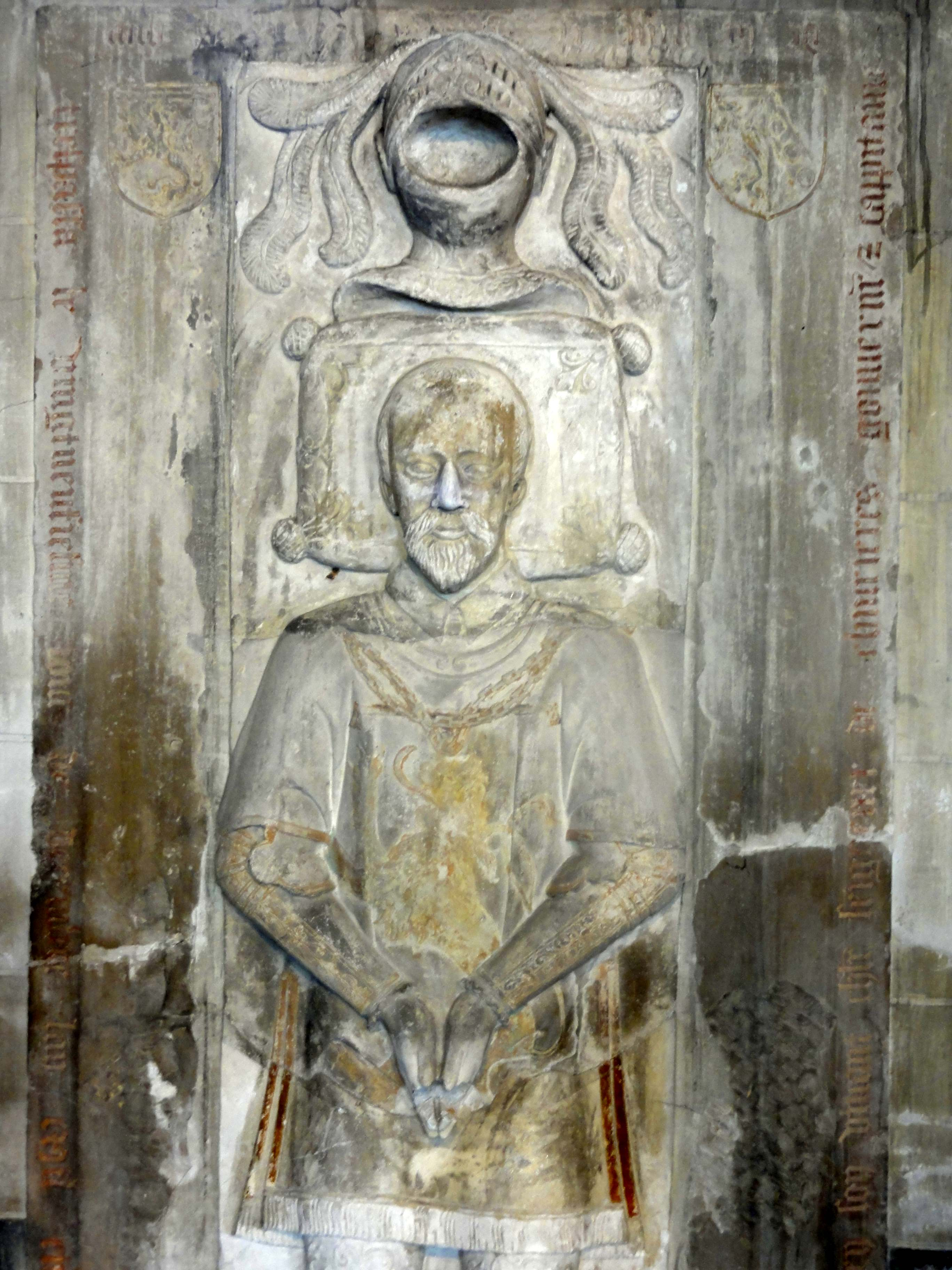
Idem, vue rapprochée.
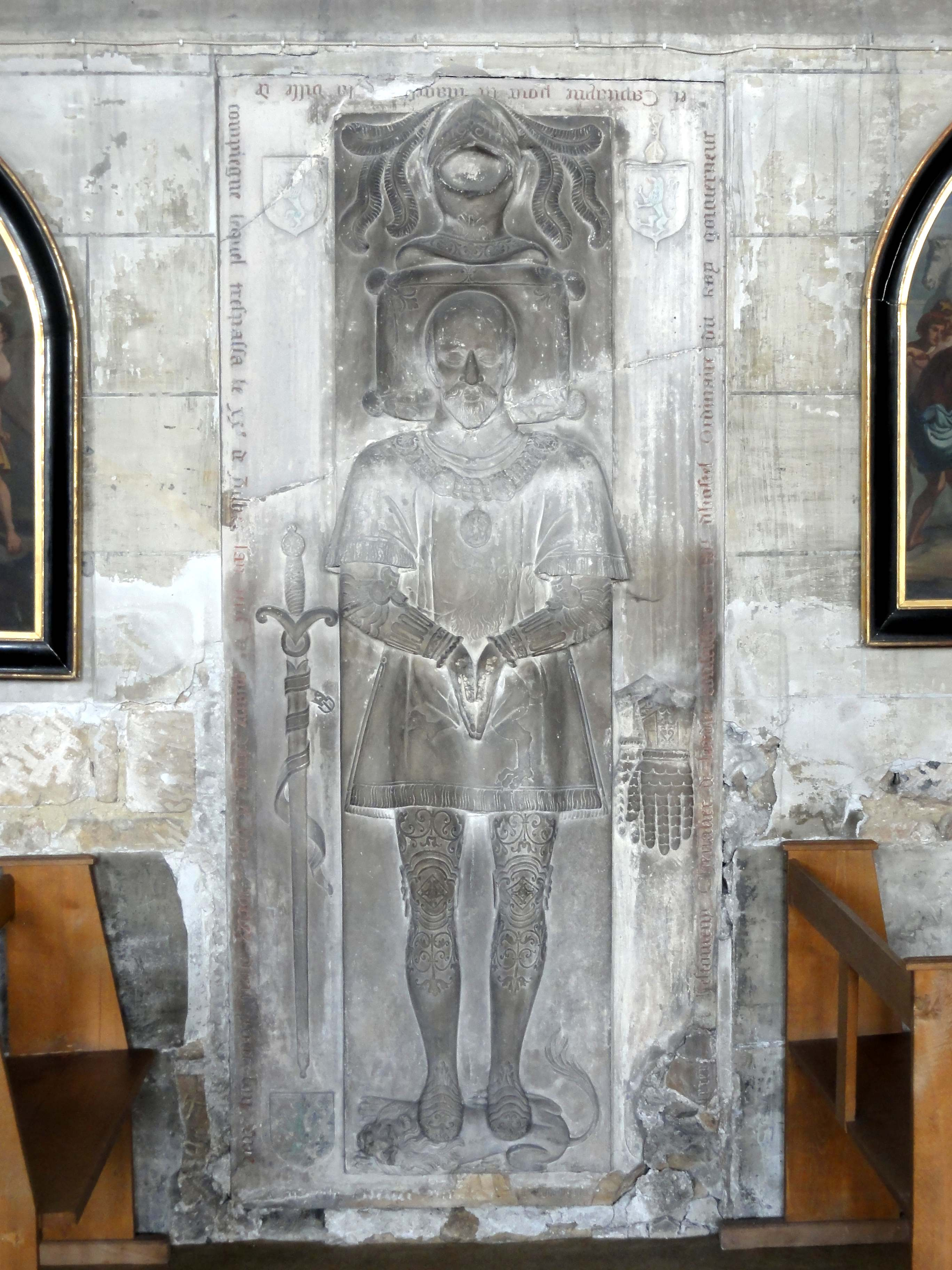
Gisant de Philippe de Broully.
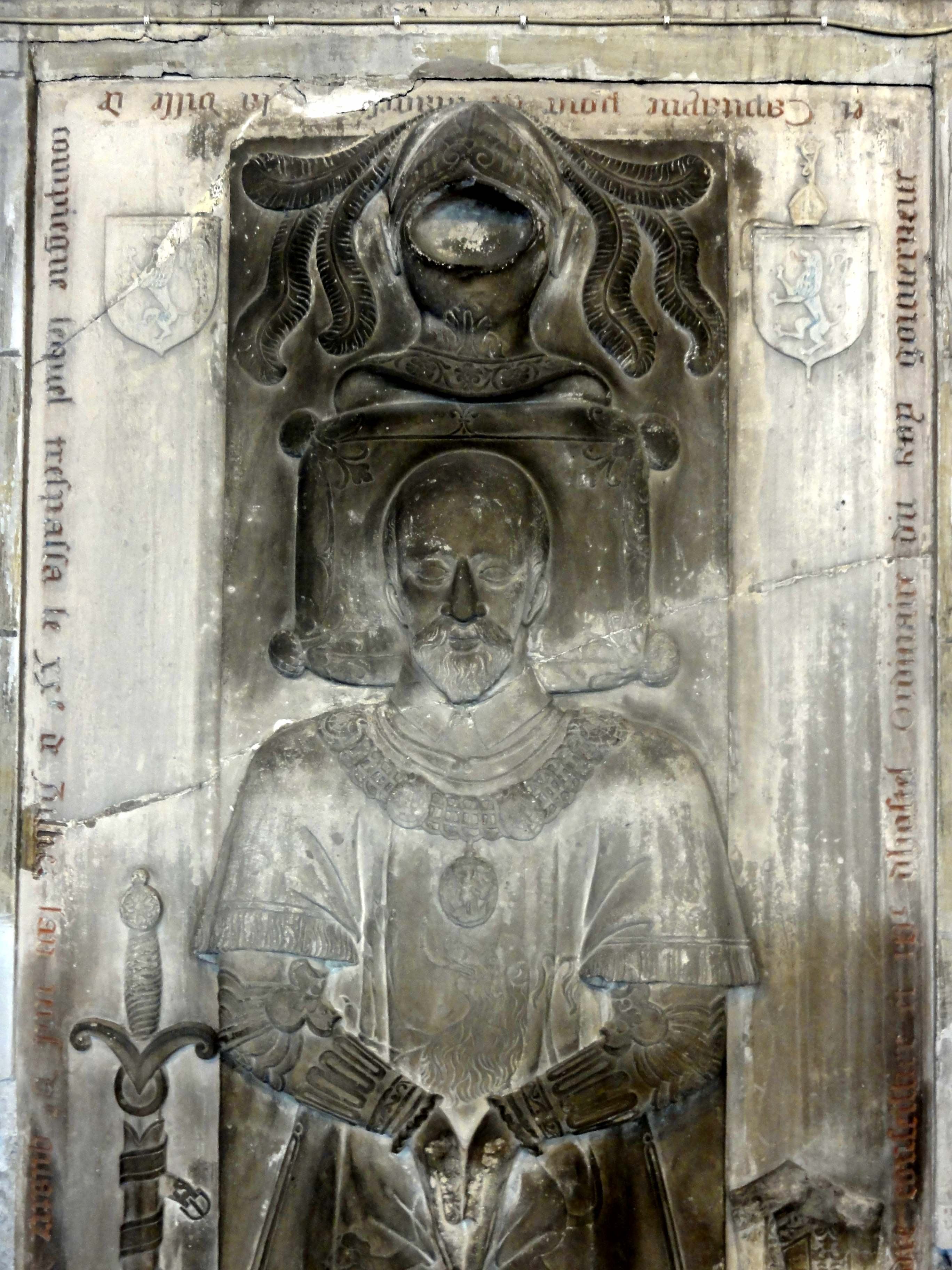
Idem, vue rapprochée.
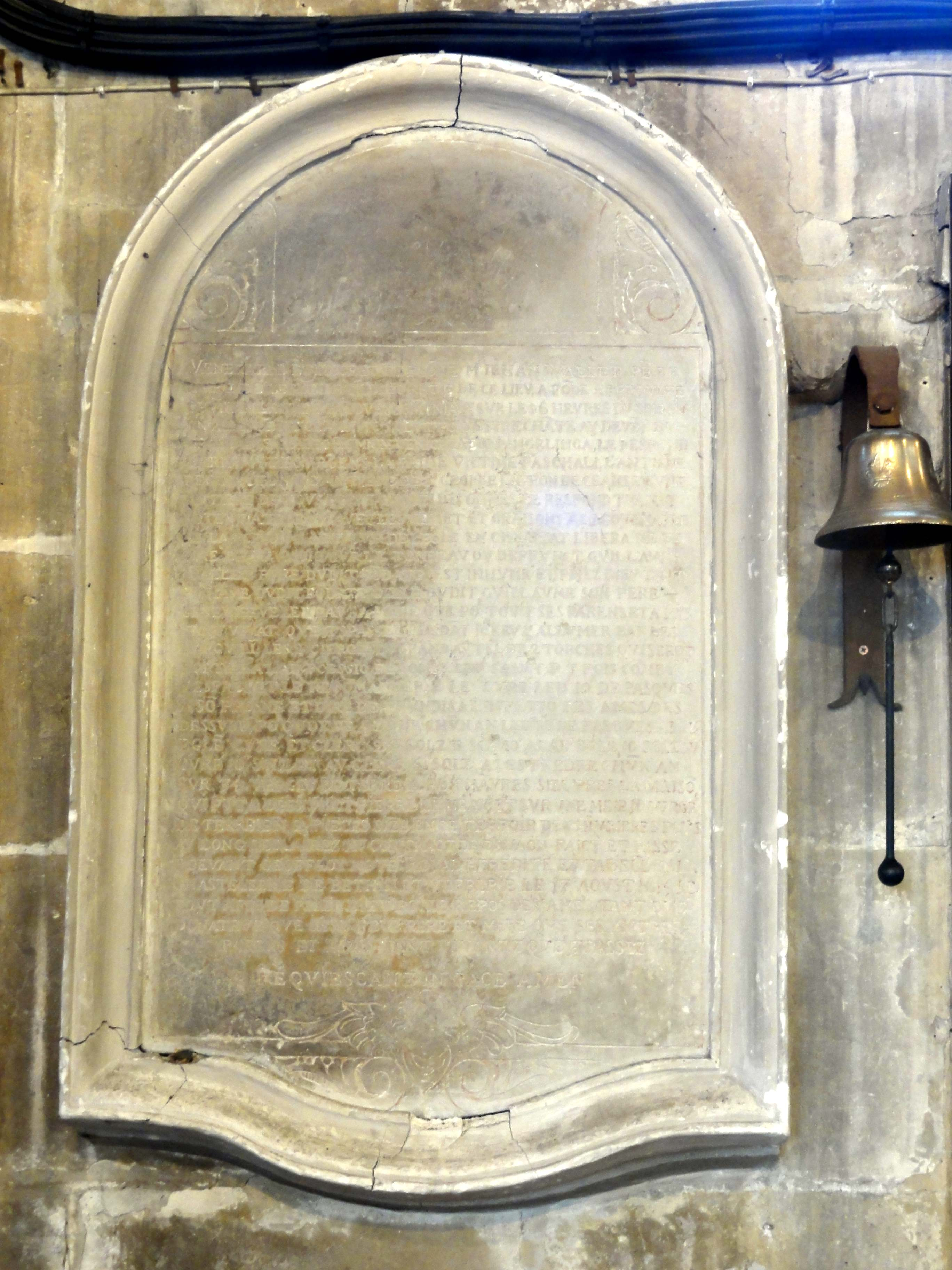
Plaque de fondation de messire Jean Wallet.
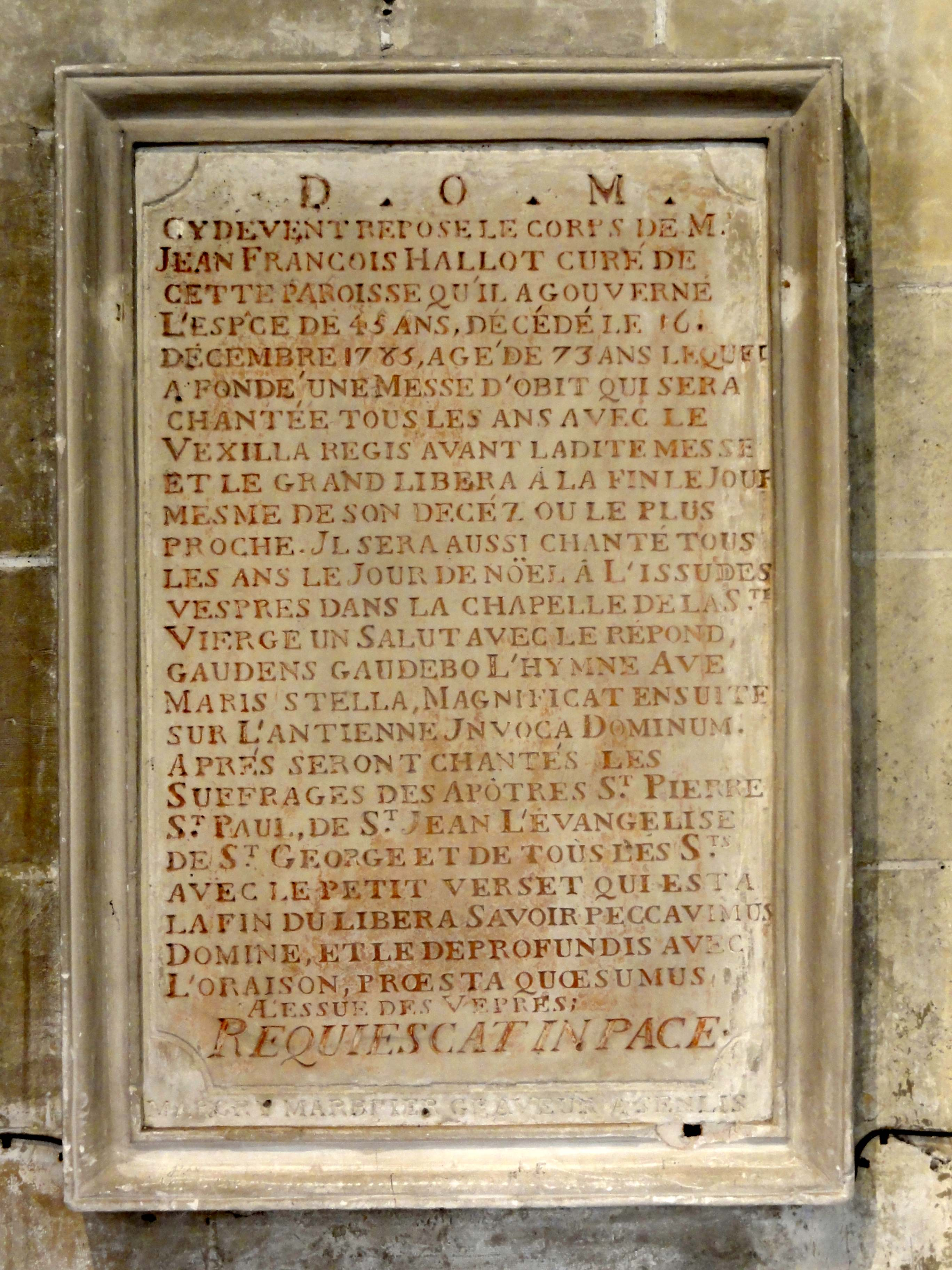
Plaque de fondation de Jean-François Hallot.

### Mobilier liturgique
- La chaire à prêcher néogothique a été confectionnée par Tricotel de Remy en 1889, et offerte à la paroisse par Marie de Chipilly, veuve d'Edmond-Pierre de Roberval. Depuis 1965, elle gît, démontée, au début du bas-côté nord[14].
- Le confessionnal néogothique a également été sculpté par Tricotel, en 1892[14].
- L'autel en bois de la chapelle de la Vierge, au croisillon sud (anciennement chapelle Saint-Nicolas puis Saint-Georges jusqu'en 1851) est de style néogothique, et a été installé au mois d'août 1887. Les cinq arcatures trilobées abritent les statuettes en demi relief de sainte Angadrême, une disciple de saint Ouen de Rouen morte vers 695 ; de sainte Geneviève ; de la Vierge Immaculée dite de Rome ; sainte Claire ; et sainte Maxence, martyre à Pont-Sainte-Maxence à la fin du Ve siècle, et qui n'est vénérée que localement (Chevrières dépendait du doyenné de Pont-Sainte-Maxence)[15].
- L'autel en bois de la chapelle Saint-Joseph et Saint-Georges, au croisillon sud (anciennement chapelle de la Vierge jusqu'en 1851) a été donné en 1869 par Marie Louis Hélène Meurinne, en religion mère Marie Madeleine Thérèse de Saint-Augustin, à la fin de sa vie prieure du Carmel de Saint-Denis. Elle est morte le 17 octobre 1883, à l'âge de seulement trente-six ans[18].
- Le maître-autel en marbre blanc est l'œuvre de Goblet-Carette, de Cousolre (Nord). Le principal ornement du devant d'autel est un bas-relief représentant la Cène, réalisé par l'Union internationale artistique de Vaucouleurs. Il est flanqué de deux paires de colonnettes en porphyre, qui sont munies de chapiteaux néogothiques, dont les tailloirs supportent la table d'autel. Le tabernacle est abrité sous un gâble aux rampants garnis de crochets, qui repose sur deux petites colonnettes à chapiteaux. La porte du tabernacle est flanquée de colonnettes en bronze, et sa porte arbore un bas-relief du pélican mystique. Comme le souligne le chanoine Morel, la pureté des lignes, le modèle des sculptures et la variété des marbres font de cet autel une véritable œuvre d'art[33]. L'Eucharistie n'y est toutefois plus célébrée depuis la réforme liturgique voulue par le concile Vatican II, mais le tabernacle renferme toujours le Saint-Sacrement, comme l'indique la lumière éternelle qui scintille à côté.

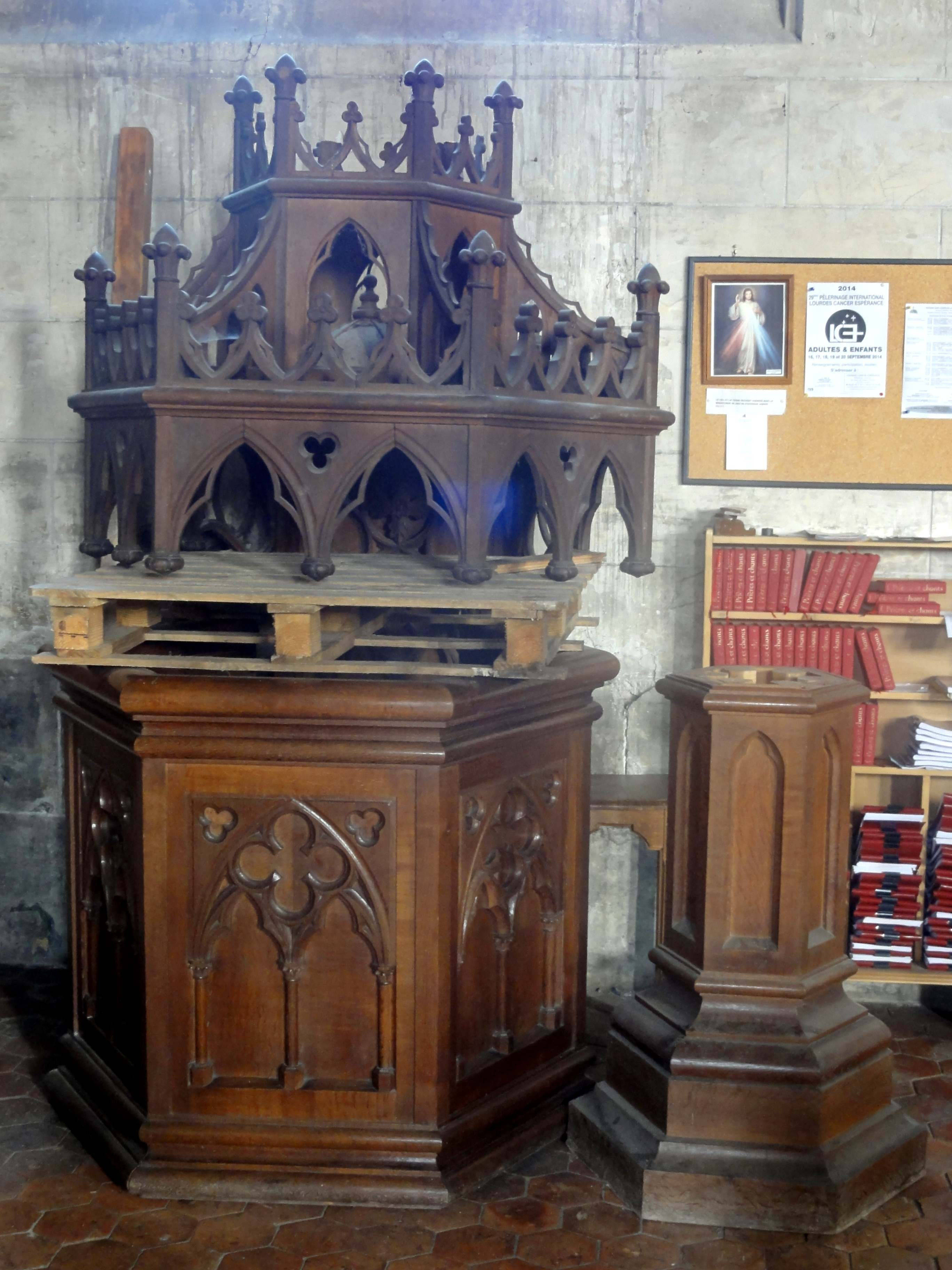
Chaire à prêcher.
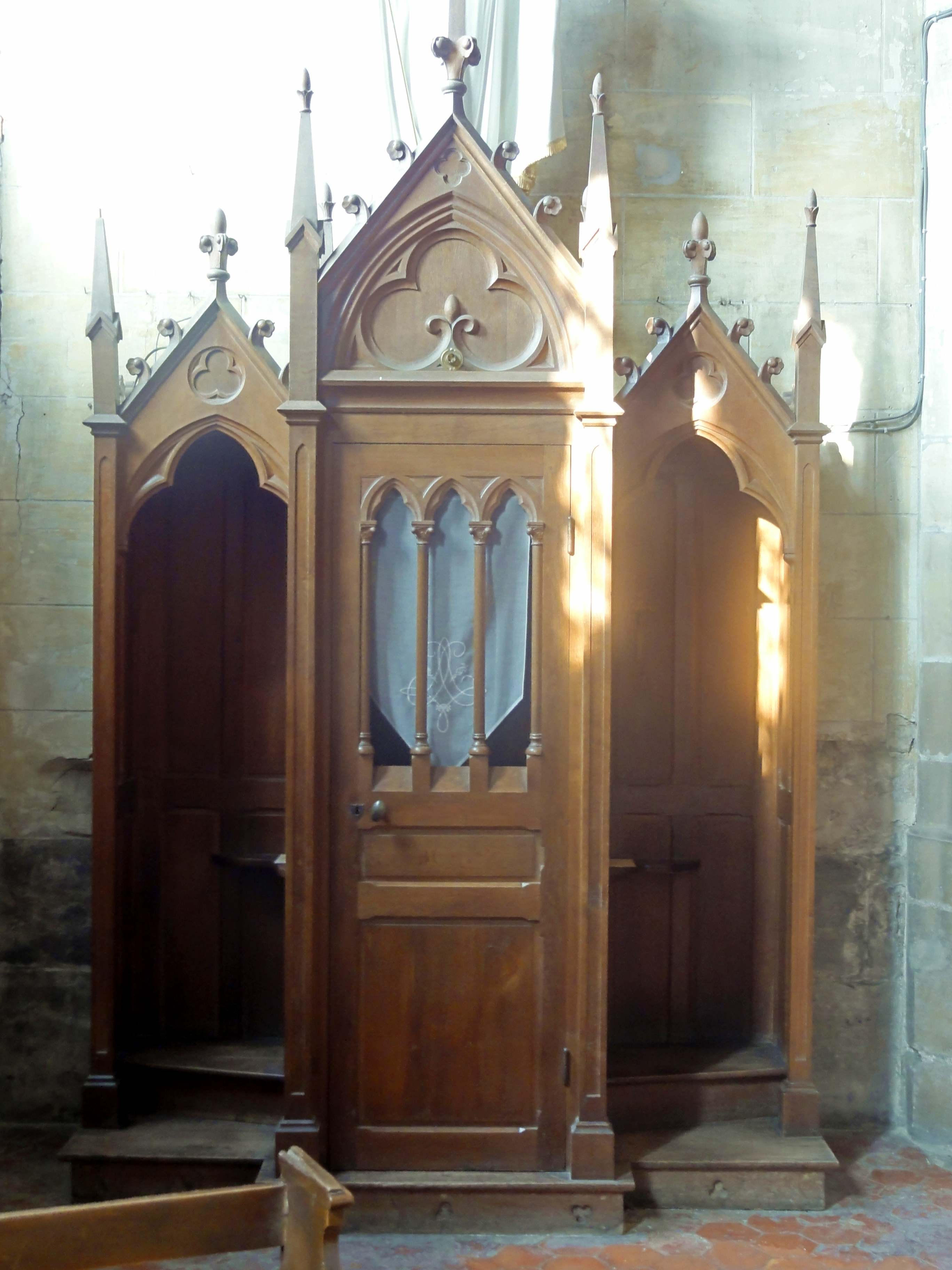
Confessionnal.
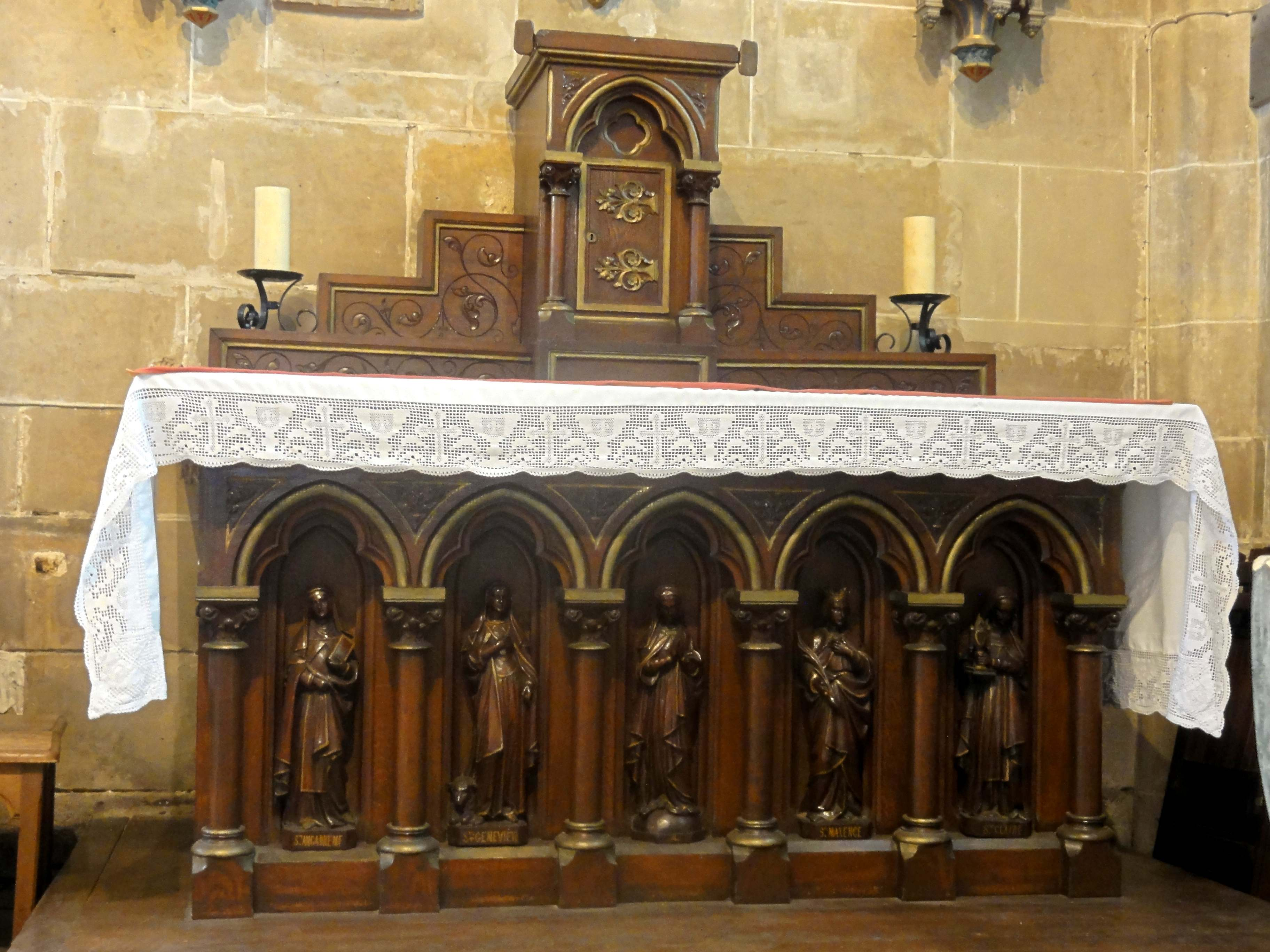
Autel de la Vierge.
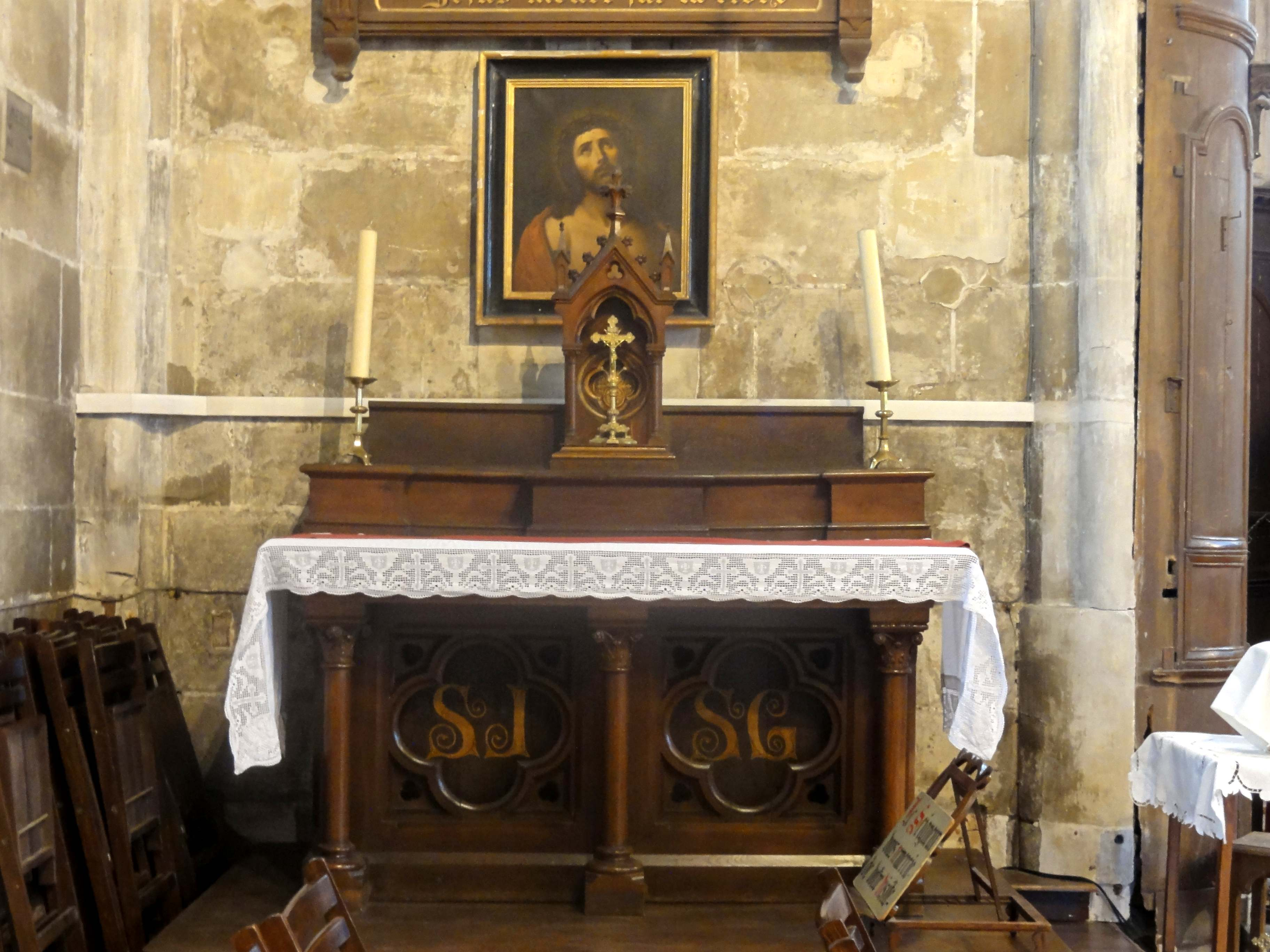
Autel de St-Joseph.
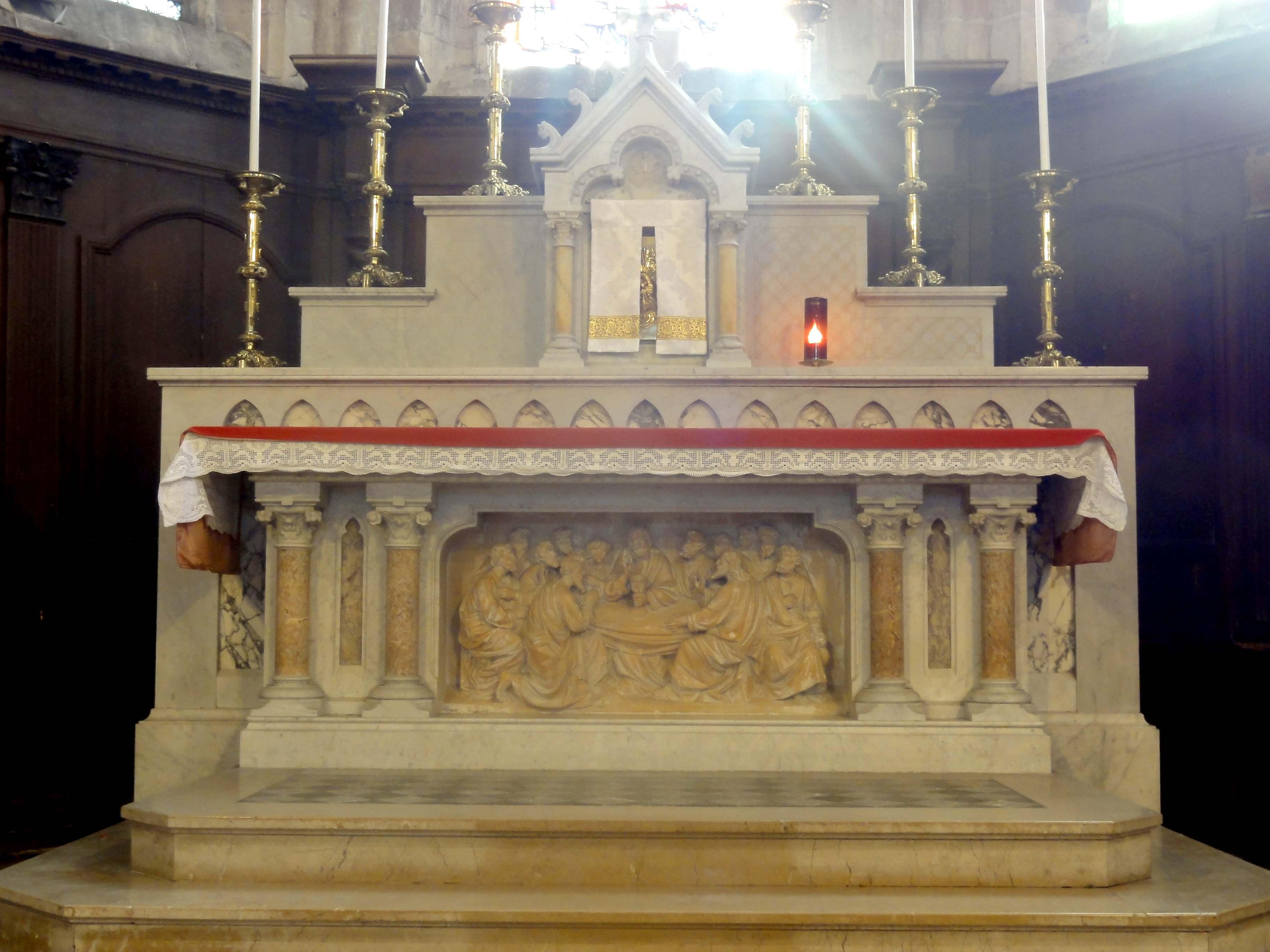
Maître-autel.
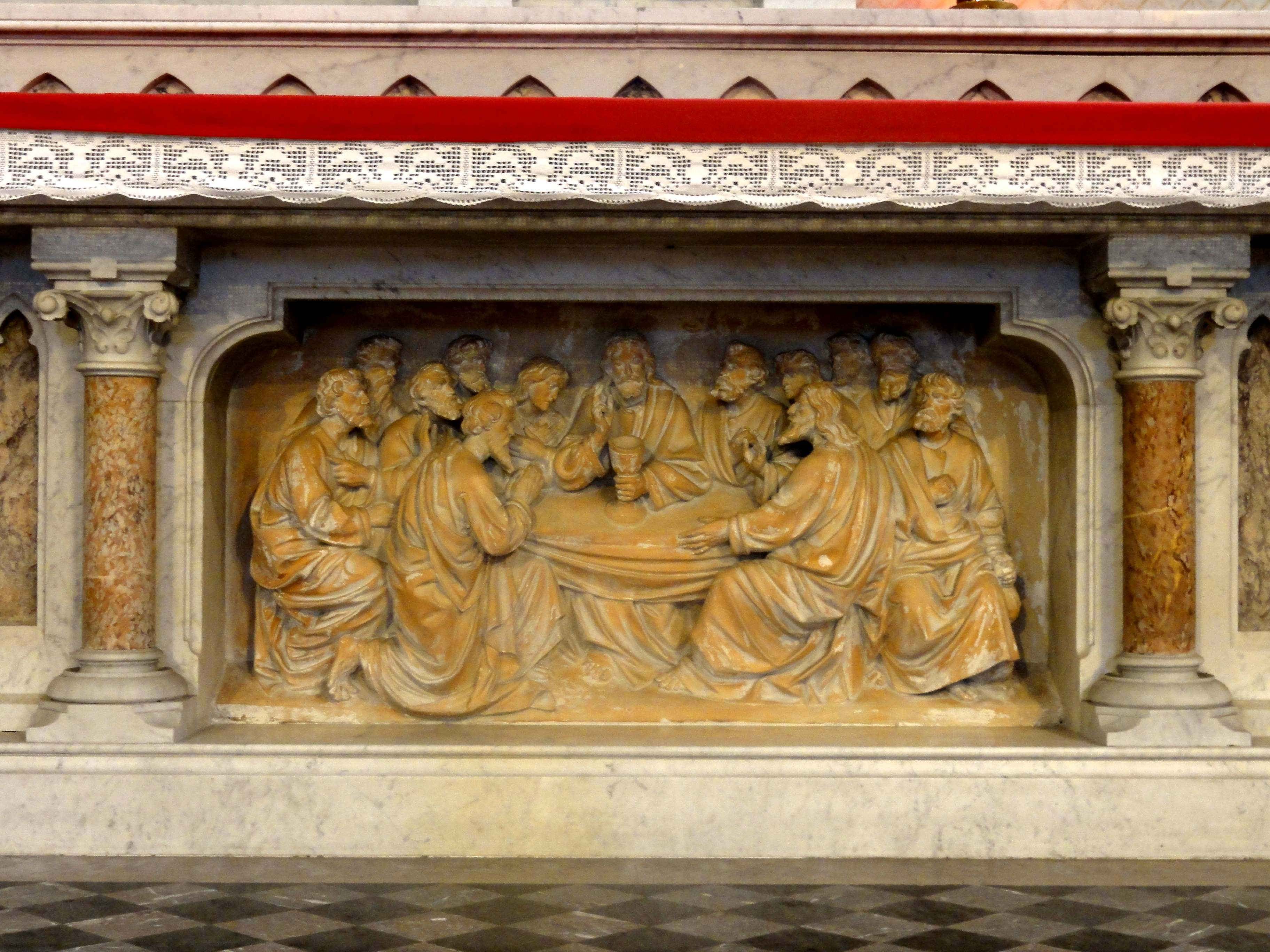
Bas-relief - la Cène.